# Castello di Blois
Il castello di Blois (in francese Château de Blois, AFI: [ʃɑto d(ə) blwa]) è uno dei principali castelli della Valle della Loira; la città da cui prende il nome, Blois, è il capoluogo del dipartimento francese del Loir-et-Cher e si trova lungo il fianco di una collina sulla riva destra della Loira. È stato la residenza di numerosi sovrani di Francia e Giovanna d'Arco vi fu benedetta dall'arcivescovo di Reims prima della spedizione destinata a liberare Orléans assediata. Il castello reale di Blois raccoglie intorno ad un singolo cortile una rassegna di architettura francese dal Medioevo al periodo classico, il che lo rende un edificio importantissimo per comprendere l'evoluzione dell'architettura nei secoli.

## Storia

### Dalle origini ai Conti di Blois
Il castello sorge su un promontorio sulla riva destra della Loira, in una posizione ben difendibile, protetta su un lato dal fiume e sugli altri da una falesia scoscesa. Lo sperone si sviluppa da nord-est a sud-ovest con una lunghezza di circa 250 metri e una larghezza di circa 100, per una superficie di 23000 m2. Il luogo era abitato sin dal Neolitico, come testimoniano tracce di palizzate, frammenti di ceramica e utensili in selce ritrovati durante alcuni scavi archeologici sotto alla Salle des Maçons, all'angolo sud-ovest del palazzo attuale; in epoca carolingia sullo stesso luogo era presente una rocca, citata come Blisum castellum negli Annales Bertiniani, risalenti al 834 circa. Durante il regno di Carlo il Calvo, nell'854, il castello insieme a tutta la città venne attaccato e distrutto dai Vichinghi. La fortezza fu ricostruita e viene citata nell'atto di fondazione dell'abbazia di Saint-Laumer di Blois, risalente al 924. Il castello si trovava al centro della regione governata prima dai Robertingi e poi dai conti di Blois, potenti feudatari dei secoli X e XI i cui possedimenti si estendevano dalla regione di Blois e Chartres allo Champagne.
Nel X secolo Tebaldo I di Blois, figlio di Tebaldo il Vecchio, primo conte di Blois, apportò importanti modifiche al palazzo, facendo costruire la grosse tour ("grande torrione") grazie alle rendite provenienti dalla Bretagna, che amministrava insieme a Folco II d'Angiò in seguito alla morte del cognato Alano II di Bretagna. Si ritiene che la torre, probabilmente in pietra, si trovasse sotto l'attuale ala sud-ovest del castello. Oddone II espanse ulteriormente il castello intorno al 1030. Un documento del 1080 mostra Tebaldo III intento ad amministrare la giustizia "nella fortezza di Blois, nel cortile dietro al palazzo, vicino alla torre, sullo spiazzo tra le camere del palazzo". Nel XII secolo fu costruita la collegiale di San Salvatore nel cortile antistante, che si aggiungeva alla cappella di Saint-Calais, presente sul sito già da prima dell'873, e ad altre due cappelle, una nel torrione e una nella residenza dei conti. Alla morte di Tebaldo IV di Blois nel 1152, i possedimenti della famiglia vennero divisi tra i suoi due figli, e Blois passò a Tebaldo V. Tebaldo VI fece aggiungere intorno 1210 un edificio all'angolo nord del castello, che comprendeva la Grande salle o Salle de la justice, conosciuta in seguito come Sala degli Stati, le cui imponenti dimensioni erano indicative della potenza dei conti di Blois. La nipote di Tebaldo VI, Maria d'Avesnes, portò in dote la contea e il castello alla famiglia Châtillon attraverso il suo matrimonio con Ugo di Châtillon nel 1226.

### La fortezza medioevale

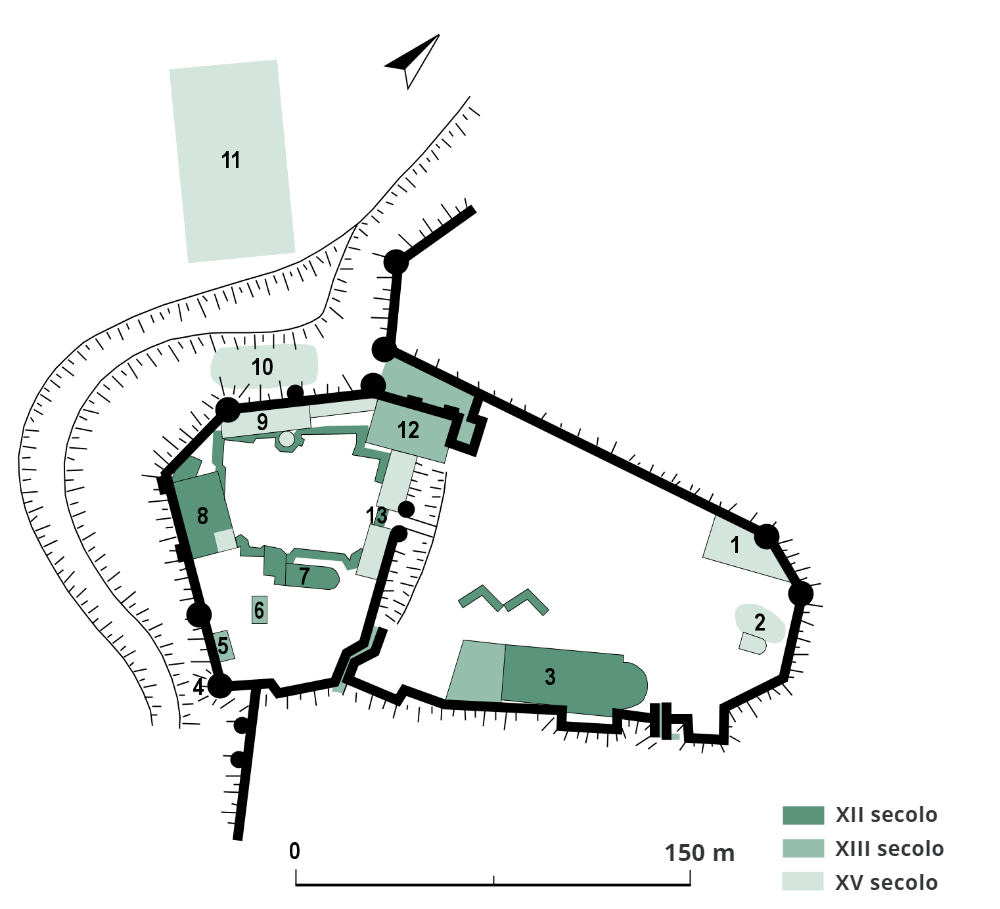
Mappa del complesso in età medievale. 1: fienile; 2: cappella di Santa Costanza e frutteto; 3: collegiale di San Salvatore; 4: torre Foix; 5: Enclosure des Comptes; 6: abitazione del Priore; 7: cappella di Saint-Calais; 8: abitazione dei Conti; 9: Nouveau logis; 10: frutteto nel fossato; 11: Jardin de Bretonnerie; 12: Sala degli Stati; 13: ala Luigi XII.

I Châtillon, originari della Borgogna, fecero rafforzare e ampliare il castello, sostituendo la palizzata che lo circondava con delle mura in pietra. Il cronista Jean Froissart nel 1388 lo descrive come "grande e bello, forte e imponente, uno dei più belli nel regno di Francia"; era protetto da un muro lungo 650 metri che cingeva tutto lo sperone roccioso, in cui erano presenti nove torri rotonde e tre porte. La torre Foix è ancora esistente, mentre altre tre torri sono ancora parzialmente inglobate nell'ala nord-ovest del palazzo; sul lato occidentale della cortina muraria sorgevano due torri a pianta rettangolare, come mostrato dagli scavi archeologici eseguiti nel 1906, e un'altra circolare. Oltre a queste, erano presenti altre due torri, la torre di Saint-Calais e la torre della Viscontea, ma non se ne conosce l'ubicazione precisa. La più grande delle porte, la porta dei Campi, dava sulla campagna ed era l'unica che permetteva il transito di cavalli e carri. Si apriva sulle mura subito a nord della Sala degli Stati ed era dotata di una saracinesca e di una fila di piombatoie; dopo essere stata rimaneggiata nel XVI secolo, fu completamente distrutta nel 1860.
Da questa porta si dipartiva un camminamento che, costeggiando la Sala degli Stati, passava attraverso una seconda porta nel punto in cui le mura cittadine si saldavano con quelle del castello, dove ora è presente la giunzione tra l'ala Francesco I e la Sala degli Stati; anche questa era dotata di una saracinesca e possedeva un ponte levatoio e un ponte fisso che scavalcava il fossato. Questa porta fu demolita nel XVIII secolo. La porta dei Giacobini, distrutta all'inizio del XIX secolo, si apriva sul lato che dava sulla Loira, in prossimità del convento dei Giacobini; data la ripidità del pendio si trattava di un passaggio pedonale ed era composta da due porte in successione, una delle quali dotata di saracinesca e ponte levatoio. Un'ultima porta, detta di San Martino, è di più difficile collocazione in quanto fu distrutta già durante il regno di Luigi XII: si trovava probabilmente nei pressi della collegiale di San Salvatore ed era una porta di piccole dimensioni, accessibile solo ai pedoni, che metteva in comunicazione il castello con la città.
All'interno delle mura lo spazio era diviso in due parti da una cortina di mura su cui si apriva una porta. Il cortile esterno, che ricalcava la disposizione dell'attuale Place du Château, conteneva la collegiale di San Salvatore, la cappella di Santa Costanza, risalente a prima del 1352 e le cui ultime notizie si hanno nel 1576, un frutteto, le scuderie e le abitazioni dei canonici della collegiale e degli ufficiali dei conti di Blois. La residenza signorile vera e propria, invece, occupava il rimanente terzo della superficie dell'altura e conteneva l'antico torrione dei conti di Blois, che dominava l'intero palazzo ed era stato dotato di una campana da suonare in caso di attacco, la Sala degli Stati, con annessa una cappella intitolata alla Vergine demolita nel XVII secolo, due edifici addossati alla parte ovest delle mura, sul luogo in cui oggi si trova l'ala Francesco I, chiamati Nouveau logis, un'ala sul versante sud-ovest, che fu ricostruita già nel XV secolo, e un'ala addossata alle mura tra il cortile esterno e quello interno, che nel XVI secolo fece spazio all'ala di Luigi XII. Intorno alla corte inoltre sorgeva la cappella di Saint-Calais, probabilmente sullo stesso luogo dove è presente quella attuale che risale al XVI secolo.

### Passaggio alla dinastia dei Valois-Orléans

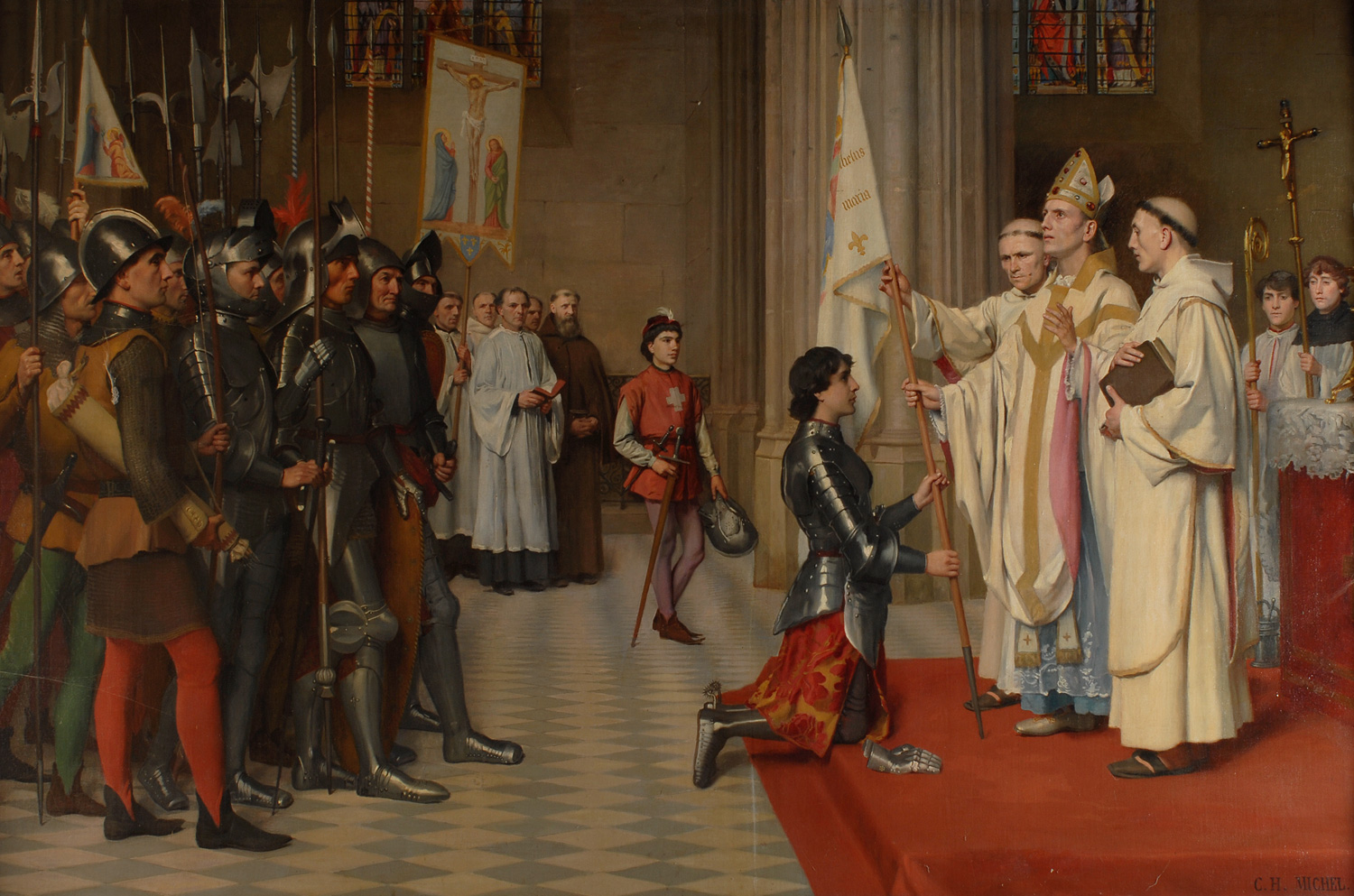
Giovanna d'Arco fa benedire il suo stendardo a Blois, dipinto di Charles-Henri Michel del 1901 conservato al castello di Blois.

L'ultimo discendente della famiglia Châtillon, Guido II, trovandosi in cattive situazioni finanziarie, in seguito alla morte di suo figlio vendette nel 1391 Blois e il Dunois a Luigi d'Orléans, fratello di Carlo VI, per 200000 corone francesi. Il nuovo proprietario prese possesso di Blois nel 1397, alla morte di Guido, ma non frequentò assiduamente il castello. Quando fu assassinato a Parigi nel 1407 per ordine di Giovanni di Borgogna, la sua vedova, Valentina Visconti, si ritirò a vivere a Blois, dove morì l'anno seguente, dopo aver promosso alcuni lavori di restauro delle fortificazioni.
Nel 1429, prima della partenza per l'assedio di Orléans, Giovanna d'Arco venne benedetta nella collegiale di San Salvatore da Renault de Chartres, arcivescovo di Reims. Il figlio di Luigi d'Orleans, Carlo, era stato fatto prigioniero dagli inglesi nel 1415 durante la battaglia di Azincourt; in quel periodo il castello era stato amministrato dal suo fratellastro, Jean de Dunois. Al suo ritorno dopo 25 anni di prigionia, nel 1440, il castello di Blois divenne un grande centro culturale; è in occasione di un concorso di poesia che vi si svolse nel 1458 che François Villon compose ed espose la sua Ballade des contradictions, detta anche Ballade du concours de Blois. Intorno alla metà del secolo furono svolti importanti lavori di ampliamento: si distrussero alcune parti del vecchio castello per rendere il palazzo più confortevole e furono aggiunti degli edifici, tra cui un'ala nella parte sud-ovest del promontorio, che fu distrutta nel XVII secolo per far spazio all'ala Gastone d'Orléans.
Quest'ala, che si sviluppava su due piani, era racchiusa tra gli edifici medioevali sul lato ovest del castello e una torre a pianta quadrata che conteneva una scala e terminava con un terrazzo. Il suo stile era simile a quello visibile tuttora nella galleria Carlo d'Orléans, costruita per collegarlo con la parte più antica del castello e parzialmente demolita nel XIX secolo: anch'esso aveva un colonnato al piano terra e un tetto con abbaini ed era caratterizzato dall'uso alternato di pietra e mattoni nella facciata. Alle estremità dell'ala erano presenti due avancorpi sormontati da un tetto appuntito e di fronte alla facciata era presente un terrazzamento chiuso da una balaustra in bronzo dorato. Alla morte di Carlo d'Orléans, avvenuta tra il 4 e il 5 gennaio 1465, i lavori si interruppero. Della fortezza di questo periodo rimangono attualmente solo la Sala degli Stati, la galleria di Carlo d'Orléans, la cilindrica Torre Foix e alcune tracce del muro di cinta sul lato nord del promontorio, oltre ai resti delle fortificazioni inglobate dall'ala Francesco I.

### Il regno di Luigi XII

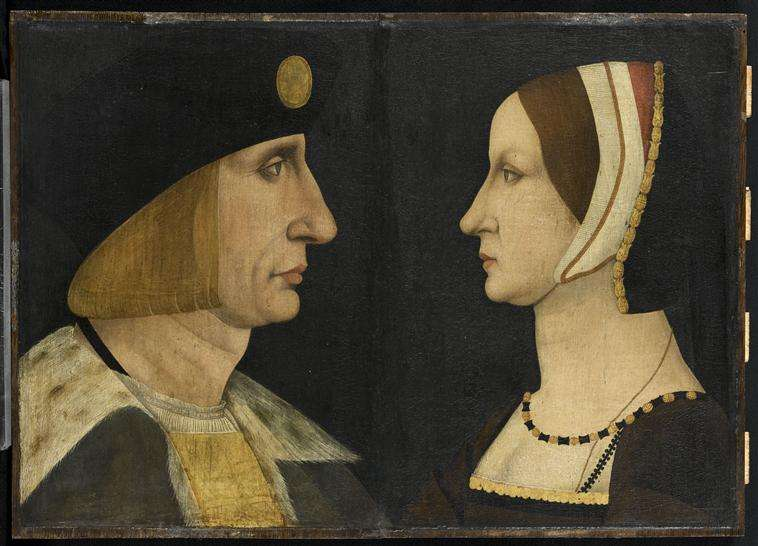
Dittico anonimo dell'inizio del XVI secolo raffigurante Luigi XII e Anna di Bretagna.

Il figlio di Carlo d'Orléans, Luigi, divenne re di Francia nel 1498 con il nome di Luigi XII; il castello medievale dei conti di Blois divenne allora residenza reale e il re ne fece la sua sede principale togliendo importanza al castello di Amboise. Nei primi anni del Cinquecento, tra il 1498 e il 1503, Luigi XII iniziò insieme ad Anna di Bretagna (sua moglie dal 1499) la ricostruzione del castello in stile tardo gotico, senza fortificazioni, sotto la direzione dell'architetto François de Pontbriand e dei capimastri Colin Biard e Jacques Sourdeau (che lavorarono qui anche più tardi, durante la costruzione dell'ala Francesco I). In particolare fu aggiunta una nuova ala a nord-est dell'edificio originale, chiamata in seguito ala Luigi XII, con un portale d'accesso al complesso, sormontato da una nicchia con una statua equestre del re a grandezza naturale, forse opera dello scultore Guido Mazzoni. Fece anche ricostruire la cappella di Saint-Calais, che fu consacrata nel 1508, e più tardi fece aggiungere un'ala verso sud, costituita da cinque piani e addossata alle mura medioevali, che fu completamente distrutta nel XVII secolo. Il cronista Jean d'Auton nel 1502 descrive il palazzo come "tutto nuovo e tanto sontuoso che sembrava opera da re". L'edificio costruito da Carlo d'Orléans, che si trovava di fronte alla nuova ala di Luigi XII, iniziò ad essere chiamato Perche aux Bretons (Salto dei Bretoni) quando il terrazzamento ad esso antistante fu occupato dalla guarnigione bretone giunta al seguito di Anna di Bretagna. Nel cortile esterno del castello, intorno alla collegiale di San Salvatore, furono costruite numerose abitazioni per ospitare il seguito del re.

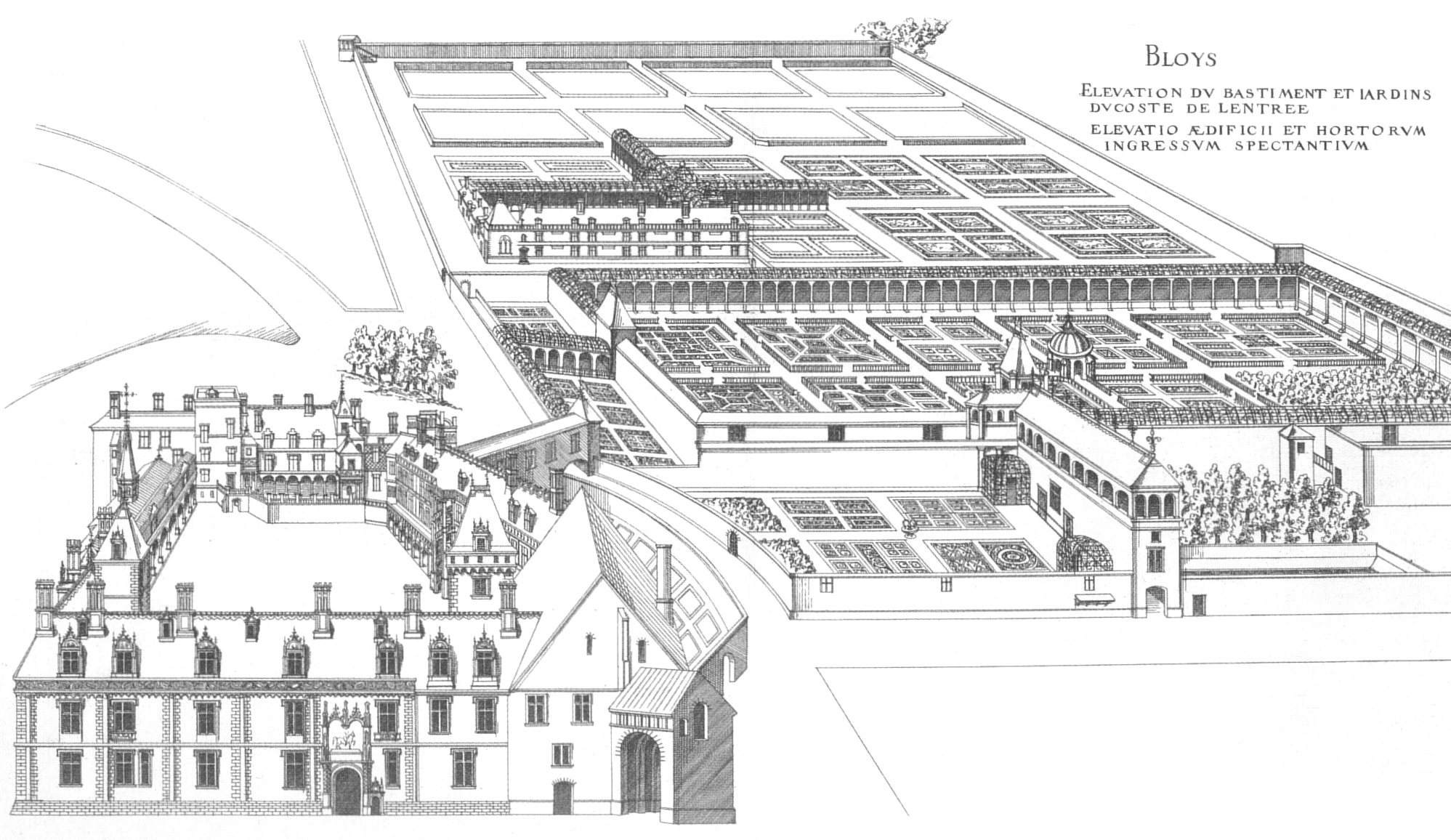
Prospettiva a volo d'uccello del castello e dei suoi giardini realizzata da Jacques Androuet du Cerceau intorno al 1575.

Luigi XII fece anche aggiungere un frutteto e un orto nel fossato del castello, chiamati Vergers des fossées, che si aggiungevano al frutteto già presente nel cortile esterno. A nord-ovest di quest'ultimo, all'esterno del fossato, era stato realizzato intorno al 1470 un giardino ornamentale chiamato Jardin de Bretonnerie, di modeste dimensioni, al centro del quale fu aggiunta una fontana nel 1502-03; il giardino era chiuso da un'orangerie, presente ancora oggi. Luigi XII fece ampliare il giardino esistente dal paesaggista Pacello da Mercogliano sfruttando uno spazio ad ovest dello stesso, acquistato nel 1499. Il nuovo giardino era disposto su due grandi terrazze leggermente al di sopra del vecchio giardino ornamentale. La terrazza inferiore era chiamata Jardin de la Reine (Giardino della Regina): misurava circa 200 metri per 90 ed era costituita da quattro parterre regolari con al centro un padiglione ottagonale di 14 metri di diametro, decorato con bronzi dorati e sormontato da una statua di San Michele in bronzo che raggiungeva i 18 metri; all'interno del padiglione era presente una fontana in marmo del 1502-03 di fattura italiana.
Il giardino era circondato su tre lati da un porticato, alla cui estremità orientale Luigi XII fece costruire nel 1506 un padiglione che, tramite i sotterranei, metteva in comunicazione il nuovo giardino con quello più antico, situato più in basso. Questo edificio fu progettato dagli stessi architetti dell'ala Luigi XII, con cui condivideva lo stile, e a partire dal XIX secolo fu chiamato Padiglione Anna di Bretagna, nonostante non ci siano evidenze che sia stato effettivamente costruito per la regina. A sud-ovest del Jardin de la Reine, su un terreno acquistato tra il 1505 e il 1510, fu realizzato il grande Jardin du Roi (Giardino del Re), che fu sistemato su un terrazzamento più alto del precedente. Questo giardino conteneva un orto e un pozzo profondo 30 metri che, tramite un sistema di irrigazione, forniva l'acqua a tutti i giardini del palazzo, e due padiglioni che furono costruiti nella seconda metà del XVI secolo. Le tre terrazze erano collegate al Nouveau logis tramite la Galérie des Cerfs (Galleria dei Cervi), un passaggio chiuso che terminava in un padiglione all'ingresso del Jardin de la Reine. Il nome della galleria era dovuto alle numerose statue in legno dipinto che vi erano esposte, raffiguranti cervi, cani e falchi; erano presenti anche una statua in terracotta raffigurante un cervo con corna vere e una in cera che raffigurava una cerva.

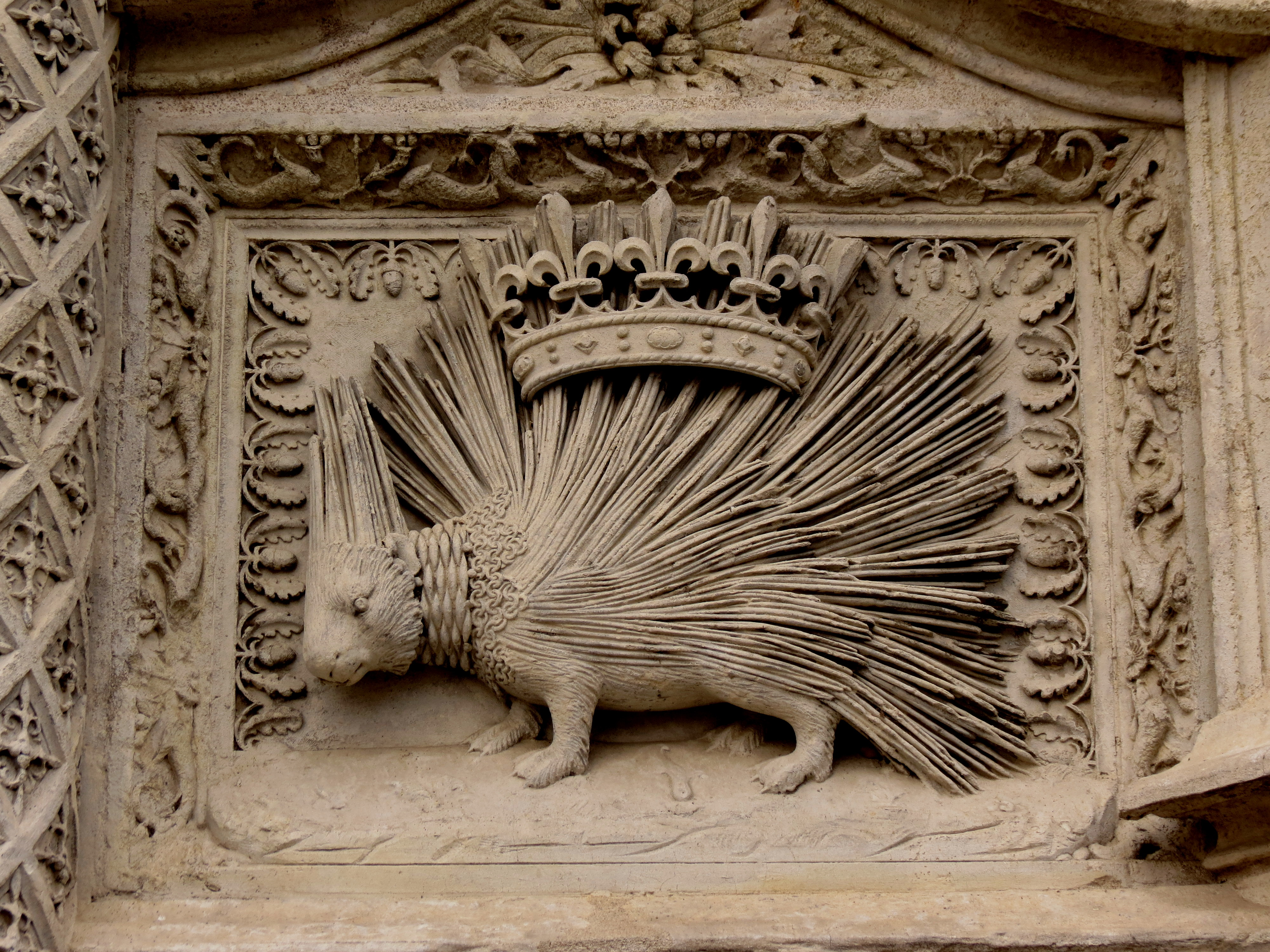
Bassorilievo raffigurante l'istrice, simbolo di Luigi XII.

Favorito da Luigi XII come residenza invernale, il castello di Blois divenne teatro di numerosi incontri diplomatici: il matrimonio di Cesare Borgia nel 1499; il ricevimento dell'arciduca Filippo I d'Asburgo e di sua moglie Giovanna di Castiglia nel 1501; il matrimonio di Guglielmo IX, marchese di Monferrato, e Anna, figlia del duca Renato d'Alençon nel 1508; il fidanzamento tra Margherita d'Angoulême e il duca Carlo IV di Alençon nel 1509; i due soggiorni di Nicolò Machiavelli nel 1501 e nel 1510. Anna di Bretagna vi morì il 9 gennaio 1514. Il suo funerale fu celebrato nella vicina collegiale di San Salvatore.

### Residenza reale nel Rinascimento
Claudia di Francia, figlia di Luigi XII e Anna di Bretagna, sposò nel 1514 il cugino Francesco d'Angoulême, pronipote di Luigi d'Orléans. Alla morte di Luigi XII, nel 1515, questo salì al trono con il nome di Francesco I e Claudia, molto legata alla residenza di Blois, la rimodernò per installarvi la corte. Quello stesso anno Francesco diede il via alla costruzione di una nuova ala in stile rinascimentale e commissionò una delle più importanti biblioteche dell'epoca. Non è chiaro se François de Pontbriand abbia avuto un ruolo anche nella progettazione di quest'ala; sicuramente la direzione dei lavori fu affidata a Jacques Sourdeau, almeno fino al 1519, quando questo prese parte alla costruzione del castello di Chambord. Lo stile italianeggiante delle facciate lascia inoltre supporre che siano state consultate anche maestranze italiane, come l'architetto Domenico da Cortona, anche se non è attestato un loro coinvolgimento diretto nella progettazione dell'ala. Gli edifici del Nouveau logis dell'ala nord-ovest furono abbattuti e al loro posto furono costruiti due palazzi che rispecchiavano la disposizione dei precedenti; in seguito la costruzione fu raddoppiata al di là della cortina muraria medioevale. La facciata ovest dell'ala fu dotata di logge di ispirazione italiana che davano sui giardini del palazzo, che furono risistemati.
La costruzione si bloccò bruscamente dopo la morte della regina, avvenuta nel castello nel 1524, anno in cui tra l'altro Francesco I fu impegnato nella campagna d'Italia durante la guerra dei quattro anni; Francesco abbandonò Blois a favore di Fontainebleau, dove fu trasferita la grande biblioteca, che costituì il nucleo della Biblioteca nazionale di Francia; Il castello venne anche spogliato di mobilio e arazzi, che furono trasferiti a Parigi e in altre parti del regno. Tuttavia la residenza di Blois non venne dimenticata, in quanto Claudia di Francia vi aveva lasciato i suoi sette figli educati da Caterina de' Medici; la futura regina madre fece aggiungere all'ala Francesco I una galleria porticata con colonne doriche sul lato del cortile, distrutta tra il XVII e il XVIII secolo, e l'abbaino all'ultimo piano della facciata delle logge. Il 18 ottobre 1534 il castello fu teatro del "caso dei manifesti": in vari punti della Francia vennero affissi dei volantini contro la messa da parte dei sostenitori della chiesa riformata e ne fu posto uno anche sulla porta della camera del re. Questo evento segnò l'inizio della repressione del protestantesimo in Francia dopo un periodo di relativa tolleranza.

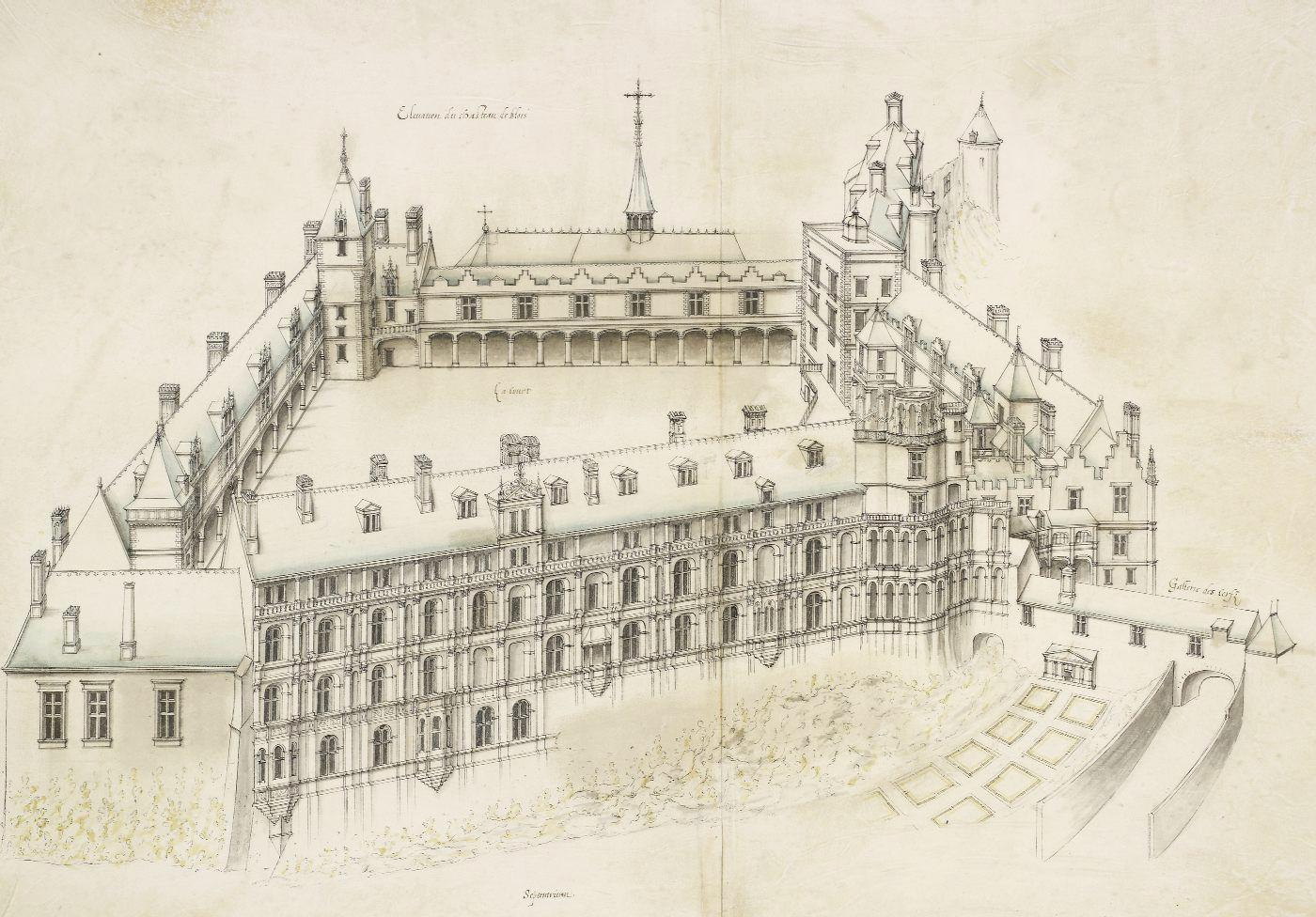
Vista del castello di Blois, disegno di Androuet du Cerceau del 1575 circa.

Dopo questi avvenimenti, Blois ricevette nel 1539 la visita di Carlo V, e Pierre de Ronsard incontrò proprio nel castello, a un ballo nell'aprile 1545, Cassandra Salviati, musa ispiratrice de Les Amours de Cassandre. Il figlio di Francesco I, Enrico II, incoronato re di Francia, vi fece il suo ingresso solenne nel mese di agosto 1547 accompagnato da "donne nude a cavallo" (forse volendo inscenare il mito di Zeus e di Europa, il che turbò molti di quelli che stavano assistendo). Enrico II fece decorare gli interni e le logge dell'ala Francesco I con boiserie e grisaille. Tra il 1554 e il 1556 Caterina de' Medici fece rappresentare davanti al re la tragedia Sofonisba di Gian Giorgio Trissino, prima opera teatrale a rispettare la regola delle tre unità aristoteliche, adattata dal poeta Mellin de Saint-Gelais per il pubblico francese.

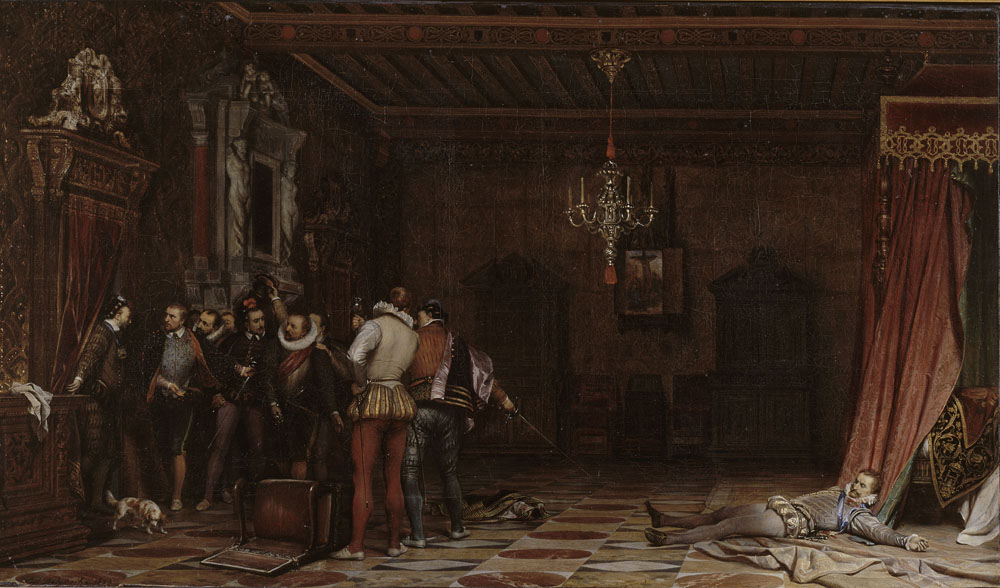
Assassinio del duca di Guisa, dipinto di Hippolyte Delaroche del 1834 conservato al Museo Condé.

Il castello di Blois fu frequentato anche dai successori di Enrico II, Francesco II, Carlo IX ed Enrico III, insieme alla regina madre Caterina de' Medici. Francesco II vi soggiornò soprattutto nell'inverno 1559 con la moglie Maria Stuarda, seguendo il consiglio dei suoi medici di trascorrere la stagione fredda nel clima mite della Turenna anziché a Fontainebleau; egli ordinò la realizzazione di viali nella foresta di Blois, a sud-ovest del castello, per ampliare il parco del palazzo. Negli anni delle guerre di religione, il castello fu teatro della riconciliazione tra Carlo IX e Gaspard de Coligny, capo della fazione ugonotta, in seguito alla pace di Saint-Germain; nel 1572 nella cappella si celebrò il fidanzamento del principe protestante Enrico di Navarra, futuro Enrico IV, con Margherita di Valois. Sempre a Blois Enrico III convocò gli Stati Generali nel 1576-77 e nel 1588-89, che si radunarono nella grande sala ora chiamata "Sala degli Stati" per discutere della situazione finanziaria del regno a seguito delle guerre civili. All'interno del castello, nella sua stanza al secondo piano, il re fece assassinare il 23 dicembre 1588 il suo nemico, il duca di Guisa, dalla sua guardia privata; il fratello di quest'ultimo, il cardinale di Lorena, fu ucciso il giorno successivo. I cadaveri dei due fratelli furono bruciati in un camino del castello e le loro ceneri vennero disperse. Poco dopo, il 5 gennaio 1589, Caterina de' Medici morì; le esequie si tennero nella collegiale di San Salvatore. Durante il regno di Enrico III, tuttavia, Blois fu anche un fervente centro culturale; vi si tennero discussioni filosofiche e vi si esibì, su invito del re, la Compagnia teatrale dei Gelosi, formata da artisti italiani. Il re fece anche aggiungere un edificio a nord-ovest del castello, a prolungamento della Sala degli Stati: si trattava di una costruzione a pianta rettangolare, della stessa profondità della sala medioevale, sulla cui facciata rivolta verso il cortile antistante il castello campeggiavano tre colonne colossali che dividevano l'edificio seguendo la disposizione delle navate della Sala degli Stati. Sull'edificio, rimasto incompiuto e demolito nel 1861, si aprivano grandi finestre; la contestuale demolizione del frontone della Sala degli Stati fa pensare alla volontà del re di ampliare ulteriormente la sala di rappresentanza del castello. All'esterno, tra il palazzo e il giardino, Enrico III fece costruire la terrazza dell'Éperon, un bastione eretto a scopo difensivo vicino alla Galérie des Cerfs, presente ancora oggi.

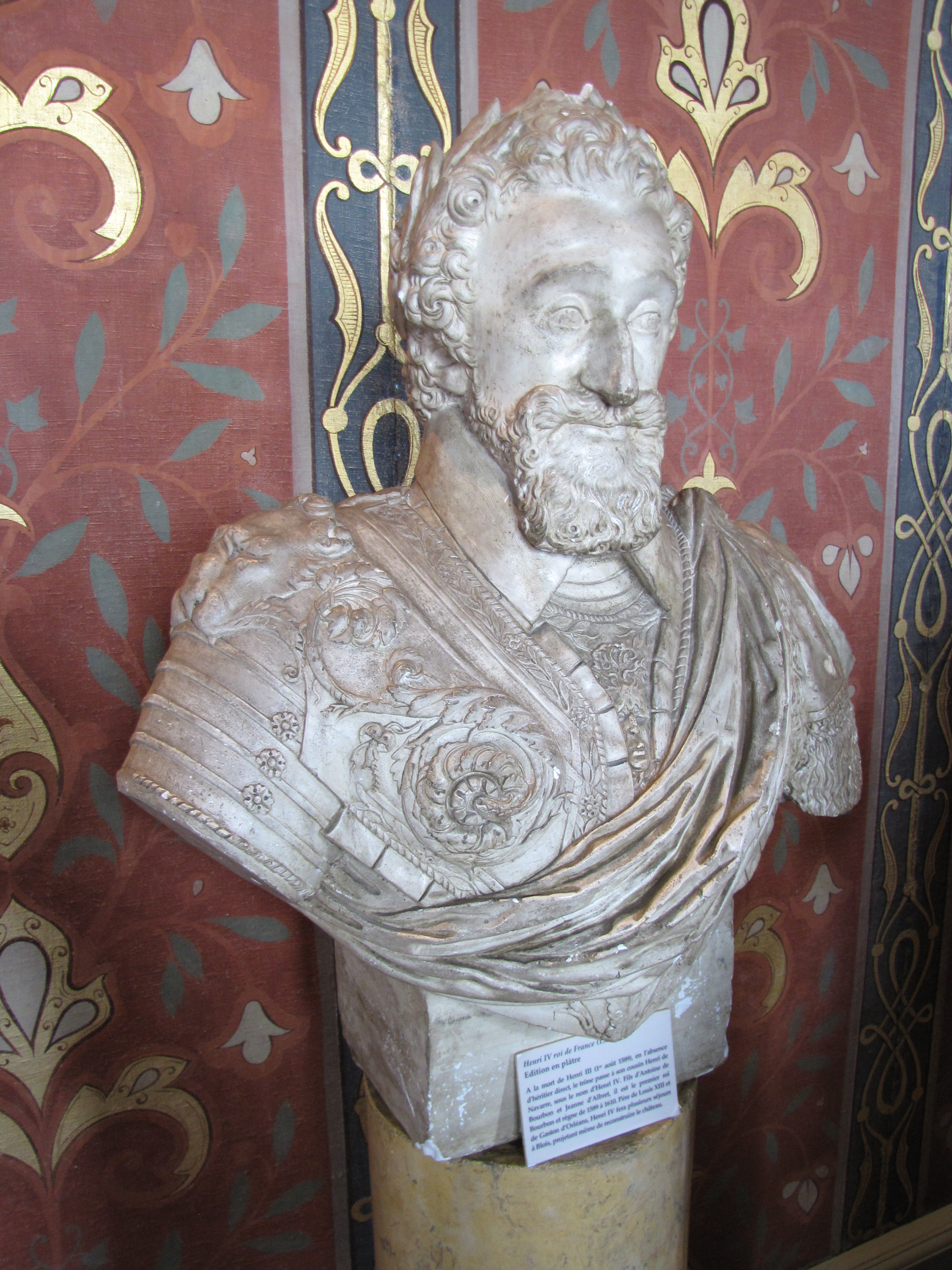
Busto di Enrico IV conservato al castello di Blois.

Il castello fu occupato molto saltuariamente dal successore di Enrico III, Enrico IV. Dal 1598 fece costruire un edificio nel giardino di Luigi XII: si trattava di una galleria a due piani lunga 200 metri addossata al muro di contenimento del Jardin de la Reine, che comprendeva un padiglione centrale sormontato da una cupola in ardesia e due laterali. La galleria e il padiglione centrale furono completati nel 1603, mentre quelli laterali non furono mai realizzati. La nuova ala di Enrico IV, tuttavia, crollò parzialmente nel 1756 e fu totalmente demolita una decina di anni dopo. Il castello fu utilizzato molto raramente da Luigi XIII a causa del suo cattivo stato di manutenzione, che rese necessaria la demolizione di alcuni edifici secondari per evitare di sostenerne le spese di restauro. Luigi XIII fece inoltre realizzare dei terrapieni sul versante sud del complesso per sostenere gli edifici quattrocenteschi a strapiombo sulla falesia: le terrazze, profonde dai 12 ai 14 metri e lunghe circa 100 metri, si estendevano dalla Galérie des Cerfs alla Torre Foix, di cui coprirono il piano terra. I lavori si svolsero tra il 1617 e il 1621 circa; il terrapieno esiste ancora oggi, diviso in due dalla costruzione successiva dell'ala Gastone d'Orléans. Durante il regno di Enrico IV o di Luigi XIII fu costruito anche un piccolo edificio all'estremità nord-est dell'ala Luigi XII, demolito durante i restauri ottocenteschi, e fu sostituita la copertura rinascimentale della torre Château-Renault con un semplice tetto in ardesia.
A partire dal 1617 la regina Maria de' Medici fu relegata a Blois dal figlio Luigi XIII; nel primo anno della sua prigionia la regina fece aggiungere da Salomon de Brosse un padiglione nella parte sud-ovest del castello, che fu distrutto pochi anni più tardi durante la costruzione dell'ala Gastone d'Orléans. Dopo due anni di reclusione, Maria de' Medici fuggì dal palazzo nella notte tra il 21 e il 22 febbraio 1619, secondo la tradizione con una scala di corda, ma molto probabilmente approfittando dei lavori alla nuova ala, riconciliandosi temporaneamente con il figlio.

### Dal Seicento alla Rivoluzione

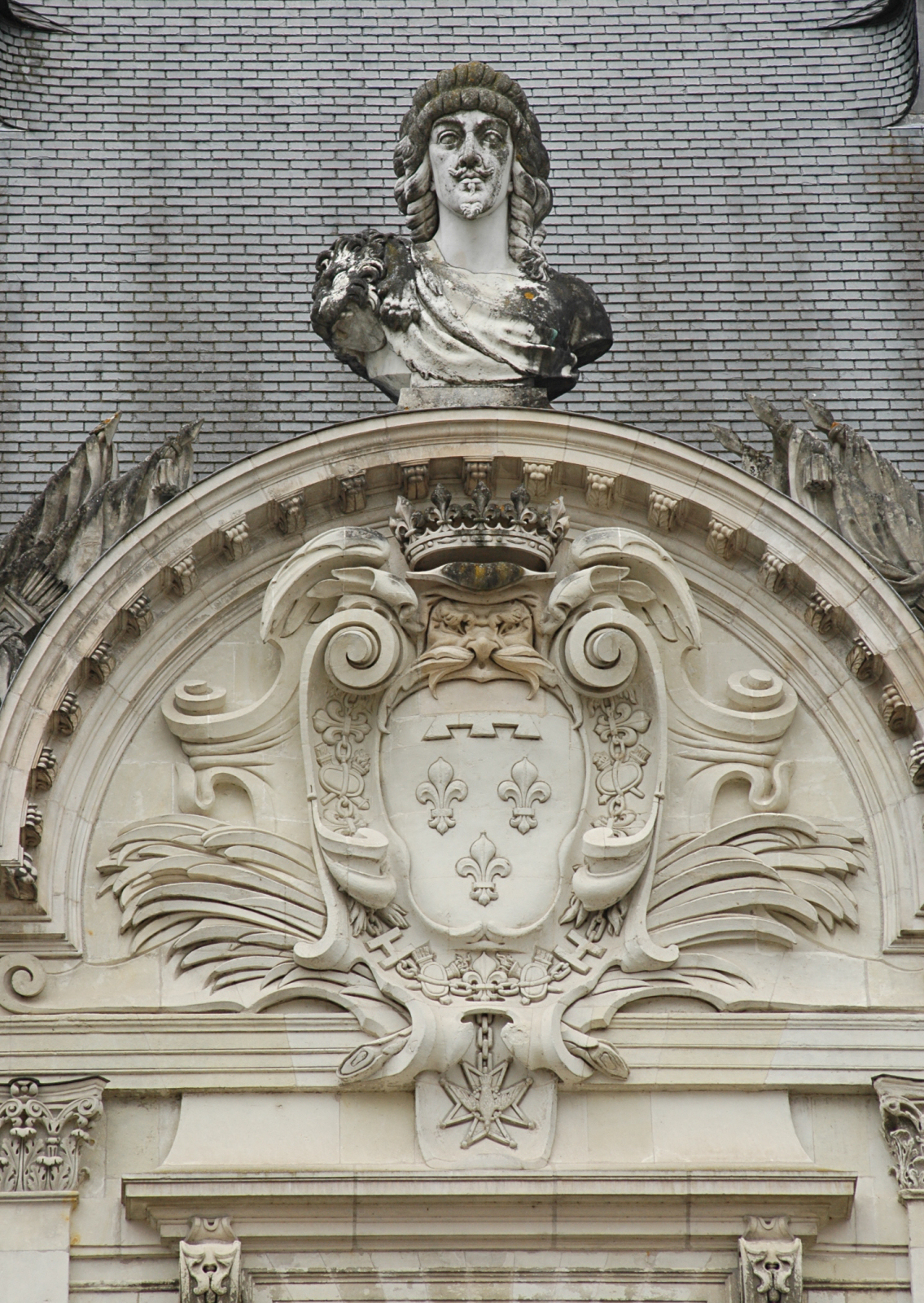
Busto di Gastone d'Orléans su un fregio dell'ala omonima.

Nel 1626 Luigi XIII assegnò la contea di Blois al fratello Gastone d'Orléans come regalo per le nozze con Maria di Borbone-Montpensier, con lo scopo non dichiarato di allontanare l'ingombrante fratello dalla corte. Questi vi si trasferì stabilmente nel 1634, dopo un periodo passato all'estero. Egli pensò di demolire tutti gli edifici del castello e ricostruirlo in stile barocco classicheggiante, con l'aggiunta di una rampa di collegamento con la città all'estremità del piazzale esterno, affidando a François Mansart la progettazione del complesso. Il progetto prevedeva la costruzione di un grande palazzo disposto intorno a un cortile centrale: le porzioni sud e nord sarebbero state unite da due ali contenenti gallerie e appartamenti privati o, nel caso dell'ala ovest, una grande sala di rappresentanza; l'ala nord avrebbe avuto un ingresso monumentale sormontato da una cupola e due avancorpi verso il cortile esterno, uno dei quali contenente una cappella a pianta centrale. La costruzione sarebbe stata simmetrica e ornata da statue e colonnati.
Tra il 1635 e i 1638 venne costruito il corpo centrale del nuovo palazzo e una prima sezione dell'ala est, con la distruzione degli edifici di Carlo d'Orléans e di Luigi XII nella parte sud-ovest del complesso, della navata della cappella di Saint-Calais e di parte dell'ala Francesco I, ma l'ulteriore sviluppo del progetto fu bloccato dai problemi finanziari del committente. La costruzione si fermò a un terzo dell'opera, lasciando alcune decorazioni, le dépendance e, soprattutto, gli interni dell'edificio ancora incompleti. L'embrione dell'ala est, rimasto senza copertura, fu demolito nel XIX secolo. Gastone, non potendo risiedere nella nuova parte dell'edificio, fu costretto a occupare per il resto della sua vita l'ala Francesco I, dedicandosi agli studi astronomici anche grazie all'osservatorio che aveva fatto costruire intorno al 1640 sulla Torre Foix. Le modifiche negli appartamenti reali risalgono a questo periodo; nel 1652 egli fece modificare la decorazione di ciò che rimaneva della cappella, il che indica che aveva definitivamente abbandonato i lavori. Speranzoso di arrivare al trono di Francia, Gastone prese contatti nel 1652-53 con la Fronda parlamentare, ma senza riuscire nel suo intento; morì a Blois il 2 febbraio 1660, lasciando il castello abbandonato. Gastone nutrì sempre un profondo affetto per il castello, dicendo che "l'aria di Blois lo aveva guarito".

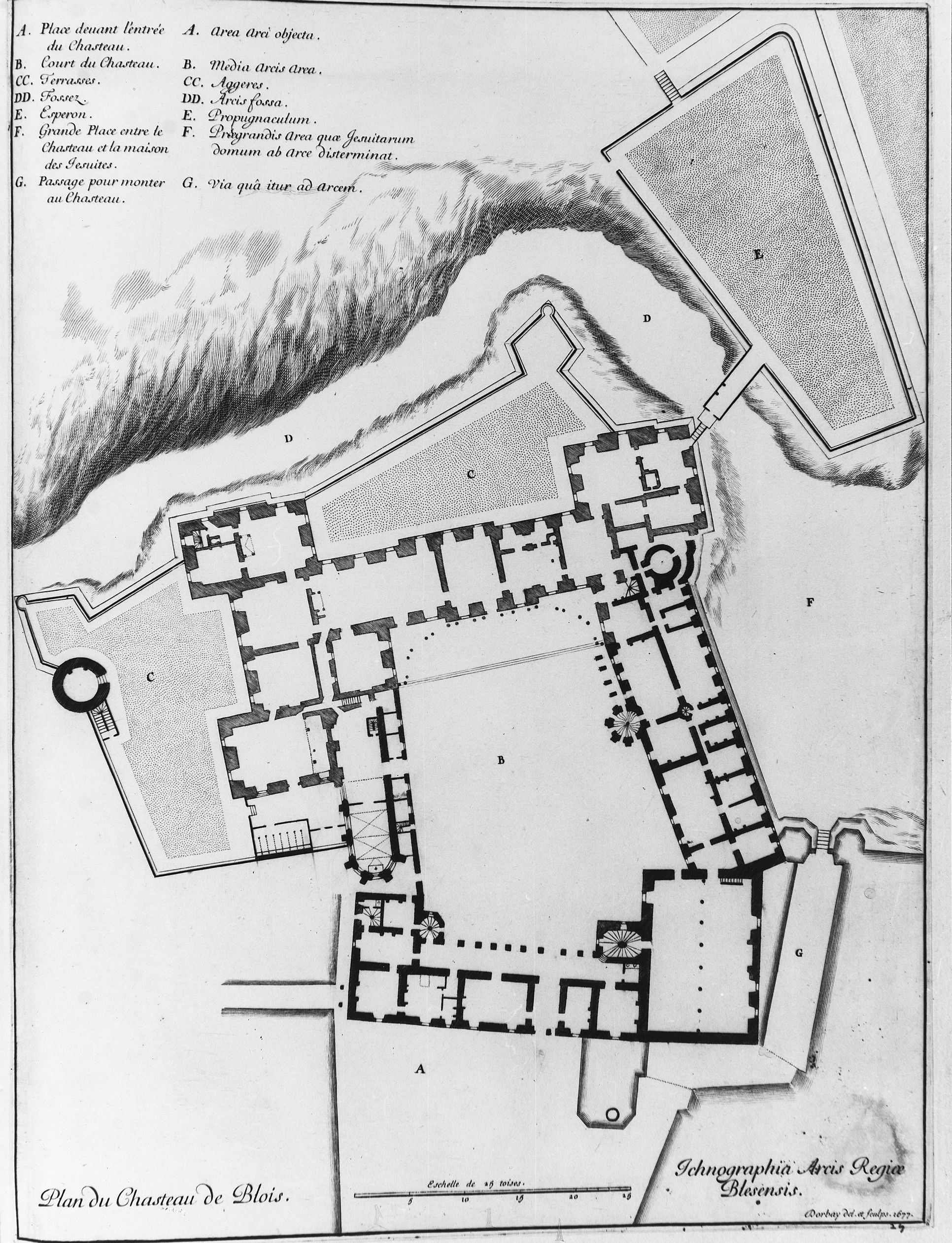
Pianta del castello nel 1677 che evidenzia il massimo avanzamento dei lavori dell'ala Gastone d'Orléans.

Trascurato da Luigi XIV, il castello non venne più abitato, ad eccezione del soggiorno di Maria Casimira Luisa de la Grange d'Arquien, vedova del re polacco Giovanni III Sobieski, tra il 1713 e il 1716. La residenza di Blois infatti era molto lontana dalla capitale del regno, troppo piccola per accogliere la corte e vista come una struttura antiquata e fuori moda.Il capitolo dei canonici della collegiata reale del castello fu spostato nel 1697 nella chiesa di San Solenne divenuta la cattedrale di Blois per la fondazione della diocesi. Nel XVIII secolo il re assegnò il palazzo ad ex servitori e nobili decaduti, che lo occuparono (ad eccezione dell'ala Luigi XII, dove si trovava l'alloggio del capitano del castello) dividendolo in piccoli appartamenti e stravolgendone la disposizione interna; intorno al 1720, durante la Régence, si pensò di relegarvi il parlamento in esilio. Il complesso fu lasciato pressoché senza manutenzione e gli occupanti supplirono alla mancanza di restauri con abbattimenti delle parti più ammalorate, come la galleria di Caterina de' Medici nel cortile, e riparazioni svolte in economia, senza rispetto per la decorazione degli edifici. I giardini furono abbandonati: i padiglioni furono abbattuti già alla fine del XVII secolo e al loro posto furono realizzati orti e una fattoria.

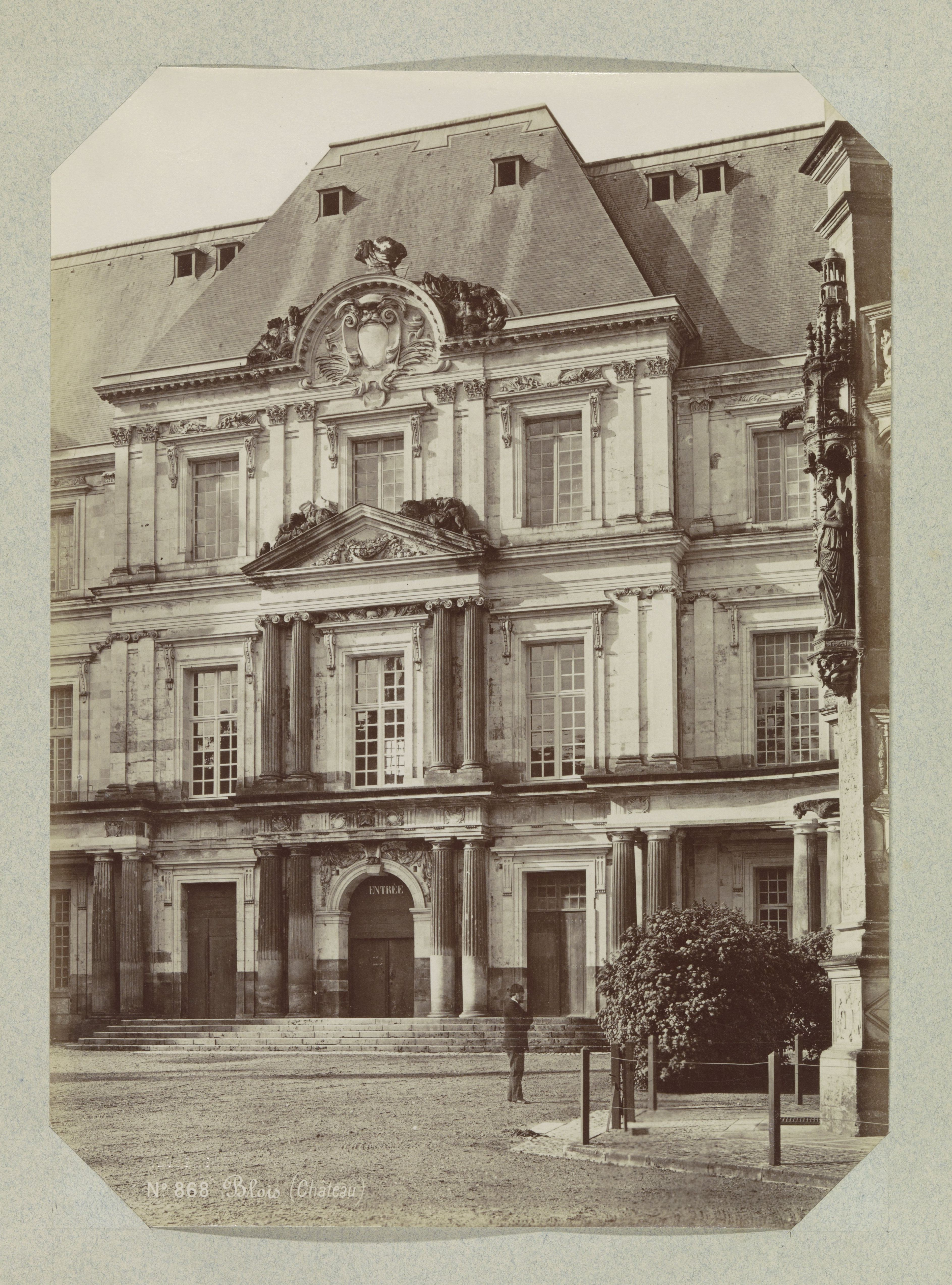
La facciata dell'ala Gastone d'Orléans con le statue decapitate in una foto del 1880-1900.

Né Luigi XV né Luigi XVI visitarono il castello; quest'ultimo lo considerava "un castello che non serve a niente, tutt'al più da vendere". Egli nel 1788 propose un piano per alienare il castello, insieme ai castelli di Choisy, della Muette, di Madrid e di Vincennes, in quanto eccessivamente dispendioso per le casse dello Stato. Il castello fu così messo in vendita ma non fu trovato un acquirente; così il Dipartimento della Guerra propose di adattarlo a caserma. Questa proposta fu accolta e nello stesso anno il castello fu occupato dal reggimento di cavalleria Royal Comtois, che salvò il castello dalla distruzione ma provocò il grave danneggiamento delle decorazioni interne.
Durante la Rivoluzione il castello fu preso di mira dal popolo che, desideroso di eliminare ogni traccia della monarchia, saccheggiò il palazzo dei mobili, delle statue e di altri oggetti e lo trasformò per breve tempo in una prigione. Nel 1792 fu distrutta la statua equestre di Luigi XII posta sopra il portale d'ingresso; fu decapitato il busto di Gastone d'Orléans e furono distrutti quasi tutti gli emblemi reali scolpiti sulle facciate. I giardini furono venduti e scomparvero per le costruzioni che vi furono erette sopra. Nel 1793 la chiesa di San Salvatore venne venduta all'impresario Guillon, che la distrusse interamente. In età napoleonica si ipotizzò di trasformare la struttura in un ricovero per nullatenenti, provvedendo a demolire l'ala Gastone d'Orléans per pagarne le spese, ma il degrado degli edifici era così avanzato che si prese in considerazione anche la sua demolizione, nonostante quest'idea suscitasse le perplessità del Consiglio degli edifici civili. Alla fine, il 10 agosto 1810, il complesso fu ceduto alla città di Blois. Tuttavia, per mancanza di fondi, il castello fu nuovamente utilizzato come caserma.
Nel 1815 la parte dell'ala Gastone d'Orléans rimasta incompiuta venne abbattuta e nel 1825 si pensò di sistemare nel castello la Prefettura di Blois; i lavori di adattamento dell'edificio, però, avrebbero previsto la distruzione dell'ala Luigi XII e della cappella. Gli elevati costi di questa soluzione, tuttavia, fecero desistere la proprietà dall'impresa. Il palazzo, in mano ai soldati, venne ulteriormente deturpato: i camini dell'ala Luigi XII, che interferivano con la disposizione dei letti, furono distrutti tra il 1831 e il 1832; la galleria di Carlo d'Orléans fu accorciata e la parte rimanente fu sopraelevata; il colonnato davanti alla facciata dell'ala Gastone d'Orléans fu demolito. Tuttavia il comando militare promosse alcuni interventi di restauro nell'ala neoclassica, tra cui la realizzazione della scala nella sezione centrale. La presenza dei soldati al castello, tuttavia, non impedì l'apertura al pubblico dell'ala Francesco I e molti letterati la visitarono. Victor Hugo, nel 1825, si lamentò per il fatto che il castello fungeva da caserma e lo scalone di Francesco I affondava "tra le strutture di un quartiere di cavalleria"; nel 1828 Balzac poté ammirare la stessa scalinata, che definì "creazione sbalorditiva dai dettagli ingegnosi e fini, piena di meraviglie che donano la parola alle pietre"; Gustave Flaubert, invece, disprezzò l'ala Gastone d'Orléans per "il suo stile classico da accademia e il gusto sobrio, che è cattivo gusto"; anche Alexandre Dumas visitò il palazzo.

### L'Ottocento e i restauri

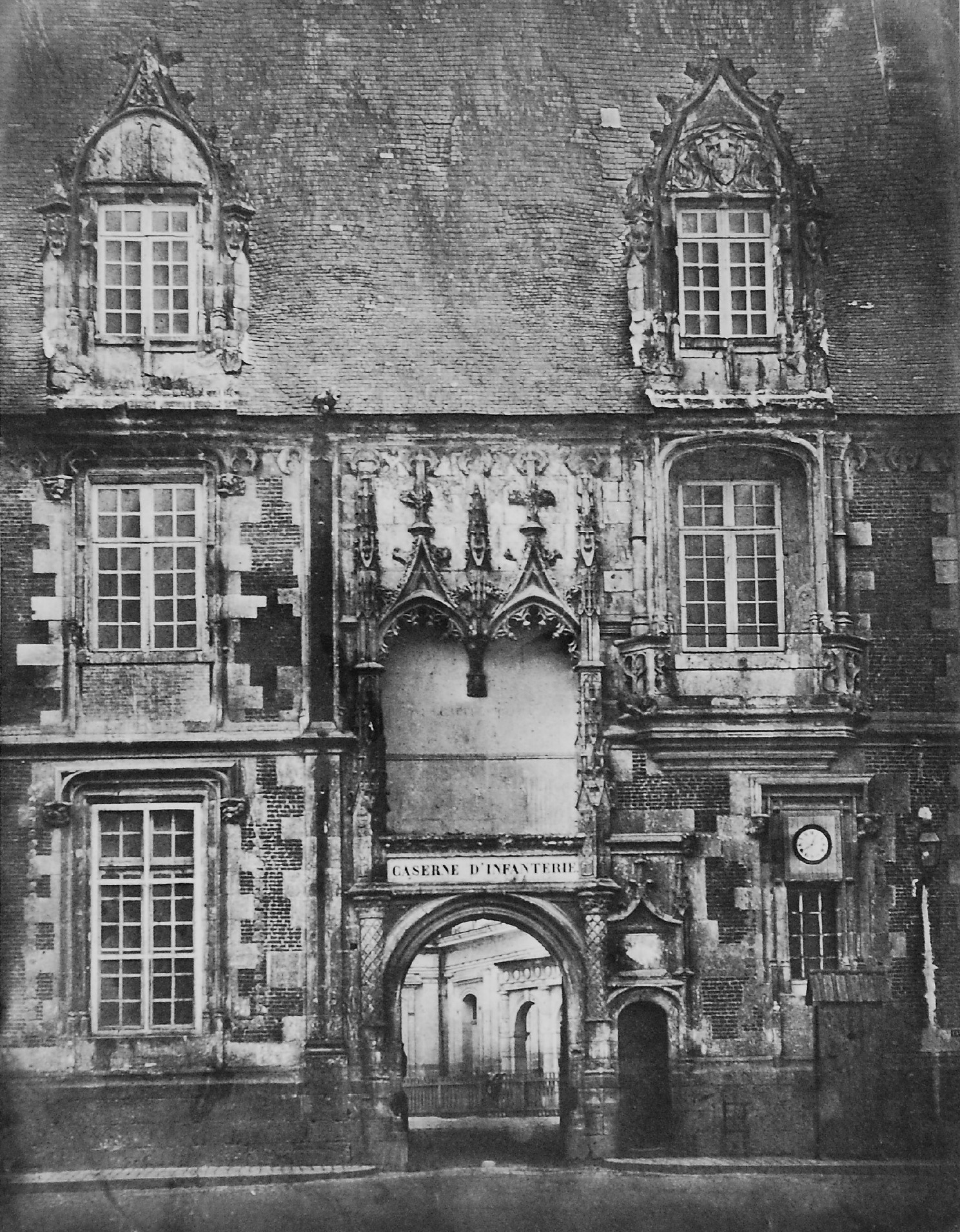
La facciata dell'ala Luigi XII intorno al 1853, prima dei restauri che ripristinarono la statua equestre del sovrano.

Nella prima metà dell'Ottocento crebbe in Francia la sensibilità nei confronti dei monumenti antichi e anche il castello di Blois iniziò a ricevere attenzioni da parte delle autorità. Nel 1840, durante il regno di Luigi Filippo, il palazzo fu classificato Monumento storico e fu approntato un piano per il suo restauro, che però fu ostacolato dall'amministrazione militare e dal ministero della guerra presieduto da Nicolas Jean-de-Dieu Soult. Tuttavia, grazie all'impegno di Prosper Mérimée, componente della Commission des Monuments historiques, nel luglio 1844 la caserma fu dismessa e il castello tornò sotto il controllo della città di Blois. Gli edifici erano in condizioni critiche: l'ala Luigi XII era la più danneggiata, sia all'esterno, dove aveva perso la balaustra del tetto, i pinnacoli degli abbaini, le sigle dei sovrani e la statua equestre sopra all'ingresso, sia all'interno, dove erano stati rimossi i camini. La cappella era stata divisa in tre piani ed erano state aperte finestre su tutte le facciate. Le finestre dell'ala Francesco I, sul lato del cortile, erano state private dei montanti; alcune erano state murate e altre trasformate in porte. La balaustrata dell'ultimo piano era stata chiusa e coperta con un prolungamento del tetto e abbaini e comignoli erano stati privati delle statue che li decoravano; i simboli reali, rimossi durante la Rivoluzione, non erano mai stati ripristinati; la scalinata aveva perso i parapetti ed era stata coperta con un tetto in ardesia. Le logge dell'altra facciata erano state chiuse con delle finestre e le gallerie della torre Château-Renault erano state murate.

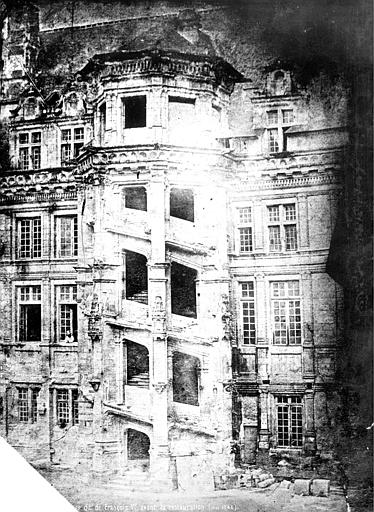
Lo scalone dell'ala Francesco I nel 1846, prima dei restauri.

Dal settembre 1845 al gennaio 1848 Félix Duban curò il restauro degli appartamenti reali rinascimentali, ricostruendo le decorazioni combinando colori accesi (il rosso e il blu) con l'oro. Assistito da Jules de La Morandière, Duban disegnò le decorazioni interne ed esterne ispirandosi alle stampe d'epoca e all'opera dello studioso Louis de la Saussaye, facendo precedere il suo lavoro da un'approfondita opera di rilievo dello stato di conservazione del castello con disegni, fotografie e calchi, grazie ai quali si può risalire con certezza agli interventi effettuati. Dal 1855 fu restaurata, sempre sotto la direzione di Duban, l'ala Luigi XII, e nel 1858 fu ripristinata la statua equestre sopra il portale. Nel 1861-62 fu restaurata la Sala degli Stati con l'abbattimento di ciò che rimaneva dell'edificio di Enrico III, che non fu possibile recuperare a causa del suo cattivo stato di conservazione. Nel 1861 il complesso fu messo a disposizione come residenza dell'imperatore Napoleone III e gli ultimi soldati che occupavano la cappella e l'ala Gastone d'Orléans furono sfrattati per provvedere al loro restauro; sebbene l'imperatore non soggiornò mai nel castello, nel 1868-69 fu sistemata la cappella. Nel 1869 fu ripristinato anche il colonnato davanti all'ala Gastone d'Orléans. Il restauro proseguì fino alla morte di Félix Duban nel 1870; tra il 1870 e il 1879 i lavori furono eseguiti sotto la direzione di Jules de la Morandière, che aveva assistito Duban durante le prime fasi dei lavori. L'operato di Duban, soprattutto per quello che riguarda la sistemazione delle decorazioni interne, fu criticato già dai suoi contemporanei perché basato più sull'imitazione degli edifici analoghi che sul ripristino dello stato originale del castello: per esempio i camini dell'ala Luigi XII furono disegnati in forme neogotiche e le pitture degli appartamenti rinascimentali furono giudicate eccessive e troppo fantasiose. All'esterno invece fu svolto un lavoro più rispettoso della situazione originale, anche se alcuni interventi furono realizzati secondo la fantasia del restauratore, come le bifore della Sala degli Stati, la facciata della cappella e la rimozione delle imposte che proteggevano le logge dell'ala Francesco I, che per altro lasciarono esposti alle intemperie i rivestimenti lignei delle stesse.

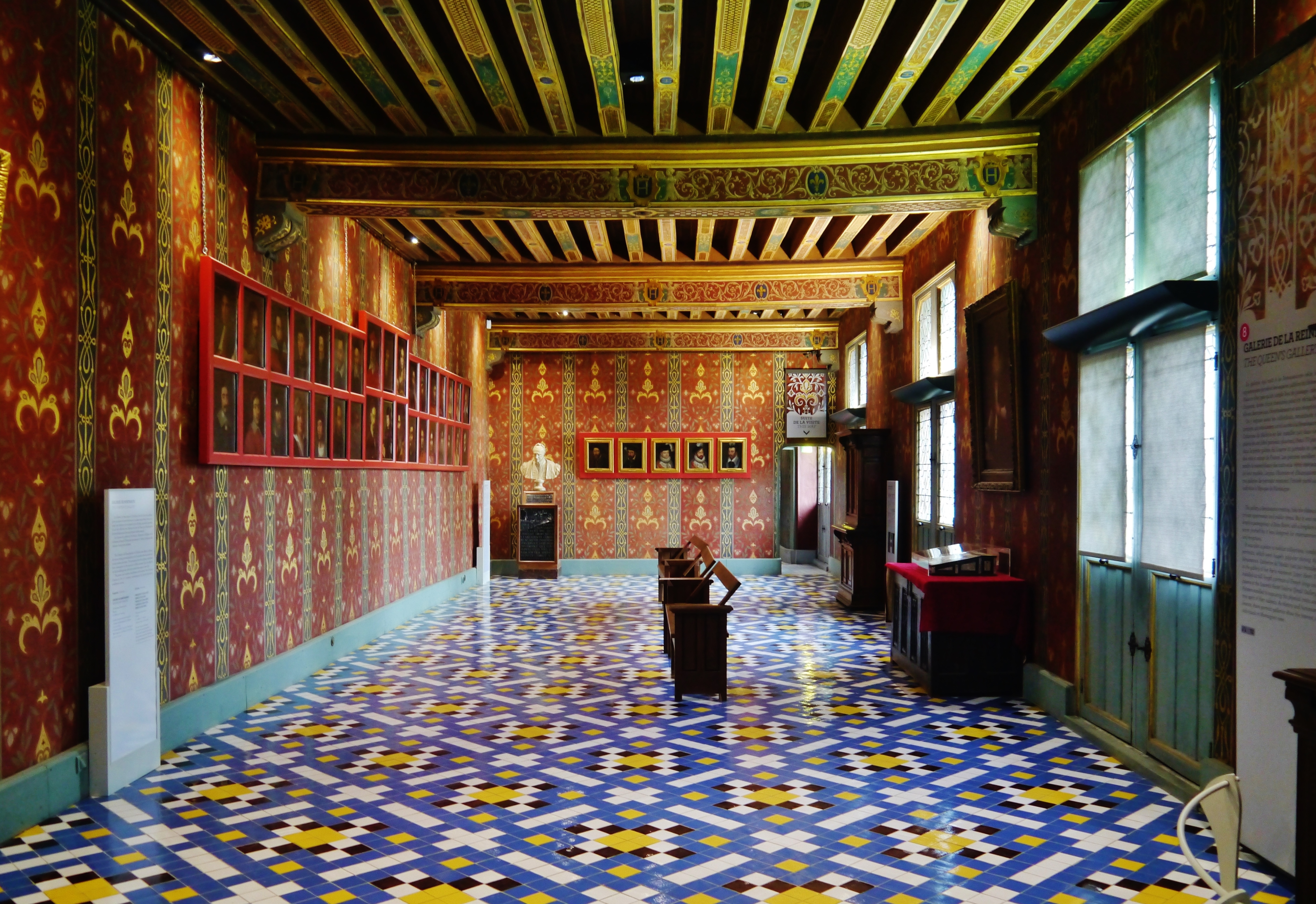
La Galleria della Regina, restaurata da Duban in stile neo-rinascimentale.

Nel 1850 Pierre-Stanislas Maigreau-Blau, sindaco di Blois, decise di fondare il museo di Belle Arti di Blois, che venne posto provvisoriamente nell'ala Francesco I del castello. In quel momento infatti che le province francesi promuovevano i loro musei, incoraggiando lo studio delle arti. Il sindaco di Blois difese il suo progetto: "Non c'è nessun capoluogo di dipartimento in Francia, al giorno d'oggi, che non abbia un museo. [...] Sarebbe superfluo elencare i vantaggi di questo tipo di struttura. Noi sappiamo che sono potenti mezzi di incoraggiamento per le arti e le scienze, offrendo lo studio di modelli o collezioni". Il museo fu spostato nell'ala Luigi XII nel 1869.
La pietra utilizzata da Duban per effettuare le decorazioni, molto tenera, iniziò a sgretolarsi per il gelo negli inverni del 1879 e 1880; dal 1880 al 1887 fu intrapreso un nuovo restauro guidato da Anatole de Baudot, un ispettore generale dei monumenti storici, e Jules-André Grenouillot. Durante i lavori furono sostituiti gli elementi scultorei danneggiati e si rimossero i dipinti con cui Duban aveva decorato la cappella. De Baudot restaurò anche il Padiglione di Anna di Bretagna, rimasto assieme ad un'orangerie l'unico residuo dell'antico giardino. Nel 1875 fu rimossa la scala provvisoria installata dai militari nell'ala Gastone d'Orléans, che impediva la vista della cupola di Mansart; al suo posto ne fu realizzata un'altra, più consona allo stile dell'edificio. Alla fine dell'Ottocento si ipotizzò di spostare il municipio nell'ala neoclassica, ma alla fine vi fu installata la biblioteca comunale, mentre le stanze vuote furono concesse in uso alle associazioni locali. Alphonse Goubert, successore di Baudot come capo del progetto, decise di ristrutturare la facciata dell'ala Gastone d'Orléans basandosi sui disegni di Mansart; la scala interna definitiva fu aggiunta nel 1933. Nel 1921 venne creato anche un museo lapidario nelle antiche cucine del castello.
Durante la seconda guerra mondiale, a causa dei bombardamenti del giugno 1940 e agosto 1944, la facciata sud (soprattutto l'ala Luigi XII) fu danneggiata e le finestre della cappella, risalenti al XVI secolo, furono distrutte; gli altri edifici subirono danni alle coperture. L'opera di restauro, iniziata nel 1946, venne affidata all'architetto Michel Ranjard. Le fortificazioni della città e del castello sono annoverate tra i Monumenti storici di Francia dal 6 novembre 1942. Il 23 maggio 1960 fu emesso un francobollo raffigurante il castello.
Il castello attualmente è di proprietà della città di Blois. Nel 1990 fu condotto un nuovo restauro da parte di Pierre Lebouteu e Patrick Ponsot, promosso dal sindaco di Blois, nonché ministro della cultura, Jack Lang. Furono restaurati i tetti, le facciate esterne e i pavimenti, in particolare quelli dell'ala Francesco I; il cortile interno fu lastricato. Gilles Clément, paesaggista, si occupò di sistemare il parco. A partire dagli anni 90 il castello fece da sfondo a spettacoli Son et lumière scritti da Alain Decaux, musicati da Éric Demarsan e interpretati da Robert Hossein, Pierre Arditi e Fabrice Luchini.
Tuttora continuano piccoli restauri mirati; il castello ha ricevuto 260 226 visitatori nel 2003.

## Descrizione

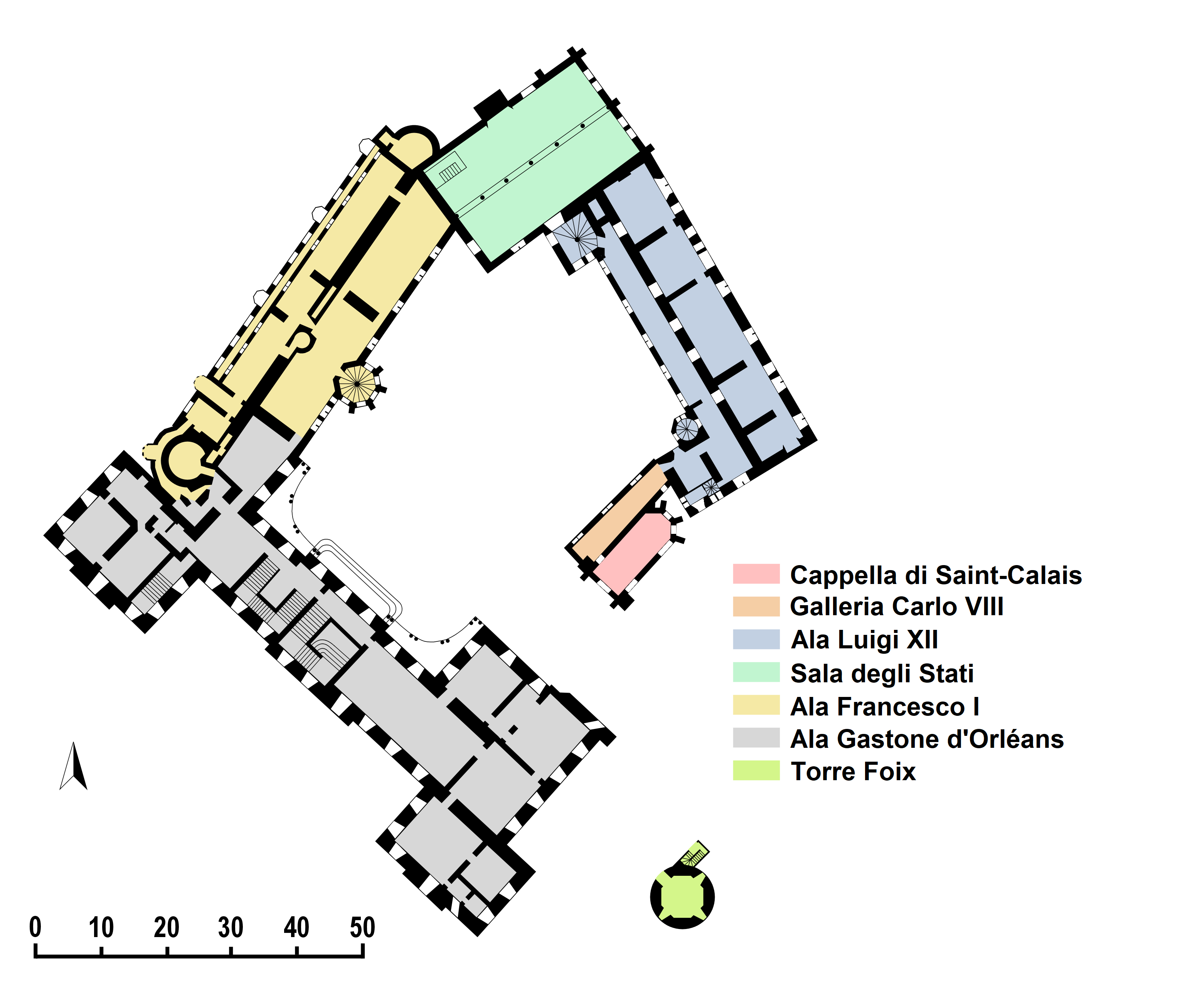
Pianta del piano terra del complesso.

Il promontorio su cui sorge il castello di Blois è dotato di tre lati che digradano ripidi e che un tempo fornivano una protezione naturale dagli attacchi di eventuali assalitori, mentre il lato nord-orientale, da cui si accedeva e si accede tuttora al palazzo, era protetto da un fossato secco che separava il complesso militare dal cortile antistante. Gli edifici che delimitavano il cortile sono scomparsi, ma la loro disposizione è ricalcata dalla conformazione attuale della piazza su cui si affaccia il castello. Questo è composto principalmente da tre ali disposte in modo da formare un cortile interno di forma irregolare, con gli angoli allineati secondo i punti cardinali. Le tre ali sono di stile gotico, rinascimentale e neoclassico, e sono chiamate con il nome dei rispettivi costruttori, Luigi XII, Francesco I e Gastone d'Orléans; oltre a queste rimangono delle tracce del castello medievale, costituite dalla Sala degli Stati e dalla Torre Foix. Il cortile interno è parzialmente racchiuso sul quarto lato da una galleria e dalla cappella del palazzo.

### Castello medievale

#### Sala degli Stati

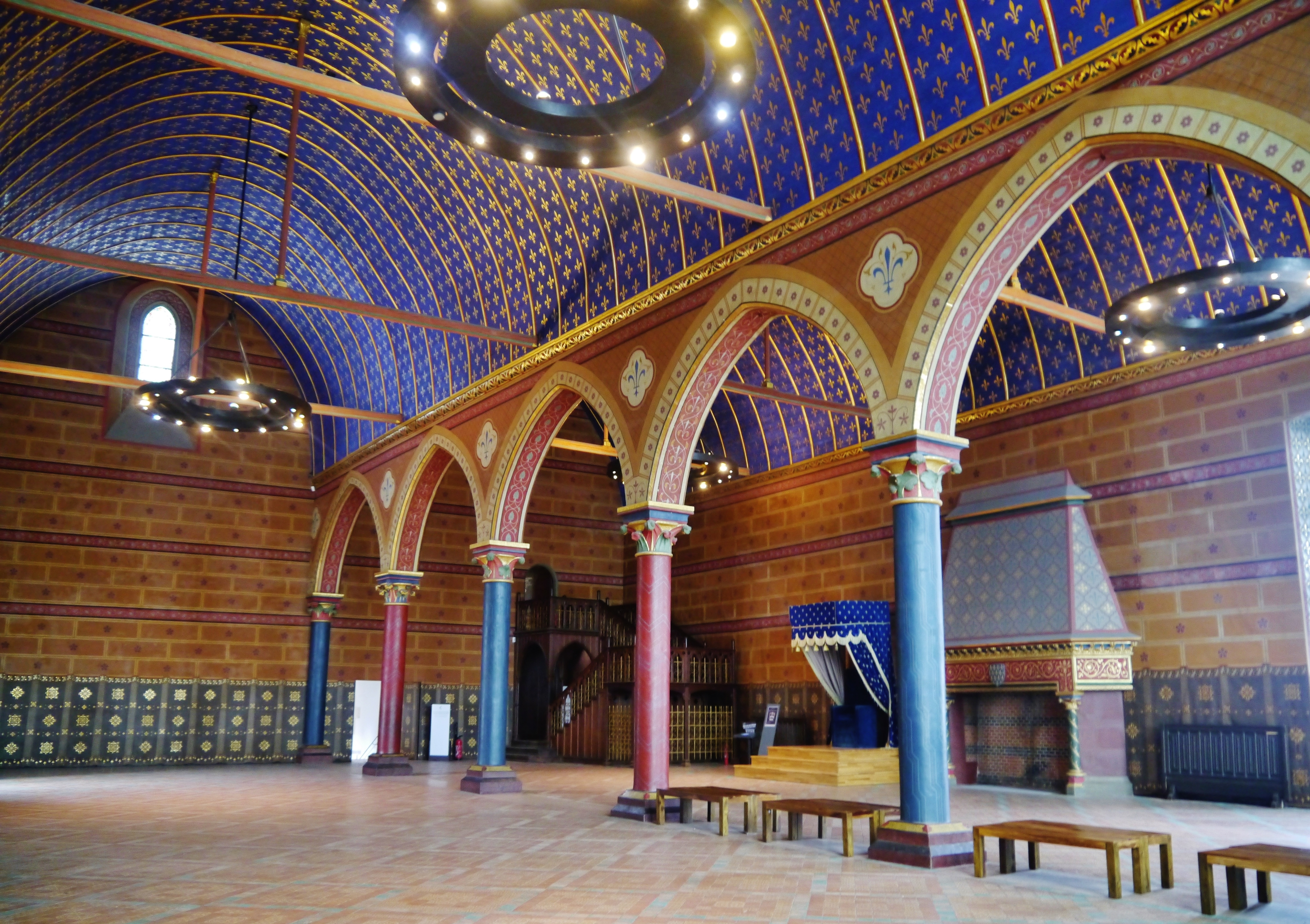
L'interno della Sala degli Stati.

Costruita per volere del conte di Blois Tebaldo VI nel 1214 (la data esatta è stata stabilita tramite il metodo della dendrocronologia, effettuata sulle travi), la Sala degli Stati è la più antica sala gotica civile di Francia ed un esempio importante di gotico duecentesco. La sala fu usata come aula di tribunale e salone di rappresentanza dai conti di Blois e fu sede degli Stati Generali nel 1576 e nel 1588. Collocata all'estremità settentrionale dell'ala Francesco I, è rialzata di due metri rispetto al piano del cortile e di sette rispetto alla strada che la circonda dall'esterno. Esternamente si presenta come un edificio dalle forme semplici, in pietra chiara, coperto da un alto tetto in ardesia a due falde. La facciata nord-est è caratterizzata da due finestroni ad ogiva e da tre contrafforti; anche quella nord-ovest presenta dei contrafforti e variazioni di larghezza in corrispondenza dei tre piani dell'edificio. Misura circa trenta metri per diciotto e all'interno possiede, separate da una serie di sei archi a ogiva sorretti da cinque colonne, due navate giustapposte dotate di staffe d'appoggio per le travi di quercia destinate alla stabilizzazione della struttura; la fila di colonne è leggermente obliqua rispetto all'asse della sala, così che le due navate non hanno una larghezza costante. Le colonne hanno un semplice basamento rettangolare e terminano con dei capitelli ad uncino, mentre le volte a botte, dalla sezione non perfettamente semicircolare, sono costituite da pannelli in legno dipinti e applicati sulle travature del tetto.

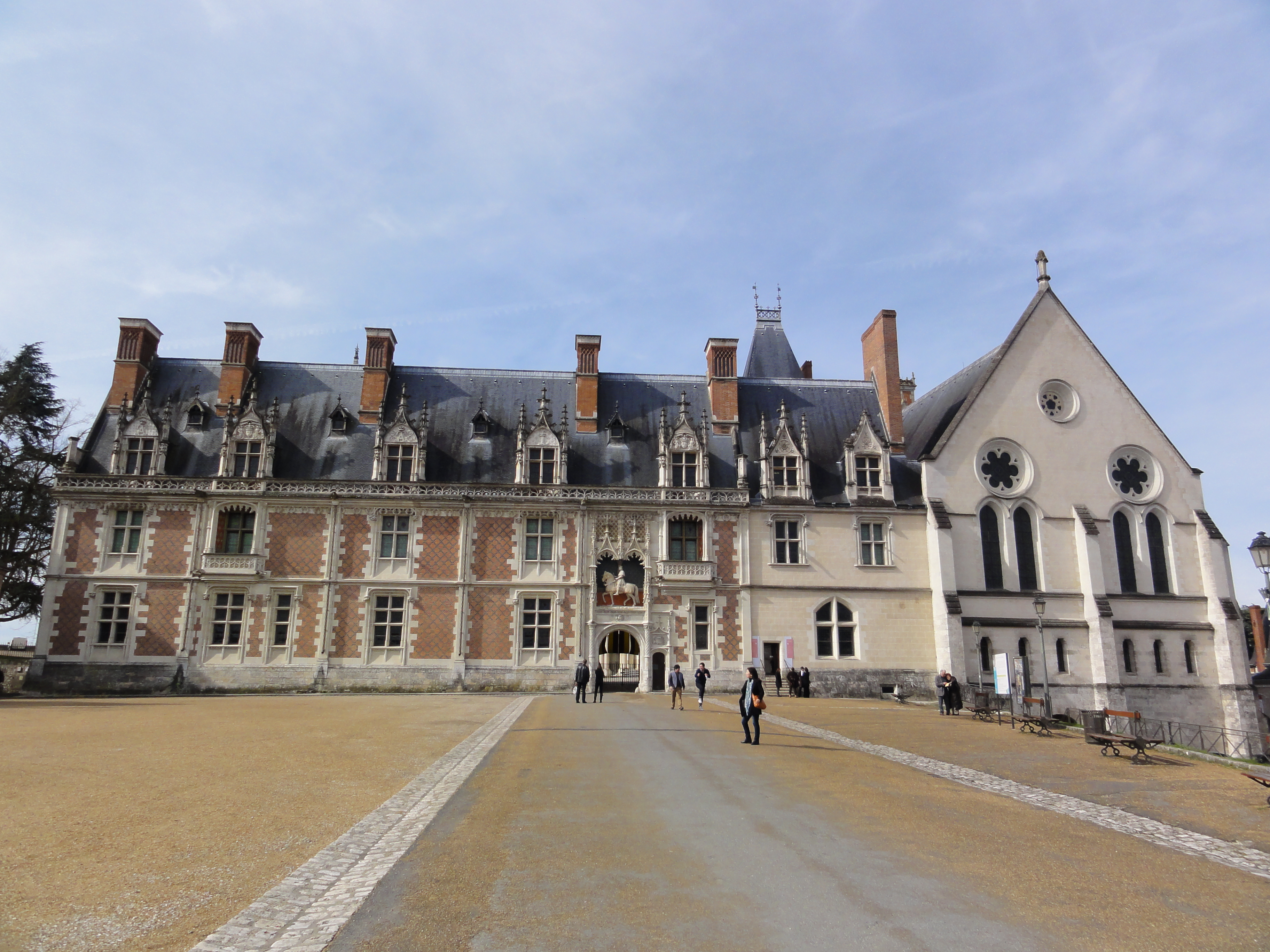
La facciata nord-est del castello; sulla destra è visibile la Sala degli Stati.

La decorazione pittorica è opera di Félix Duban, che la restaurò, tra il 1861 e il 1866, ispirandosi alla policromia tipica del XIII secolo: le pareti sono dipinte alla base con un drappeggio, per poi continuare con una finta muratura intervallata da fasce a racemo; anche le arcate sono decorate con finte murature ed elementi floreali, mentre per le colonne si optò per un'alternanza di blu e rosso molto accesi; i capitelli furono arricchiti con pigmenti dorati e sulla volta, blu, furono realizzati gigli d'oro. Tuttavia, sebbene alcuni documenti riportino come decorazione originale una finta muratura, anticamente le pareti erano quasi certamente ricoperte di arazzi. All'intervento di Duban risalgono anche le grandi finestre che si aprono sul timpano verso la piazza del castello, create su modello del refettorio del priorato di Saint-Martin-des-Champs a Parigi; solo la piccola ogiva del frontone che dà sul cortile interno è originale, mentre le grandi finestre a doppio montante che si aprono sui muri laterali sono dell'epoca di Luigi XII. Le vetrate con gli emblemi di Luigi XII e Anna di Bretagna sono stati realizzati dal pittore e vetraio Paul-Charles Nicod, mentre il pavimento di terracotta policroma è di Jules Loebnitz. La sala è collegata all'ala Luigi XII da una porta ad arco ribassato circondata da semicolonne, mentre comunica con l'ala Francesco I con una porticina situata a due metri di altezza; la scala neogotica fu aggiunta da Duban per rimpiazzare uno scalone ligneo del XVI secolo che, sviluppandosi per tutta l'altezza della sala, fungeva da collegamento tra i piani dell'ala rinascimentale. Anche il camino, in stile neogotico con colonnine snelle e capitelli a uncino, è opera di Duban, che basandosi su alcuni rilievi ricostruì quello più antico, antecedente al camino realizzato nel XVI secolo e distrutto a sua volta tra il XVIII e il XIX secolo. Nel 2006 e 2007 l'ambiente è stato sottoposto a nuovo intervento per preservare la policromia e l'integrità delle travi in legno di quercia.
L'edificio è dotato di due piani sotterranei coperti da volte; il superiore è illuminato da piccole finestre, l'inferiore è completamente cieco a parte la porta che si apre sulla piazza antistante il castello. Dal sotterraneo parte una galleria di 25 metri, scavata nella roccia, che passa sotto all'ala Luigi XII; più in profondità, in direzione obliqua rispetto all'asse della sala, corre una seconda galleria di quaranta metri che mette in comunicazione il giardino di una casa all'esterno del palazzo con il cortile del castello.

#### Torre Foix

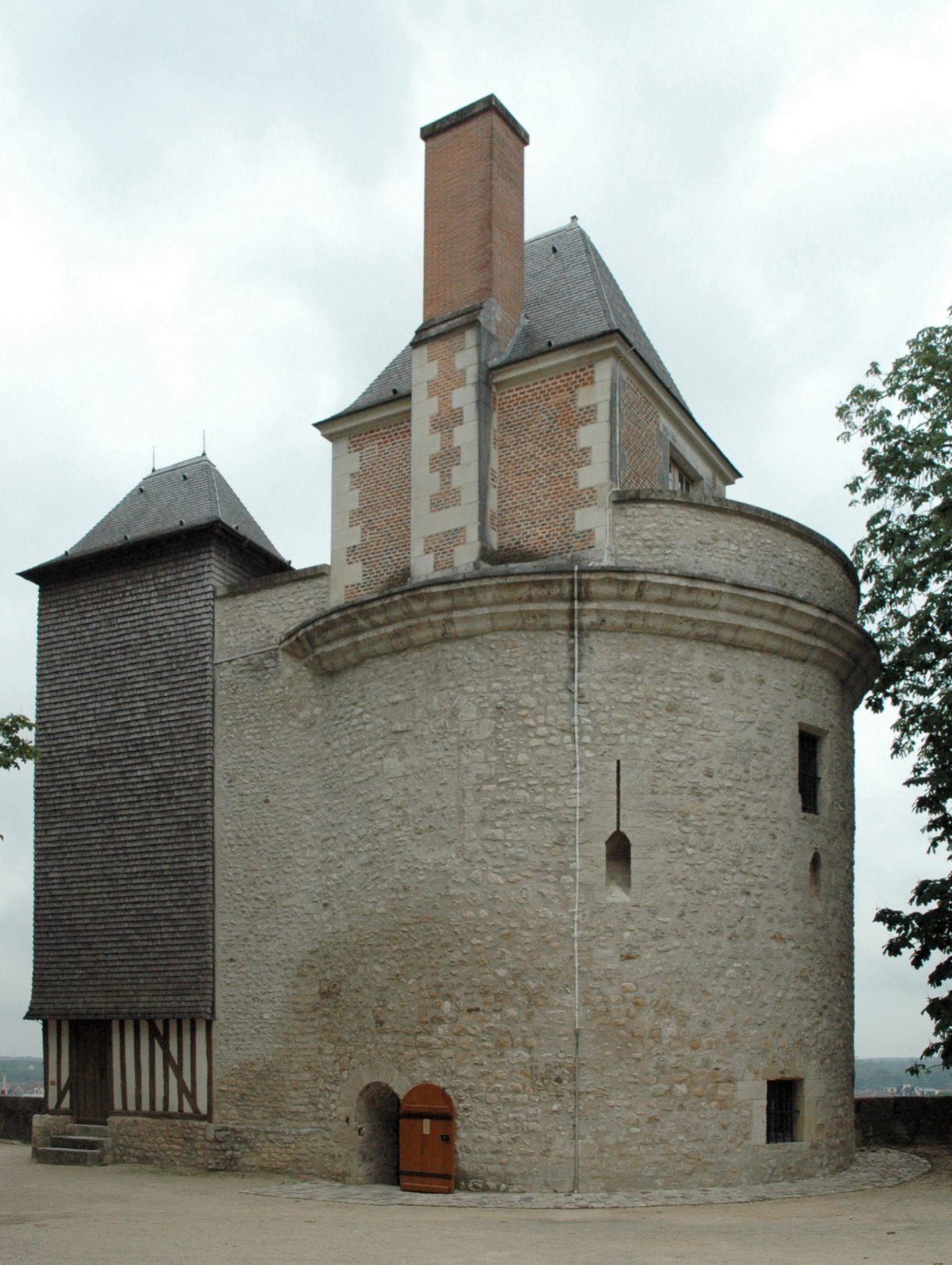
La torre Foix

Questa torre circolare, collocata sulla terrazza a sud del complesso, di fianco all'ala Gastone d'Orléans, era una torre d'angolo della cinta muraria del XIII secolo. Questa torre difendeva durante il Medioevo l'angolo sud-ovest del castello e la Porte du Foix, situata ai piedi dell'altura rocciosa; oggi domina la parte bassa della città di Blois, comprendente l'abbazia di Saint-Laumer e la chiesa di San Nicola, che si sviluppa lungo la Loira. Perse il suo ruolo difensivo nel XVI secolo e fu occupata fino al 1635 dalla Chambre des comptes di Blois; Gastone d'Orleans, dopo aver fatto rimuovere le merlature e il tetto conico, vi fece costruire sulla sommità un osservatorio astronomico dalla forma di una piccola costruzione in mattoni rossi e pietre, accessibile da una scala a torretta in legno, rivestita di ardesia, addossata all'edificio. La torre ha quattro piani, tre dei quali costituiti da sale coperte da volte e circondate da archi a tutto sesto: i tre piani superiori sono illuminati da piccole feritoie mentre quello inferiore, che ora si trova nel seminterrato, è cieco; un tempo, prima dell'interramento della terrazza, questo costituiva il piano terra dal quale era possibile raggiungere l'antico castello. La torre è dotata dei classici sistemi difensivi medioevali: al piano interrato si apriva una porta che dava sul fossato e che poteva essere raggiunta solo con una scala mobile; l'apertura era protetta da una pesante porta di legno e l'ingresso all'interno della torre avveniva attraverso un passaggio a gomito ricavato nello spessore del muro, mentre una piombatoia garantiva la difesa dagli assalitori. Il primo piano, oggi poco inferiore al livello della terrazza, è dotato di sette feritoie, come anche il secondo: nel XIII secolo questo era accessibile dal camminamento sulle mura e le sue aperture erano sfalsate rispetto a quelle del piano inferiore per garantire una migliore copertura a difesa dell'area antistante la torre.

### Ala Luigi XII

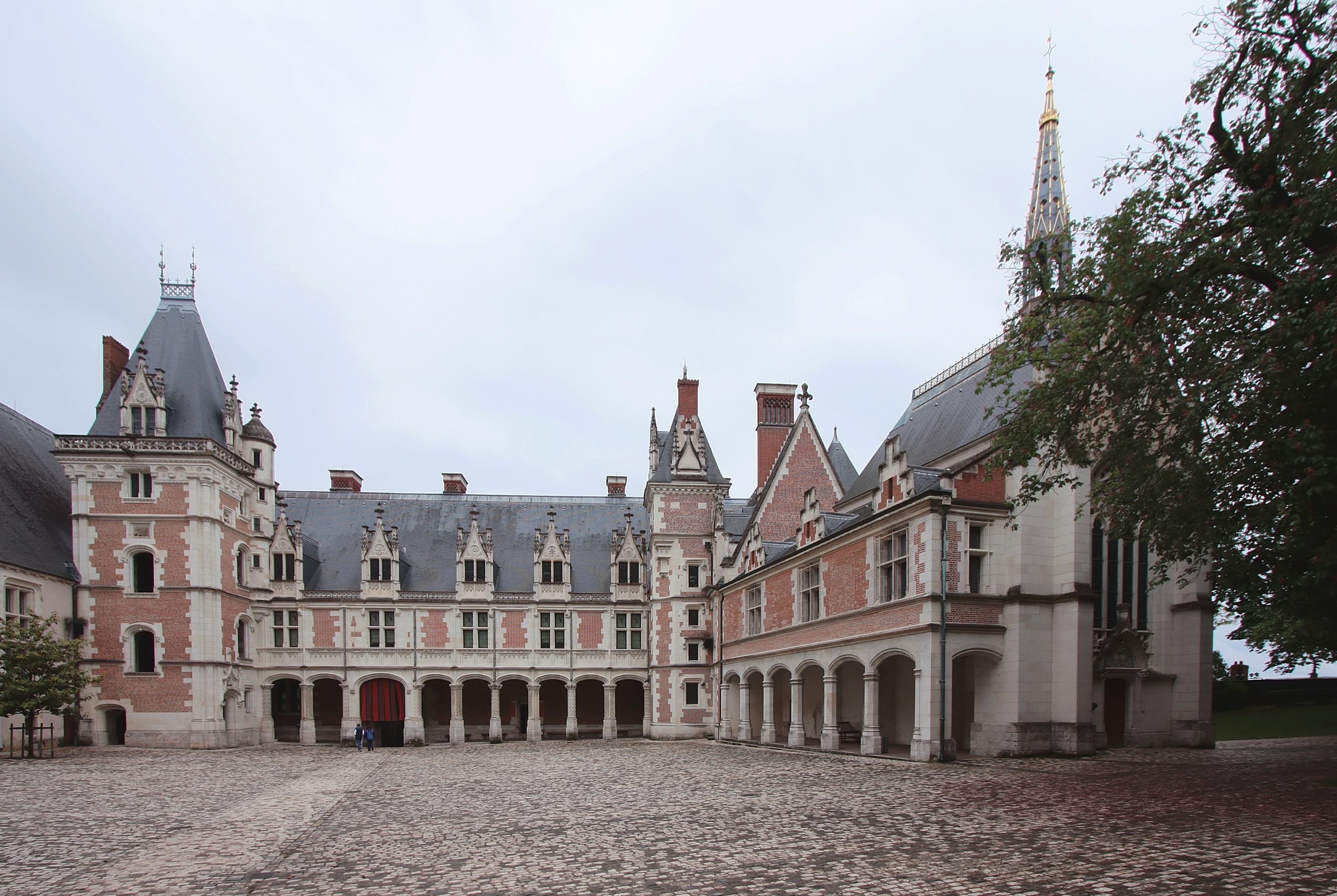
L'ala Luigi XII vista dal cortile con la galleria e la cappella

Al giorno d'oggi l'ala Luigi XII costituisce l'ingresso del castello. L'edificio fu costruito in stile gotico fiammeggiante tra il 1498 e il 1503 distruggendo le costruzioni feudali preesistenti. L'ala ha una pianta a L, costituita da un corpo principale, che si affaccia sulla piazza del castello, e un breve prolungamento in direzione sud-ovest; tra questi due corpi e al collegamento con la sala degli stati sono presenti due torri scalari. La costruzione si sviluppa su tre piani, con la peculiarità, di grande modernità per l'epoca, che le stanze non sono direttamente comunicanti le une con le altre (come avveniva negli edifici medioevali), ma connesse da un corridoio che le rende indipendenti: sia al piano terra, con il porticato che si affaccia sul cortile, sia al primo piano, sia nella mansarda, si ripete questa disposizione. Tuttavia, forse come retaggio dell'antico stile di costruzione, le gallerie sono strutturalmente indipendenti dal resto dell'ala, che è dotata di spessi muri perimetrali e da una copertura autonoma, alla quale si appoggia un prolungamento che costituisce il tetto dei corridoi. Anche la presenza di ben tre scale per questa singola ala evidenzia la ricerca del comfort degli occupanti, così come la presenza di un sistema di condotti per lo scarico delle acque nere.

#### Facciata esterna
Lo stile gotico dell'ala è evidente nella policromia dei materiali e nella decorazione, caratterizzata da un'abbondanza di pinnacoli, archi trilobati e bassorilievi con figure mostruose e grottesche, come le sculture delle mensole e dei doccioni che presentano draghi alati, musicisti, leoni con capre, cani con cervi, buffoni, boia, monaci, angeli, sirene, centauri e altri personaggi reali o fantastici. Nonostante il chiaro stampo gotico, alcuni elementi decorativi dell'edificio virano verso uno stile già rinascimentale.

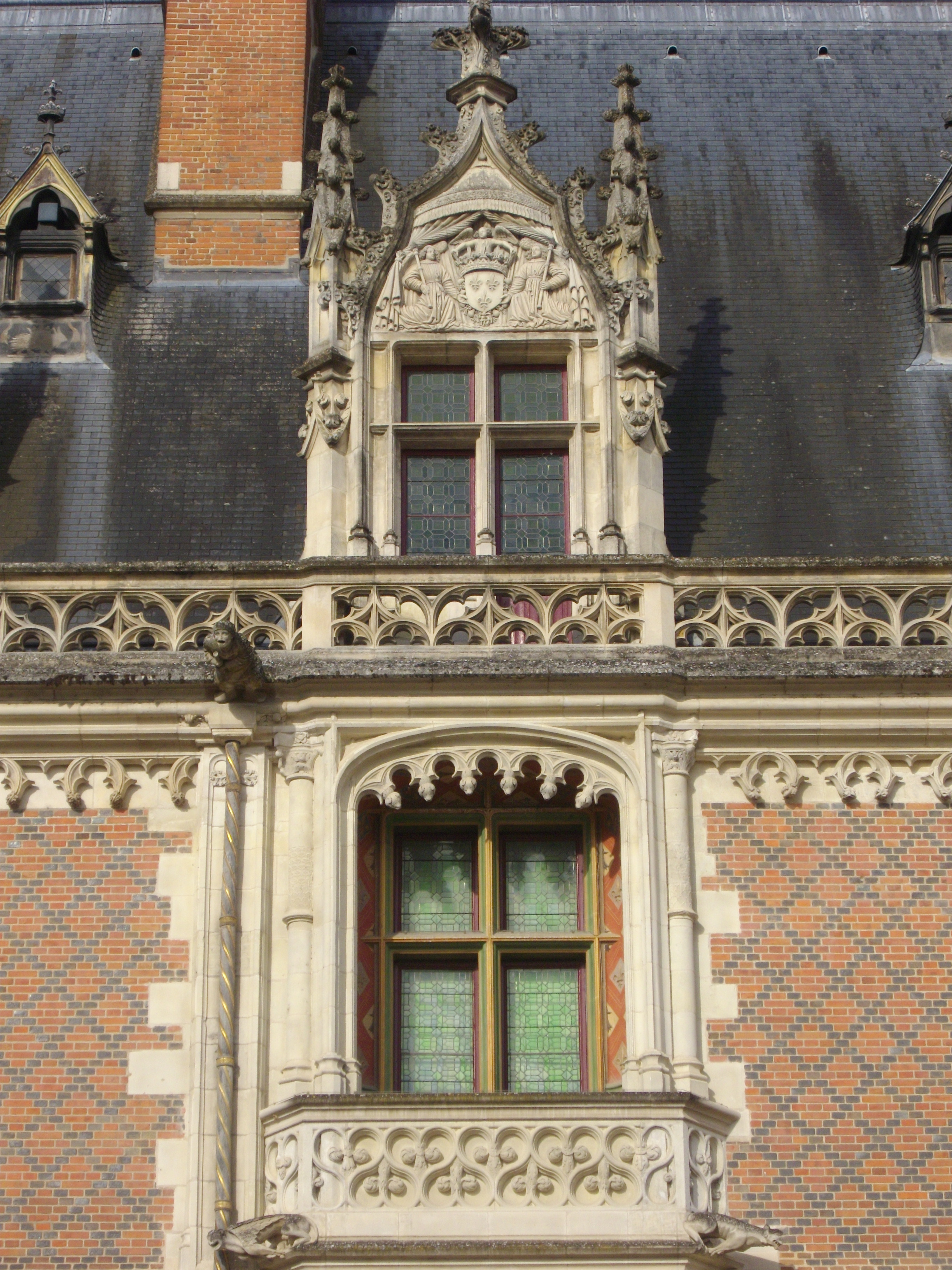
Particolare della facciata dell'ala Luigi XII, con una loggia e un abbaino.

Le facciate dell'ala sono costruite in pietra bianca, impiegata per realizzare le parti strutturali, come il basamento, i pilastri, le balaustre e i montanti e le cornici delle finestre, e mattoni rossi e neri a formare un reticolo, e l'edificio è sormontato da un alto tetto in ardesia con mansarda abitabile. Ad eccezione del basamento in pietra dura proveniente dai dintorni di Blois, la pietra usata per la costruzione è il tuffeau delle cave di Bourré, che ben si presta ad essere lavorato per creare decorazioni elaborate. Sui tre piani dell'edificio le aperture sono disposte senza una cadenza regolare, come avviene spesso nelle costruzioni gotiche, rispecchiando più la disposizione degli spazi interni che la ricerca della simmetria; tuttavia le lesene che dividono la facciata in parti all'incirca uguali e i cornicioni orizzontali creano una griglia piuttosto regolare, ripresa dagli edifici in stile rinascimentale. Le finestre del pianterreno, sormontate da un gocciolatoio in pietra, hanno un doppio montante, mentre quelle del primo piano e della mansarda un montante singolo. Un cornicione costituito da piccoli archi sormonta il primo piano, su cui si aprono due logge, ricavate nello spessore del muro, coperte da un arco a sesto ribassato decorato con cuspidi, a indicare la posizione degli antichi appartamenti reali. Una balaustra, completamente ricostruita durante i restauri ottocenteschi, indica la presenza di uno stretto camminamento sulla sommità della facciata. Sul tetto, scandito da sei grandi comignoli in mattoni con losanghe su fondo d'ardesia, si aprono gli abbaini sormontati da timpani arricchiti da pinnacoli e bassorilievi recanti le iniziali o i simboli del re e della regina, mentre gli abbaini che sormontano le logge sono decorati con drappeggi e angeli che sorreggono lo stemma del re di Francia. Tra gli abbaini si aprono piccoli lucernari in piombo e ferro battuto che illuminano la parte più alta della mansarda.

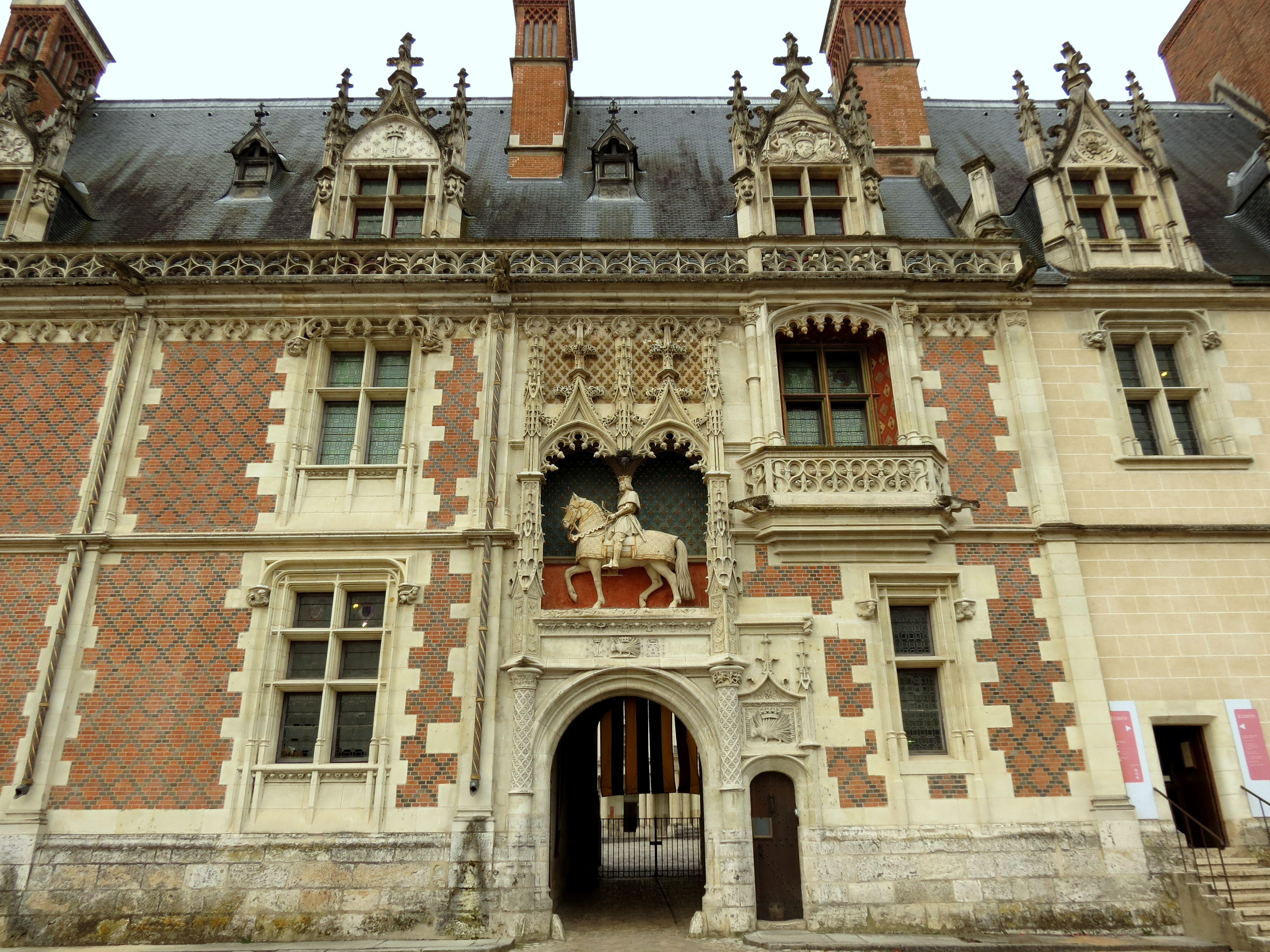
Il portale dell'ala Luigi XII.

L'estremità destra della facciata, che confina con la Sala degli Stati, si discosta dallo stile finora descritto: è realizzata in pietra bianca, senza elementi decorativi ricercati, con una grande finestra a sesto acuto al primo piano; al secondo piano le finestre riprendono lo stile del resto della facciata, ma più in alto non sono presenti né il cornicione né la balaustra, gli abbaini sono decorati con un motivo floreale (uno è privo di pinnacoli ma è decorato con delfini) e il camino non è dotato di abbellimenti. La causa di queste differenze sta forse nel fatto che anticamente in questo punto delle costruzioni sorgevano addossate al palazzo e fu ritenuto opportuno evitare di sprecarsi in decorazioni che non sarebbero state molto visibili. Il cambio di stile rispecchia tra l'altro la differenza tra la disposizione interna del resto dell'ala, formata da piccoli appartamenti, e questa porzione, che contiene una grande sala voltata.
Sulla destra della facciata si trova l'ingresso, costituito da un largo passaggio ad arcata affiancato da una postierla pedonale, sormontato da una nicchia contenente una statua di Luigi XII: si tratta di una ricostruzione realizzata dallo scultore Charles Émile Seurre nel 1857 di un originale attribuito a Guido Mazzoni, distrutto nel 1792. Il re è raffigurato vestito con l'armatura, con il capo coronato, in groppa a un cavallo riccamente bardato; benché la statua non sia una riproduzione fedele dell'originale, è probabile che non si discosti molto da quello. La nicchia è costituita da una doppia arcata a sesto acuto sormontata da due timpani acuti; tra i due timpani e ai lati della nicchia, sono presenti tre guglie riccamente decorate. Il fondale del vano, che è coperto da una doppia volta a crociera, è decorato con gigli d'oro su sfondo blu. Nonostante la preponderanza dello stile gotico, sui pilastri ai bordi della nicchia sono visibili due bassorilievi a candelabra, in stile rinascimentale italiano. Sotto alla nicchia è visibile un bassorilievo raffigurante un istrice, simbolo di Luigi XII, circondato dalle lettere L e A, iniziali di Luigi e Anna di Bretagna. In origine al loro posto era presente un'iscrizione in latino di Fausto Andrelini (Hic ubi natus erat dextro Lodoicus Olympo / Sumpsit honorata Regia sceptra manu / Felix quae tanti fulxit lux nuncia Regis / Gallia non alio principe digna fuit), sostituita all'inizio del XIX secolo con la scritta Caserne d'infanterie. Il portale è affiancato da semicolonne scolpite con losanghe contenenti gigli, dotate di alti basamenti lisci e capitelli scolpiti con motivi floreali. Il passaggio pedonale, ad arco ribassato, è sormontato dal bassorilievo di un istrice, circondato da sculture di delfini, conchiglie e cornucopie di ispirazione italiana, e da un timpano acuto.

#### Facciata interna
La facciata interna è di andamento più regolare di quella esterna: nonostante l'asimmetria del porticato al piano terra, le finestre sono quasi equispaziate le une dalle altre. La galleria, formata da nove arcate ribassate (delle quali la terza da sinistra, corrispondente all'ingresso del castello, è più larga), è sostenuta da un'alternanza di colonne e pilastri quadrati. Le prime sono decorate con losanghe contenenti gigli e code d'ermellino, simbolo di Anna di Bretagna e di sua figlia Claudia, mentre i pilastri portano scolpiti pannelli arabescati di gusto classico, benché ancora piuttosto rozzi e privi della leggerezza dei modelli italiani. I capitelli sono impreziositi da motivi vegetali, delfini, cornucopie, maschere e altri elementi tipici dello stile rinascimentale.
Sopra un cornicione aggettante è presente un fascione decorato con elementi vegetali e floreali; al primo piano si aprono cinque finestre a montante i cui angoli superiori sono impreziositi da mensole scolpite. Il cornicione liscio è sormontato da una balaustra traforata, aggiunta da Duban durante i restauri. In corrispondenza delle finestre del primo piano si aprono gli abbaini, sormontati da timpani decorati con motivi floreali e attorniati da guglie.

#### Torri scalari

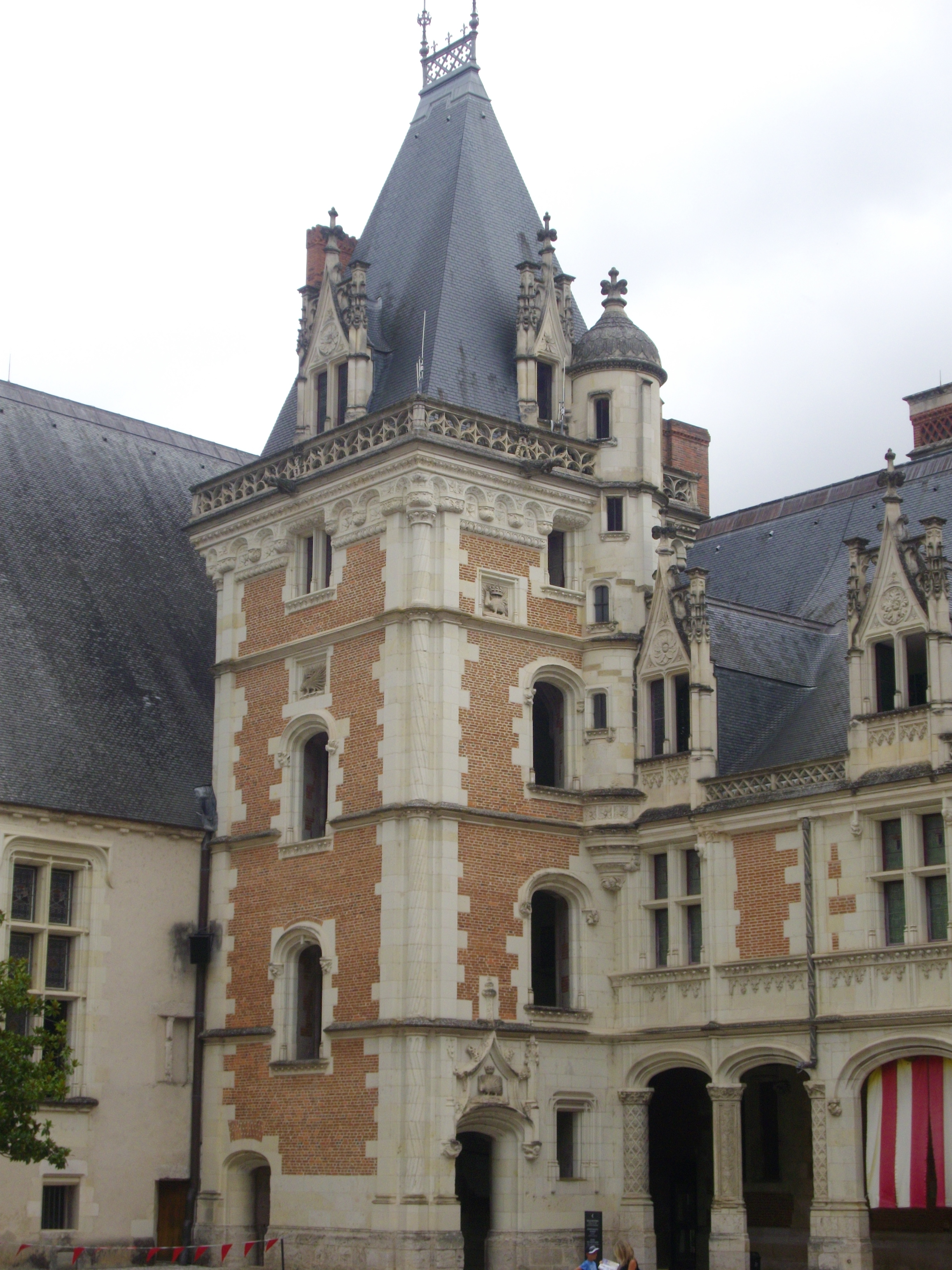
La tour des Champs.

La tour des Champs, visibile dal cortile, si trova nel punto di giunzione tra l'ala Luigi XII e la Sala degli Stati. Il suo stile è omogeneo con quello dell'ala adiacente, di cui contiene una delle scale. Al piano terra, l'ingresso della torre dà direttamente sul cortile ed è sormontato da un frontone con un istrice scolpito; una seconda porta, più piccola, si apre sul lato adiacente alla Sala degli Stati. Ai piani superiori le finestre seguono l'andamento della scala e si trovano ad altezze sfalsate; quelle del lato adiacente all'edificio feudale interrompono i cornicioni che segnano il passaggio tra i vari piani. La mensola di una delle finestre del primo piano presenta una decorazione raffigurante un cherubino con i capelli, il naso e il sorriso dell'ex sindaco di Blois, Jack Lang, che sarebbe stata realizzata in modo ironico dai restauratori del castello negli anni '90. Al terzo piano è presente un ambiente illuminato da piccole finestrelle realizzate a cavallo del cornicione ad archetti, che presenta un misto di motivi gotici, come le decorazioni vegetali, e rinascimentali, come la fila di ovoli. L'ornamento della facciata è completato da due riquadri con bassorilievi di istrici e dalla semicolonna tortile che costituisce lo spigolo della torre. Al di sopra di una balaustra si sviluppa la mansarda, con il tetto in ardesia sormontato da una decorazione in ferro battuto con due banderuole, un camino in mattoni e due abbaini simili a quelli del corpo principale. Una piccola torretta circolare con tre piccole finestre e una copertura a cupola, posta tra la torre e l'ala Luigi XII, contiene la scala a chiocciola che permette di raggiungere la mansarda.
All'interno lo scalone d'onore di Luigi XII si avvolge a spirale attorno a un pilastro centrale formato da un fascio di semicolonne che terminano, all'ultimo piano, con delle conchiglie scolpite; le nervature poi si irradiano a formare una volta polilobata per collegarsi infine ai pilastri delle pareti esterne. Una cornice circolare unisce le nervature radiali in modo da formare scomparti costituiti alternativamente da pietra o mattoni; nei punti in cui questa incrocia le nervature sono presenti delle chiavi di volta decorate con motivi vegetali. Alla fine della scala il pianerottolo è dotato di un parapetto formato da rami intrecciati.
La torre all'altra estremità della facciata interna, più piccola, è caratterizzata da una pianta poligonale per i primi tre piani, che ospitano la scala, mentre il piano superiore è a pianta quadrangolare. Anche qui le finestre sono disposte ad altezze diverse per seguire l'andamento della scala; l'ultimo piano è illuminato da una sola apertura e il tetto piramidale, sormontato da una decorazione in ferro e un camino, ha un solo abbaino. La scalinata interna riproduce la struttura di quella descritta in precedenza, ma in dimensioni ridotte e con ornamenti più semplici.

#### Interno

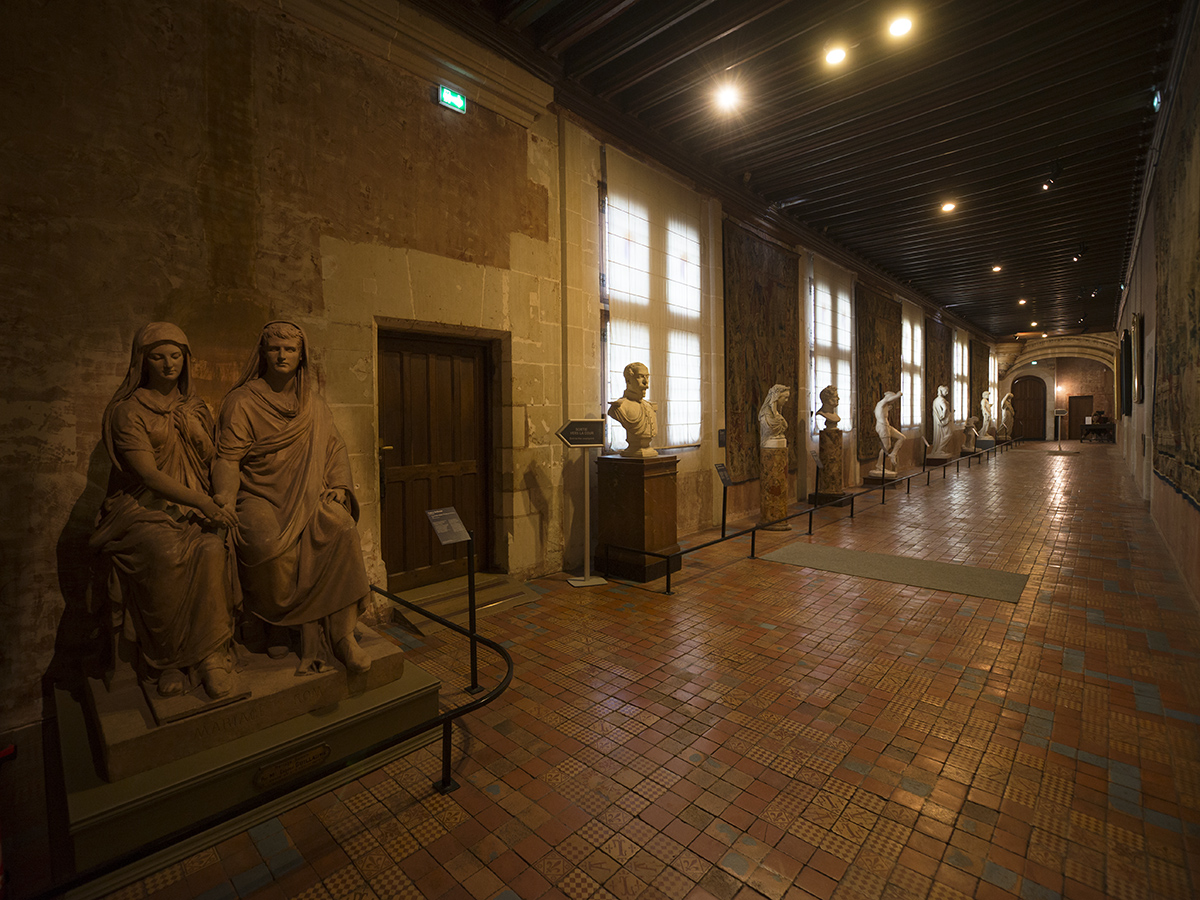
Interno del museo, ospitato nell'ala Luigi XII

Al piano terra, la grande stanza di fianco alla Sala degli Stati è caratterizzata da un grande pilastro centrale dal quale si dipartono otto nervature che sorreggono la volta, simili a quelle delle scale nelle torri. L'ala Luigi XII ospita dal 1869 il Museo delle belle arti di Blois. Le otto sale della galleria contengono una selezione di dipinti e sculture dal XVI al XIX secolo. Il museo ospita inoltre una raccolta di arazzi francesi e fiamminghi del XVI e XVII secolo. Il gabinetto dei ritratti contiene dipinti dei secoli XVI e XVII provenienti dai castelli di Saint-Germain-Beaupré e Beauregard: sono visibili Madame de Noailles, il Duca di Chevreuse, la Grande Mademoiselle, la Duchessa di Beaufort, Anna d'Austria e Maria de' Medici. In una stanza dei secoli XVII e XVIII si conserva una serie di cinquanta medaglioni in terracotta di Jean-Baptiste Nini. I camini delle sale, di grandi dimensioni e riccamente decorati, sono stati tutti ricostruiti da Duban dopo che gli originali erano stati rimossi tra il XVIII e il XIX secolo. In origine i camini erano molto più semplici e spogli, simili a quelli ancora presenti ai piani superiori delle torri.

#### Cappella di Saint-Calais

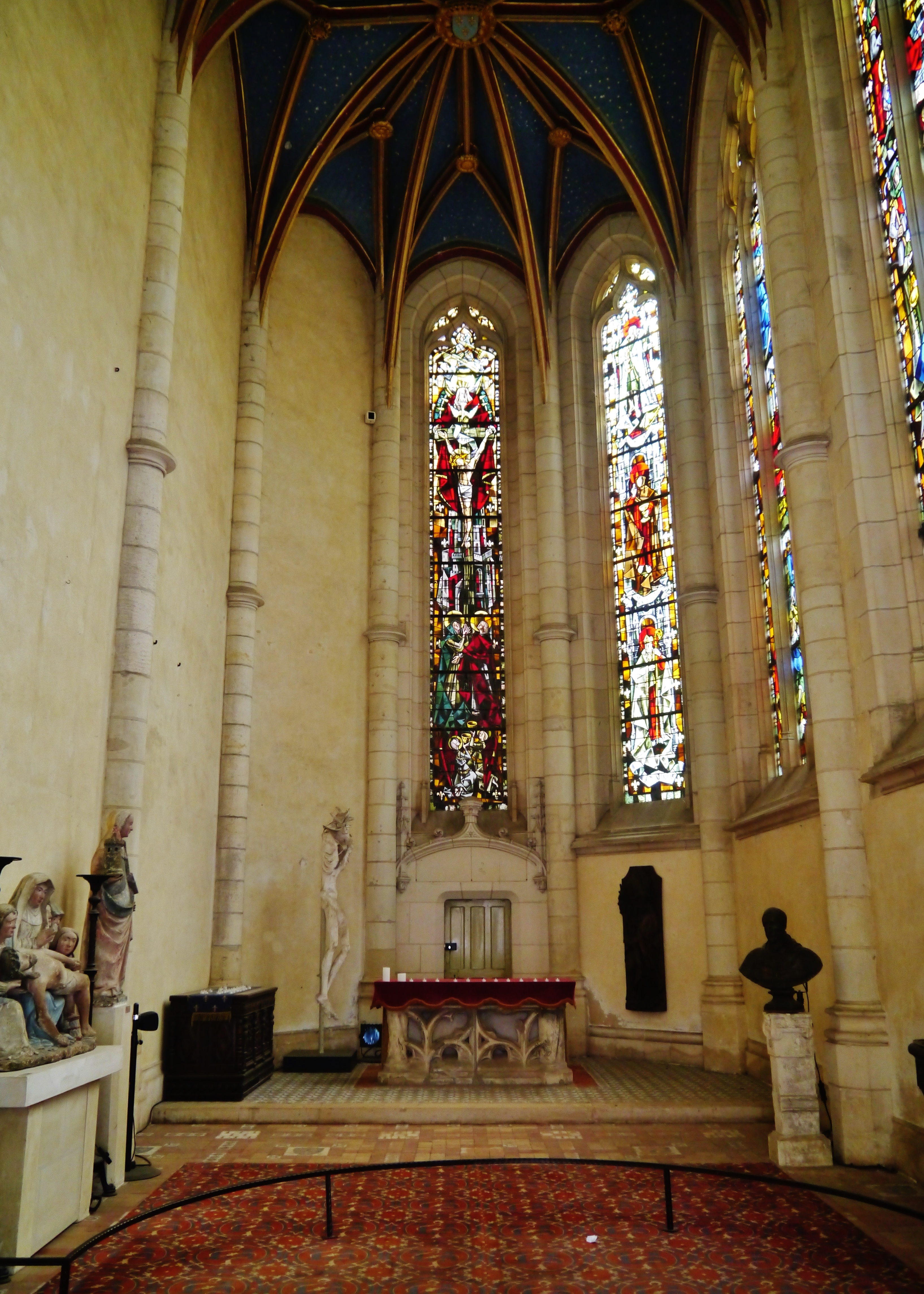
L'interno della cappella.

La cappella di Saint-Calais si trova all'estremità dell'ala Luigi XII e chiude il lato est del cortile del castello. Oggi, di questa cappella privata del re, costruita a partire dal 1498 e consacrata nel 1508 da Antoine Dufour, vescovo di Marsiglia e confessore della regina, rimane solo il coro costituito dall'abside e due campate, essendo stata distrutta la navata da Mansart durante la costruzione dell'ala Gastone d'Orléans. La facciata è stata costruita da Félix Duban e Jules de La Morandière nel 1870 ed è costituita da un portale sormontato da un timpano a sesto acuto e da una grande finestra neogotica. Sul tetto è presente una guglia posta da Duban in sostituzione di un piccolo campanile probabilmente risalente al XVII secolo. All'interno lo spazio è scandito da semplici nervature che si allungano sul soffitto a formare le nervature della volta e i costoloni dell'abside. Durante i restauri ottocenteschi, le pareti furono dipinte con motivi neorinascimentali, che furono rimossi già nel 1912. Le moderne vetrate di Max Ingrand, risalenti al 1957, rappresentano diverse figure storiche.

#### Galleria di Carlo d'Orléans
La galleria, fatta costruire da Carlo d'Orléans tra il 1440 ed il 1445, unisce l'ala Luigi XII con la cappella di Saint-Calais. Anticamente era lunga più del doppio e affiancava per l'intera lunghezza la cappella, unendo gli edifici collocati al posto delle attuali ali Luigi XII e Gastone d'Orléans, ma fu parzialmente distrutta nel XVII secolo insieme alla navata della chiesa per far posto alle cucine militari. La galleria è stata la prima parte del palazzo in cui la pietra e i mattoni sono stati utilizzati insieme. Al piano terra presenta un porticato sostenuto da sei arcate molto ribassate (delle tredici originali) sorrette da colonne ottagonali, mentre il primo piano è in mattoni con tre finestroni a montante incorniciati da conci in pietra; sul tetto si aprono tre abbaini con frontoni a gradoni. L'apparato decorativo è estremamente semplice e limitato alle modanature lineari degli stipiti e delle fasce marcapiano in pietra bianca.

#### Padiglione di Anna di Bretagna

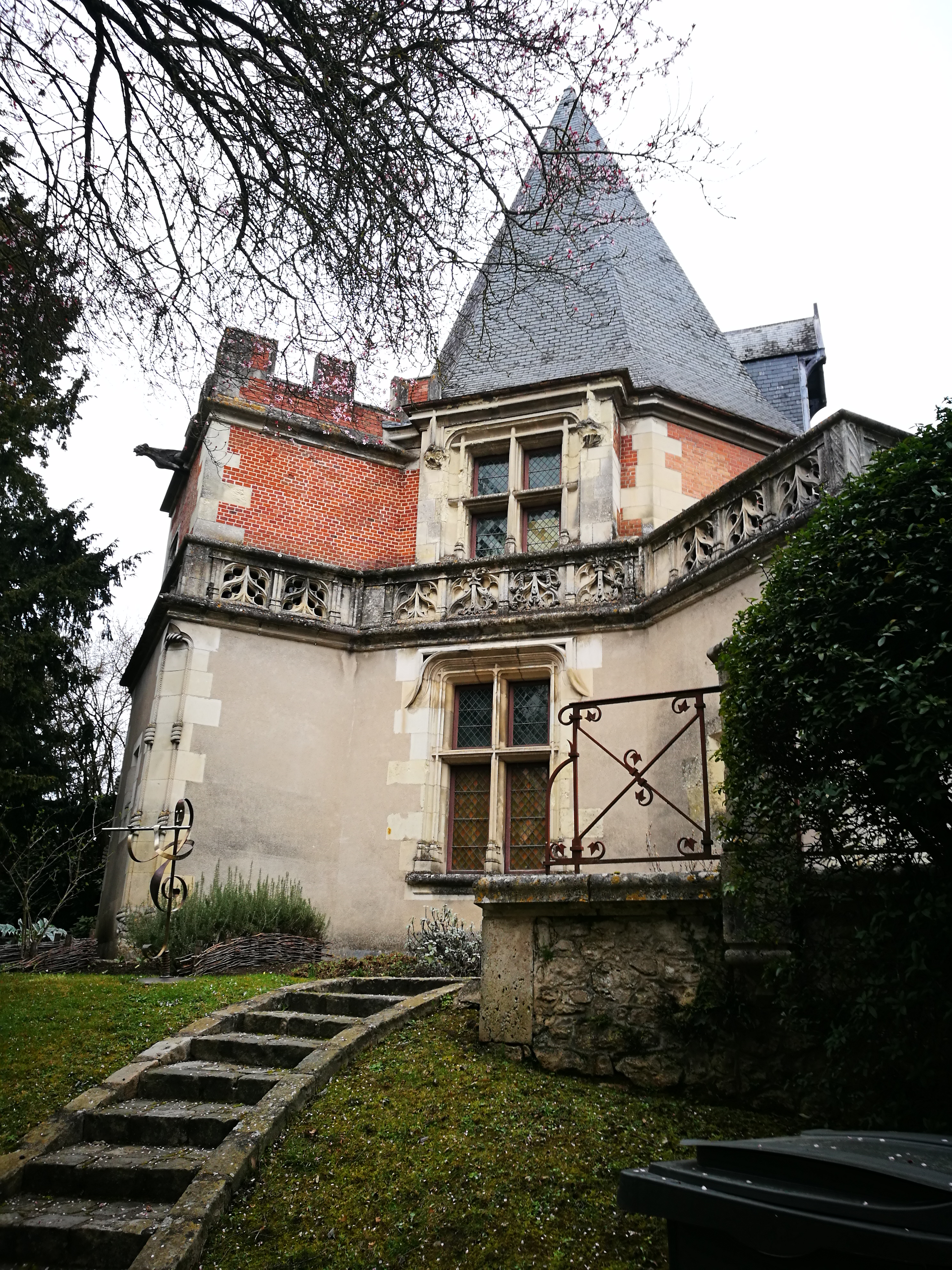
La facciata del padiglione di Anna di Bretagna

Il padiglione, unica costruzione rimasta degli antichi giardini, era in origine un belvedere costruito all'inizio del XVI secolo nei giardini di Luigi XII. L'edificio, chiamato anche Les bains de Catherine de Médicis senza un apparente motivo storico, è un raro esempio di padiglione ornamentale, tipologia di costruzione di origine italiana, costruito in stile gotico. Realizzato in pietra e mattoni, si sviluppa su tre piani a pianta ottagonale con diametro di 7,85 m sormontati da un tetto poligonale in ardesia con un camino e un abbaino. Il corpo centrale è circondato da quattro piccole ali orientate secondo i punti cardinali, che terminano con una terrazza ad eccezione di un'ala che ospita una scala; quella est contiene un oratorio. Il piano terra è coronato da una balaustra in pietra in stile gotico con le iniziali scolpite di Luigi XII e Anna di Bretagna, la quale cinge sia le terrazze, sia la torre contenente la scala, ad indicare la possibilità che la costruzione della scala sia avvenuta in una fase diversa rispetto alla realizzazione dell'edificio. Il seminterrato era collegato al Jardin de Bretonnerie, che sorgeva sul terrazzamento inferiore, mentre l'ingresso, sormontato da un medaglione in terracotta raffigurante un imperatore romano, era collegato all'entrata del Jardin de la Reine tramite una galleria coperta. L'edificio è illuminato da una serie di finestre a crociera, mentre l'oratorio possiede un'abside con cinque finestre a sesto acuto.
All'interno sono presenti due grandi saloni ottagonali dotati di camini gotici. Dal salone del pianterreno si accede alla cappella, dal soffitto a cinque costoloni, che anticamente era collegata all'orangerie da una galleria in legno; da quella superiore si raggiungono le terrazze. Al piano seminterrato un'altra sala ottagonale con volta in mattoni (mentre quelle superiori sono dotate di soffitti con travetti a vista) permetteva di raggiungere, tramite un passaggio sotterraneo, l'orangerie.
Dopo essere stato restaurato nel 1891 da Anatole de Baudot, il padiglione ospitò la Società di scienze e lettere del Loir-et-Cher; attualmente esso contiene l'ufficio turistico della città, mentre l'orangerie è occupata da un ristorante. L'edificio è un monumento storico di Francia dal 12 luglio 1886.

### Ala Francesco I

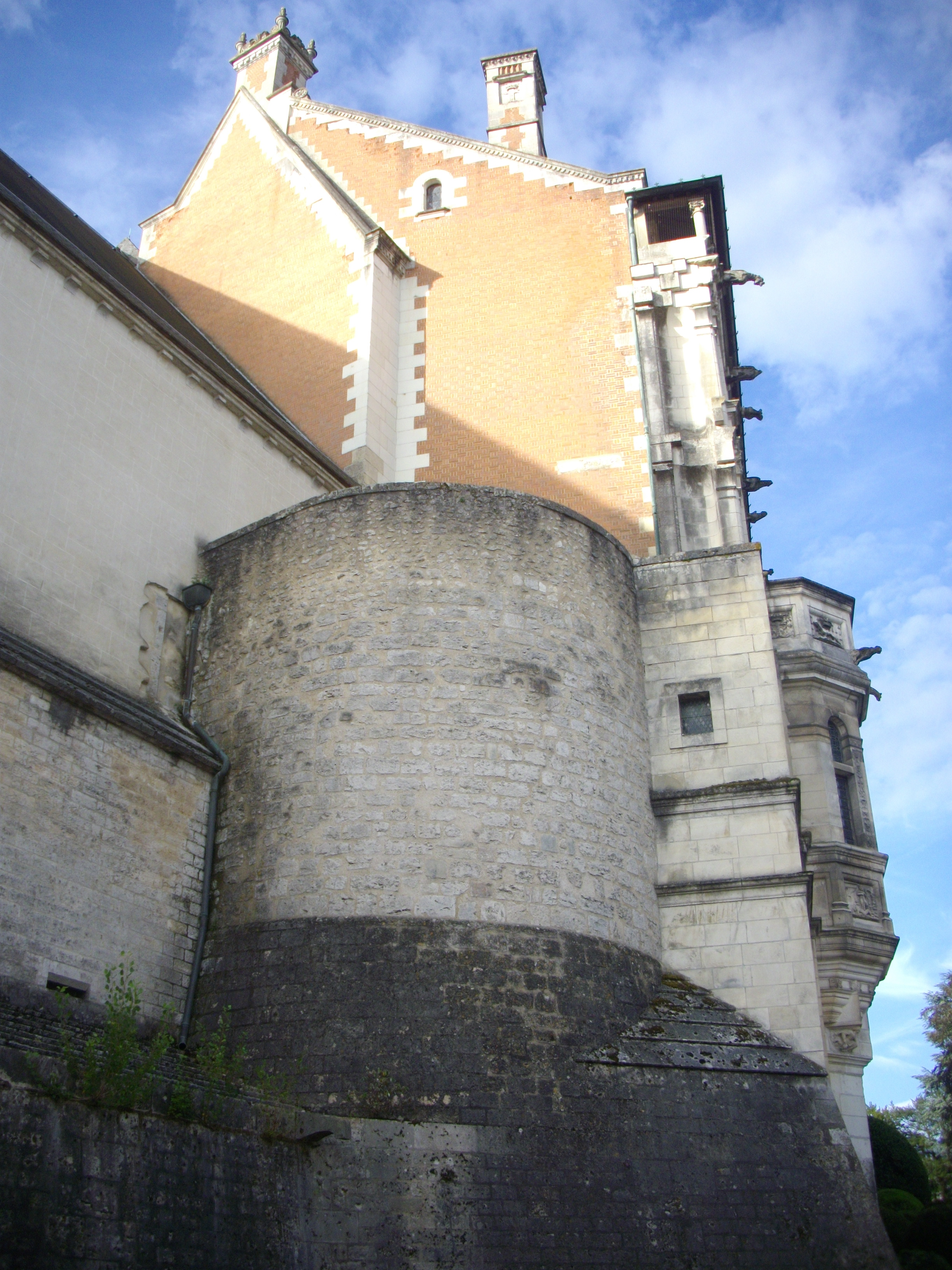
Particolare dell'estremità nord dell'ala Francesco I; è visibile il basamento di uno dei due tetti indipendenti che coprivano le due metà dell'ala.

Nell'ala Francesco I, di stile rinascimentale, l'architettura e le decorazioni sono caratterizzate dall'influenza della moda italiana. Anche se la costruzione di quest'ala avvenne solamente dodici anni dopo quella dell'ala Luigi XII, cioè tra il 1515 e il 1524, l'arte italiana è prorompente e influenza non solo i motivi decorativi, ma anche la disposizione e la forma stessa dell'edificio. L'ala fu costruita dapprima in sostituzione di due edifici feudali, e in seguito fu raddoppiata a cavallo dell'antica cortina muraria del XIII secolo, come evidenziano lo spesso muro che la suddivide per metà in senso latitudinale e quello che la taglia in senso longitudinale per tutta la lunghezza. L'ala ingloba, infatti, tre antiche torri difensive di forma circolare, tra cui la torre Château-Renault. Il tetto ha una conformazione particolare che rispecchia il cambio di progetto avvenuto durante la costruzione: vista in sezione, infatti, la metà dell'ala verso il cortile interno è coperta da un normale tetto a due falde, una delle quali, tuttavia, è sormontata da una seconda falda, più spiovente, che copre la metà dell'edificio che si affaccia sull'esterno. Nel sottotetto, precisamente nei punti in cui sono presenti i comignoli, sono ancora visibili i basamenti degli antichi abbaini rivolti verso la città. Si ritiene che in origine le due metà dell'edificio fossero coperte da due tetti indipendenti, ma che problemi di scolo delle acque che si accumulavano tra le due coperture abbiano comportato la necessità di rivedere la disposizione del tetto portando alla situazione attuale.

#### Facciata esterna
La facciata esterna, che in passato dava sui giardini del castello, è chiamata Facciata delle Logge. Fu costruita sette metri più avanti delle antiche fortificazioni e poggia su un alto basamento in pietra dura. All'angolo tra l'ala Francesco I e la Sala degli Stati è ancora visibile l'antica torre difensiva del XIII secolo, indicata dalle fonti come "la torre rotonda sopra la porte des champs", troncata al livello del primo piano. All'altra estremità della facciata è riconoscibile la torre Château-Renault. Al piano più basso, adiacente alla Sala degli Stati, sono presenti quattro bifore e due torrette di cinque lati, sui davanzali delle quali sono rappresentate alcune delle dodici fatiche di Ercole e altre scene raffiguranti l'eroe greco (in particolare Ercole e l'Idra di Lerna, Ercole e il Toro di Creta, Ercole che contempla la morte di Anteo, Ercole che uccide Anteo, Ercole e Caco, Ercole e Gerione). Ai piani centrali l'edificio è caratterizzato da una sequenza di nicchie non comunicanti tra di loro realizzate nello spessore del muro; queste logge, anche se ispirate con molta probabilità alle Logge di Raffaello in Vaticano, opera di Bramante, come si evince dal doppio ordine di arcate sormontate da un porticato, mostrano nella loro costruzione alcuni elementi francesi, come la presenza di guardiole aggettanti, la disposizione irregolare delle nicchie, gli archi "ad ansa di paniere" e l'assenza di collegamento tra gli spazi. Il primo dei due piani di logge presenta quattro balconcini sporgenti, due sostenuti dalle torrette del piano inferiore e due da mensole; uno dei quattro funge da abside per un piccolo oratorio. Una loggia per ogni piano, verso la metà della facciata, non è collegata all'interno dell'edificio da una porta ma vi si accede da una loggia a fianco. Le logge sono definite sulla facciata da una o due lesene, a seconda dello spazio disponibile; mentre i parapetti del primo sono riccamente decorati con le iniziali e gli emblemi di Francesco I e Claudia di Francia, quelli del secondo piano sono lisci.
Al di sopra delle logge corre un cornicione con conchiglie, e più su una balaustra con doccioni, che indicano che in origine la terrazza era scoperta e non dotata del colonnato presente oggi; la collocazione delle basse colonne rispecchia la distribuzione irregolare delle lesene dei piani inferiori. Le finestre sono state realizzate sul luogo degli abbaini preesistenti e, nella parte sinistra della facciata, sono circondate da lesene che sostengono una cornice, mentre nella parte destra le aperture sono sormontate da una mensola. Il tetto, molto spiovente, è caratterizzato da imponenti comignoli in mattoni e pietra impreziositi da elaborati ornamenti scolpiti aggiunti durante i restauri del XIX secolo. In posizione decentrata rispetto alla facciata sorge un abbaino a due piani con un timpano recante la salamandra di Francesco I.
La facciata presenta differenze tra la sezione adiacente all'ala Gastone d'Orléans e l'altra, facendo pensare ad una costruzione avvenuta in due fasi: nella prima parte, al piano inferiore, non sono presenti finestre; gli archi delle logge sono ad ansa di paniere, mentre nell'altra parte sono ad arco ribassato; le lesene del primo piano sono decorate con bassorilievi; le logge sono più rade e addirittura assenti nella zona a fianco della torre Château-Renault.

#### Torre Château-Renault
La torre, che deve il suo nome a un antico feudo dei conti di Blois collocato a sud-ovest della città, si trova all'estremità dell'ala Francesco I, che domina con il suo camminamento ed il suo alto tetto, ed è visibile solo dall'esterno del castello. Anticamente si affacciava sugli antichi giardini reali dove si trovavano il padiglione Anna di Bretagna e la serra degli aranci. Si tratta di una delle torri medioevali inglobate nella costruzione rinascimentale: in quell'epoca fu abbellita con gallerie e decorazioni simili a quelle della Facciata delle logge, che furono parzialmente distrutte durante la costruzione dell'ala Gastone d'Orléans. Le aperture delle gallerie sono separate da semicolonne anziché da lesene; i parapetti del primo piano condividono i motivi ornamentali con quelli del resto della facciata, così come il cornicione sulla sommità è il proseguimento di quello a conchiglie del resto dell'edificio. Al di sopra dei loggiati sono presenti altri due piani dallo stile più semplice, quasi gotico, che terminano con una copertura conica, affiancata da due massicci comignoli e da una torretta contenente una scala e sormontata da una lanterna. In origine la torre era sormontata da una lanterna con archi rampanti e pinnacoli in stile gotico, che fu rimossa nel XVII secolo.

#### Facciata interna

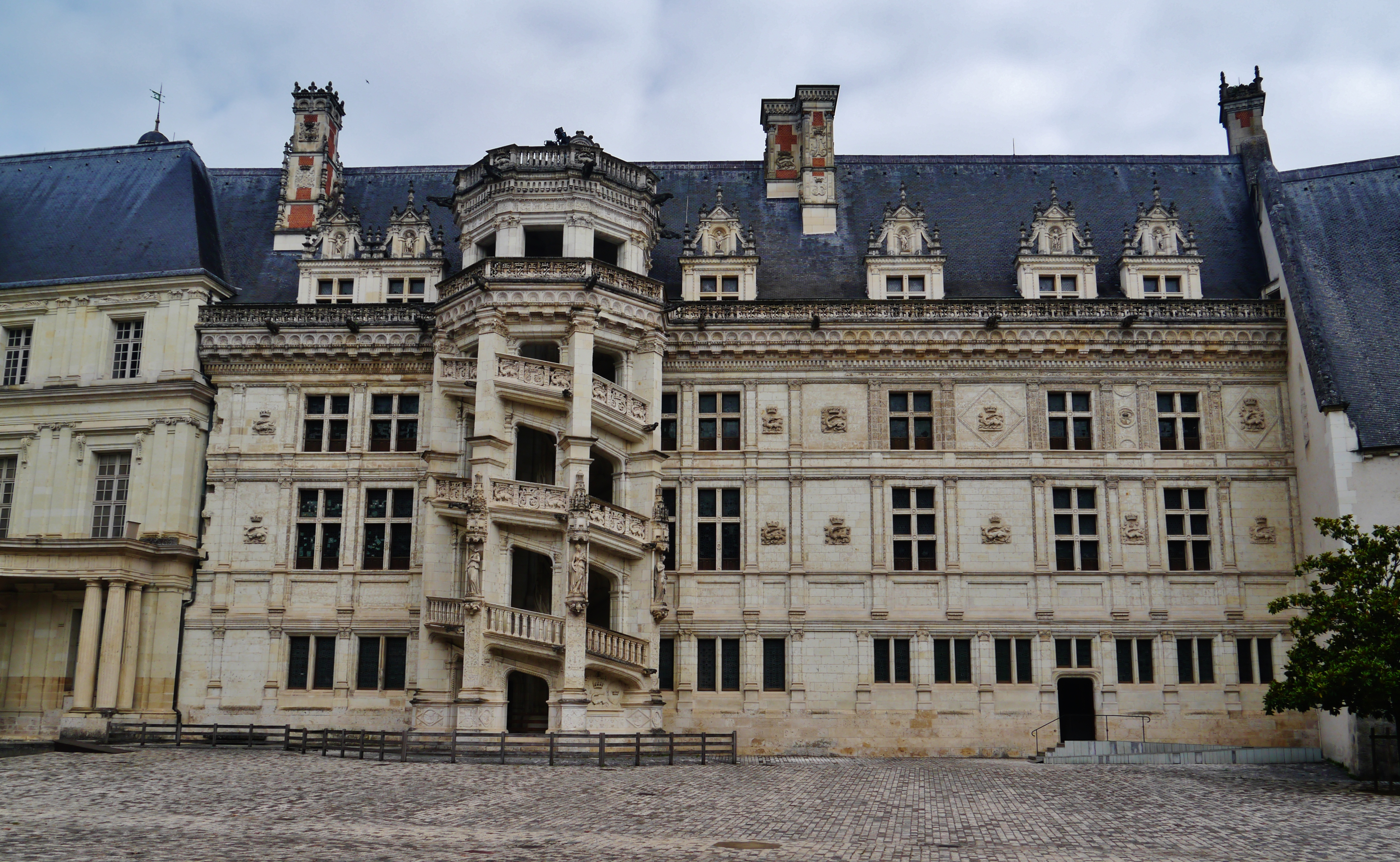
La facciata interna dell'ala Francesco I.

La facciata interna dell'ala è suddivisa in porzioni rettangolari da una serie di lesene con capitelli all'italiana e cornici marcapiano: gli spazi così individuati, di dimensione irregolare, sono occupati da bifore o da bassorilievi raffiguranti salamandre, simbolo di Francesco I. Lo spesso cornicione nella parte superiore dell'edificio presenta una serie di motivi ornamentali del primo Rinascimento, con dentelli, ovoli, archetti a tutto sesto decorati come conchiglie e una balaustra traforata realizzata con le iniziali coronate di Francesco I e Claudia di Francia; esso copre tutta la lunghezza della facciata scavalcando lo scalone monumentale. Alla base del tetto è presente un camminamento, come quello sulla facciata esterna dell'ala Luigi XII. Gli abbaini, le cui lesene laterali ricordano quelle dei piani inferiori, sono caratterizzati da timpani a forma di edicole contenenti piccole statue di putti, mentre gli elementi obliqui sono costituiti da volute. La facciata appare asimmetrica a causa della posizione decentrata dello scalone; in origine questo tagliava l'edificio in due parti uguali, ma l'abbattimento di una porzione del palazzo per fare spazio all'ala Gastone d'Orléans eliminò la simmetria della costruzione. Il tetto alto, la presenza di abbaini e doccioni, la sovrabbondanza di decorazioni sulla facciata e l'irregolarità nello spaziamento tra gli elementi verticali mostrano ancora un retaggio di stile gotico che non è stato completamente abbandonato dagli architetti.
Sebbene la decorazione appaia a prima vista omogenea, alcuni dettagli suggeriscono una costruzione avvenuta in due fasi, rispecchiando la disposizione degli edifici feudali che l'ala ha rimpiazzato. Nella parte vicina alla Sala degli Stati, al piano terra, le finestre sono più piccole e le lesene non si raccordano con quelle dei piani superiori, come avviene nella parte che confina con l'ala neoclassica; nella prima sezione le finestre del primo piano hanno due montanti orizzontali e le lesene del secondo piano sono scolpite, a differenza di quanto avviene nell'altra sezione. Ancora, le salamandre sul prima parte sono iscritte in una losanga e il cornicione presenta un'ulteriore fascia scolpita, non presente nel resto della facciata. La maggiore semplicità nella decorazione della parte vicina all'ala Gastone d'Orléans e la somiglianza degli ornamenti dell'altra sezione alla scalinata monumentale, aggiunta successivamente, lasciano presumere che la prima sia la più antica.

#### La scalinata
L'elemento architettonico più importante della facciata interna è la scala monumentale a chiocciola, ottagonale, di cui tre lati sono incassati dentro l'edificio stesso. Questa non è integrata armonicamente nel contesto della facciata, rispetto alla quale sembra un corpo estraneo, nonostante ne condivida l'apparato decorativo e sia attraversata dalle stesse fasce marcapiano che corrono sulla facciata. Benché il modello della scala a chiocciola sia di chiara ispirazione gotica, le decorazioni sono decisamente di stampo rinascimentale, che la rendono uno degli esempi più significativi dello stile rinascimentale in Francia. La scala "ricercata come l'avorio della Cina" secondo Balzac, è coperta con aggrovigliate sculture, ornamenti all'italiana (statue, balaustre, candelabre, putti, ovoli) e gli emblemi reali (salamandre, corone, "F" di Francesco "C" di Claudia di Francia). I lati che sporgono dall'edificio principale sono traforati da aperture che mettono in evidenza gli elementi strutturali della scala, i pilastri e la rampa. I pilastri, che sostengono tutto il peso della struttura, sono rinforzati da contrafforti rettangolari, coperti da arabeschi ai piani inferiori e dotati di nicchie con statue, scolpite da Charles Émile Seurre nel 1847; è probabile che gli originali non siano mai stati realizzati. In corrispondenza delle aperture della struttura sono ricavati dei balconcini, con parapetti costituiti da piccoli pilastri al piano terra, da lettere F con salamandre ai piani superiori. All'ultimo piano, sopra il cornicione e la balaustra uguali al resto dell'ala, salvo per l'eliminazione della fascia a dentelli, è presente un terrazzo con un loggiato che riprende la struttura ottagonale della scala. Il loggiato è a sua volta sormontato da uno spesso cornicione a dentelli con doccioni e da una balaustra, ai cui angoli sono presenti cippi con la salamandra in bassorilievo.
All'interno la rampa si avvolge intorno ad un pilastro sul quale è scolpito un corrimano e, sopra di esso, una serie di semicolonne tra le quali sono presenti pannelli arabescati sormontati da conchiglie. Questi pannelli non furono realizzati al tempo di Francesco I, ma durante i restauri ottocenteschi, che si basarono su disegni del Cinquecento. Il soffitto della rampa, anziché mostrare gli scalini del piano superiore, è liscio e solcato solo da una rete di nervature che seguono l'andamento circolare della scala, alimentando il senso di dinamismo e torsione verso l'alto. Agli incroci tra le nervature sono presenti chiavi decorate con i simboli del re e della regina, che furono parzialmente scalpellati durante la Rivoluzione e ripristinati durante i restauri.
La scala a chiocciola potrebbe essere stata progettata da Leonardo da Vinci, come suggeriscono le proporzioni e la forma che richiamano il mollusco Voluta vespertilio, presente nel Mediterraneo, e il motivo decorativo della balaustra esterna, che corrisponderebbe al bordo del guscio; anche l'avvitamento antiorario della scala sarebbe spiegato con il fatto che Leonardo era mancino.

#### Interno

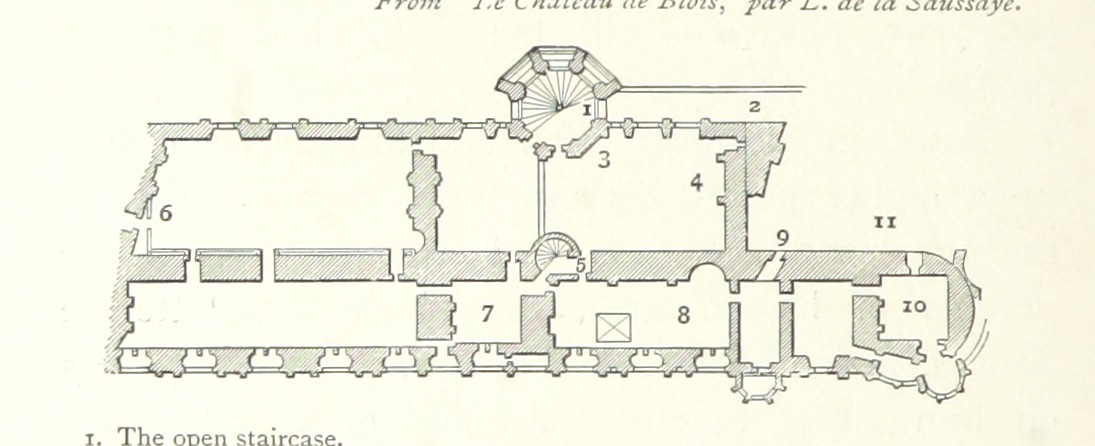
Pianta dell'ala Francesco I, in Theodore Andrea Cook, Old Touraine. The life and history of the famous châteaux of France, vol. 2, p. 190, Londra, Percival & Co., 1893.

Al piano terra sono presenti gli antichi ambienti di servizio, del tutto privi di ornamenti ad eccezione di una stanza che si affaccia sul cortile, che ha conservato il camino originale; sono presenti anche due stanze circolari che costituivano la base delle antiche torri inglobate nell'edificio: la stanza al piano terra della torre Château-Renault è dotata di una volta a crociera con una chiave cava, comunicante con il piano superiore, mentre quella della torre centrale, pur mostrando tracce delle antiche feritoie, è stata profondamente rimaneggiata sotto Francesco I con la costruzione del camino e della volta con la chiave che porta scolpita la salamandra. Da questa sala si diparte una scala a chiocciola ricavata nello spessore delle antiche mura.
Ai piani superiori si trovano gli appartamenti reali, ricostruiti da Félix Duban nello spirito romantico della sua epoca non senza inesattezze storiche e esagerazioni nella decorazione. Secondo quanto ritenuto da Duban, gli spazi sono stati ricreati in modo che gli appartamenti pubblici si affacciassero sul cortile e quelli privati sui giardini, ora non più esistenti.
Al primo piano, dal lato del cortile interno, si trovavano un tempo cinque stanze; una fu distrutta durante i lavori per la costruzione dell'ala Gastone d'Orléans, mentre le altre furono unite due a due da Duban creando così i due grandi ambienti della Sala dei capitani delle guardie e della Sala delle guardie. Sul lato che dà sulla città sono presenti cinque ambienti, la Galleria della Regina, una stanza quadrata che ricalca la disposizione dell'antica torre medioevale, la Camera da letto della Regina, l'oratorio e lo Studiolo della Regina. Il secondo piano ricalca la disposizione del primo: sul lato del cortile interno sono presenti due sale; sull'altro lato sono presenti la Galleria Duban, la Sala del Consiglio, la Sala dei Guisa, la Sala del Re, la Camera del Re e il gabinetto nuovo.
Sala dei capitani delle guardie

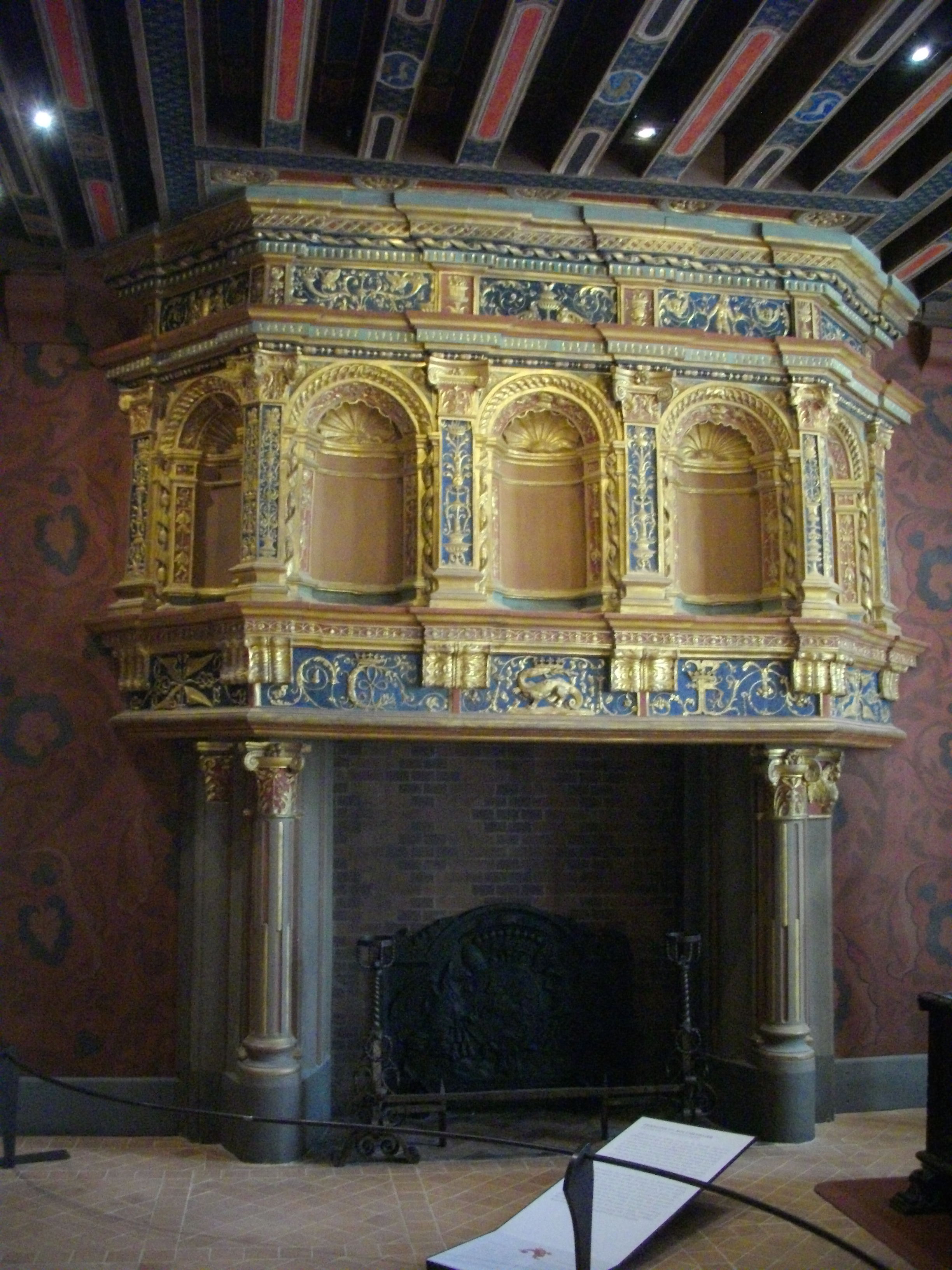
Uno dei camini della Sala dei capitani delle guardie.

La prima stanza a cui si accede dalla scalinata esterna è la Sala dei capitani delle guardie della regina, formata dall'unione di due ambienti. Essa dispone di due camini rinascimentali ornati con la salamandra di Francesco I e l'ermellino di Claudia di Francia; uno dei camini ha una cappa dotata di cinque nicchie dorate decorate con candelabre e conchiglie in stile rinascimentale. Sulla stanza si apre una porta affiancata da lesene arabescate e sormontata da un pannello con putti intenti a giocare con dei mostri, da un fregio con uccelli e bucrani, e da una lunetta circondata da pinnacoli che contiene uno scudo di Francia sostenuti da putti. Un'altra porta è circondata da semicolonne corinzie e sulla sommità ha un frontone triangolare con una salamandra in bassorilievo. Nella stanza si possono osservare un busto di Francesco I in gesso, opera di Jean-Baptiste Halou del 1850, un armadio in legno intagliato, una tavola di Isidore Patrois, Francesco I conferisce a Rosso i titoli ed i benefici dell'abbazia di San Martino, e una scultura moderna in argento, ebano ed oro di Goudji, Salamandra, nutrisco et extinguo, donata dall'artista nel 2007.
Sala delle guardie
La sala delle guardie è stata costruita a cavallo della cortina medioevale. Le pareti sono state dipinte tra il 1845 e il 1847 da Vitet, che si ispirò alla moda rinascimentale. Attualmente l'ambiente è dedicato alla storia delle armi e della loro evoluzione dal XV al XVII secolo. Presenta una importante collezione di armi antiche, tra cui varie armi ad asta, una falce, una partigiana, una corsesca, un'alabarda ed un'armatura.
La camera è arredata anche con una cassa di legno di quercia spagnola del XIX secolo intagliata e decorata con scene di battaglie e assedi e un'altra cassa di legno intagliata con decorazioni geometriche.
Le pareti hanno vari dipinti, tra cui La partenza dei lanzichenecchi, olio su tela di Gustave Jacquet, donato dallo Stato nel 1868; Baillard che orna Francesco I; Burguignon nel suo laboratorio, olio su tela di Jean-Alexandre-Rémi Couder, del 1851.
È presente anche una collezione di bronzi, tra cui La battaglia del duca di Clarence, di Émilien di Nieuwerkerke, del 1839; Richard de Warwick combattente, di Theodore Gechter, del XIX secolo e Caccia al cinghiale.
Galleria della Regina

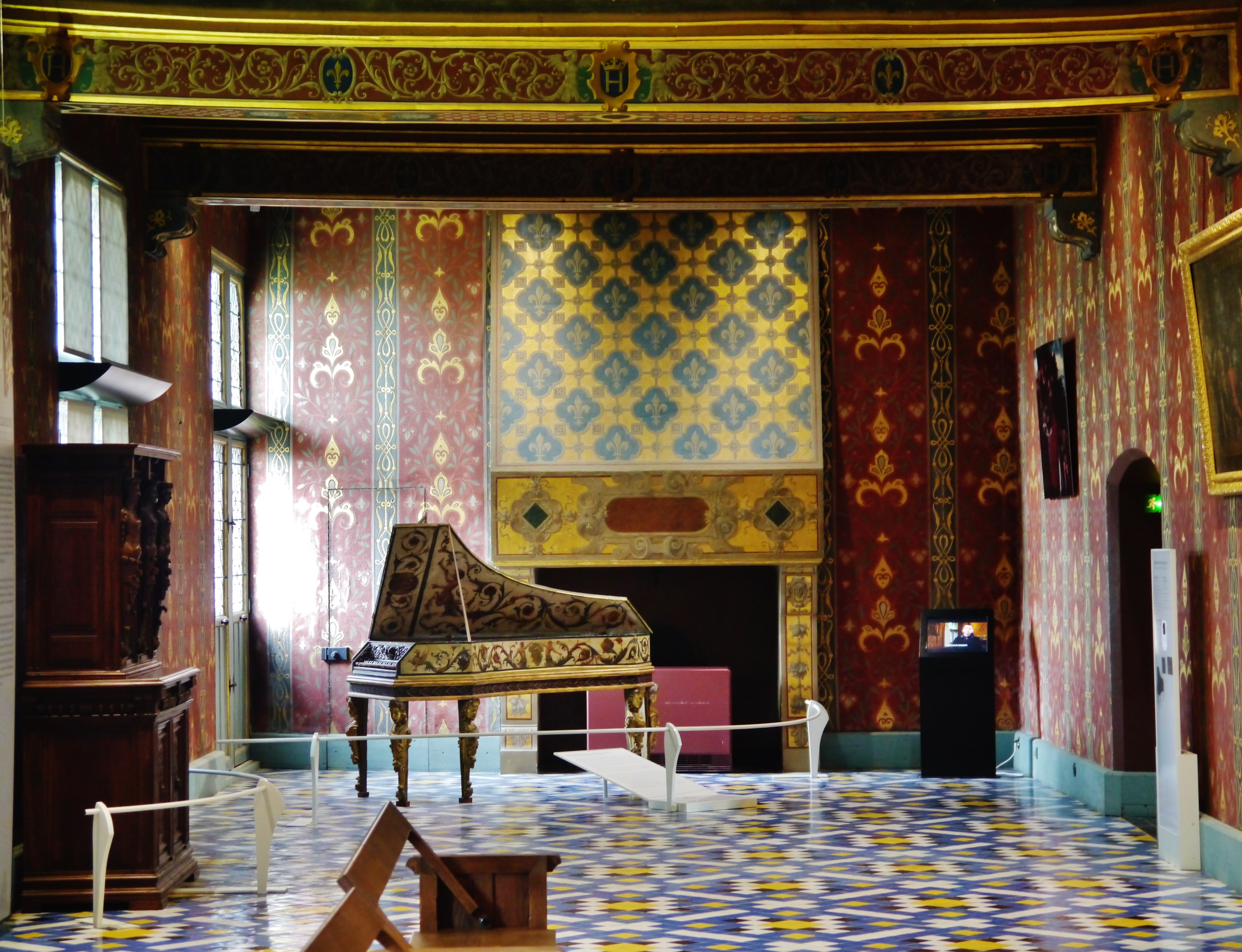
La Galleria della regina.

Le piastrelle in ceramica smaltata della galleria, posizionate da Félix Duban su un modello del XV secolo, sono state restaurate alla fine del XX secolo. Formano disegni geometrici blu, bianchi e gialli. Nella sala si possono ammirare alcuni strumenti antichi, tra cui un clavicembalo italiano di Giovanni Antonio Baffo, del 1572, modificato nel 1880 dal falsario Leopoldo Franciolini; un mandolino in terracotta del 1875 realizzato da Giosafat Tortat; un violino in terracotta del 1867, opera di Ulysse Besnard; una sacca da maestro di ballo in legno, intarsiata in avorio.
La galleria è inoltre decorata con busti di re di Francia, tra cui un busto di bronzo e marmo di Enrico II, di Germain Pilon; un busto di Francesco I del XVI secolo, di autore sconosciuto, acquisito nel 1926, rimaneggiato da Louis-Claude Vasse nel 1756, in gesso patinato da un'opera in bronzo del Louvre; un busto di Carlo IX in gesso patinato, un busto di Enrico III in gesso patinato, un busto di Enrico IV in gesso.
Si può vedere anche un busto in gesso di Pierre de Ronsard, ornato da un epitaffio in marmo nero risalente al 1607. La galleria contiene inoltre numerosi dipinti, tra cui un olio su rame, presumibilmente un ritratto della principessa di Conti, del 1610, e un olio su tela di C. Martin, Maria de' Medici e il delfino, del 1603. Oltre a questo è presente una collezione di monete antiche con l'effigie di Luigi XII, Francesco I, Enrico II, Carlo IX, Enrico III ed Enrico IV.
Camera della Regina

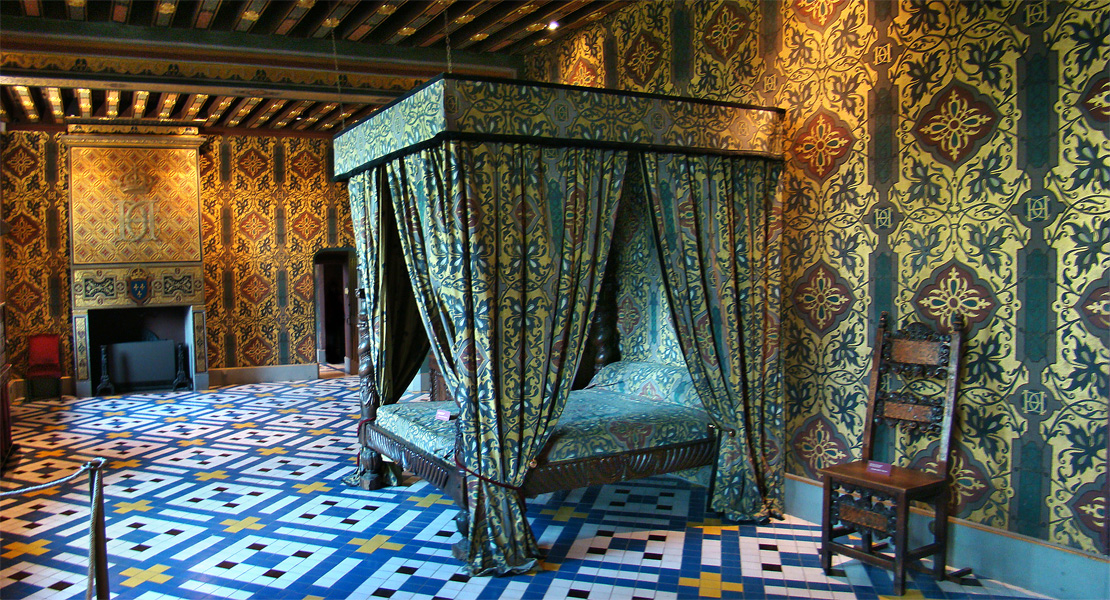
La camera della Regina

Questa stanza divenne la camera reale di Caterina de' Medici, morta il 5 gennaio 1589. Il monogramma di Enrico II e Caterina de' Medici, composto dalla H e da due C intrecciate ed inserito con i restauri ottocenteschi, è presente ovunque in questa stanza, anche sul camino, restaurato da Félix Duban nel 1845. Una nicchia di fianco al letto, ricavata nello spessore del muro, fungeva probabilmente da oratorio. La sala è riccamente arredata con un letto a baldacchino in quercia e faggio della fine del XVI secolo, restaurato nel XIX secolo, con telaio e gambe scanalate caratteristiche del regno di Enrico IV, decorato agli angoli con colonne tortili e bracieri; una cassa con coperchio a semicircolare, in quercia, in stile francese XVII secolo, decorata con un pannello raffigurante la decapitazione di Giovanni il Battista; un armadio in noce a due ante del XVI secolo, restaurato nel XIX secolo, con intarsi in madreperla e avorio; una scrivania spagnola chiamata Bargueno del XVI secolo, con gambe del XIX secolo, in noce, avorio e metallo.
Oratorio

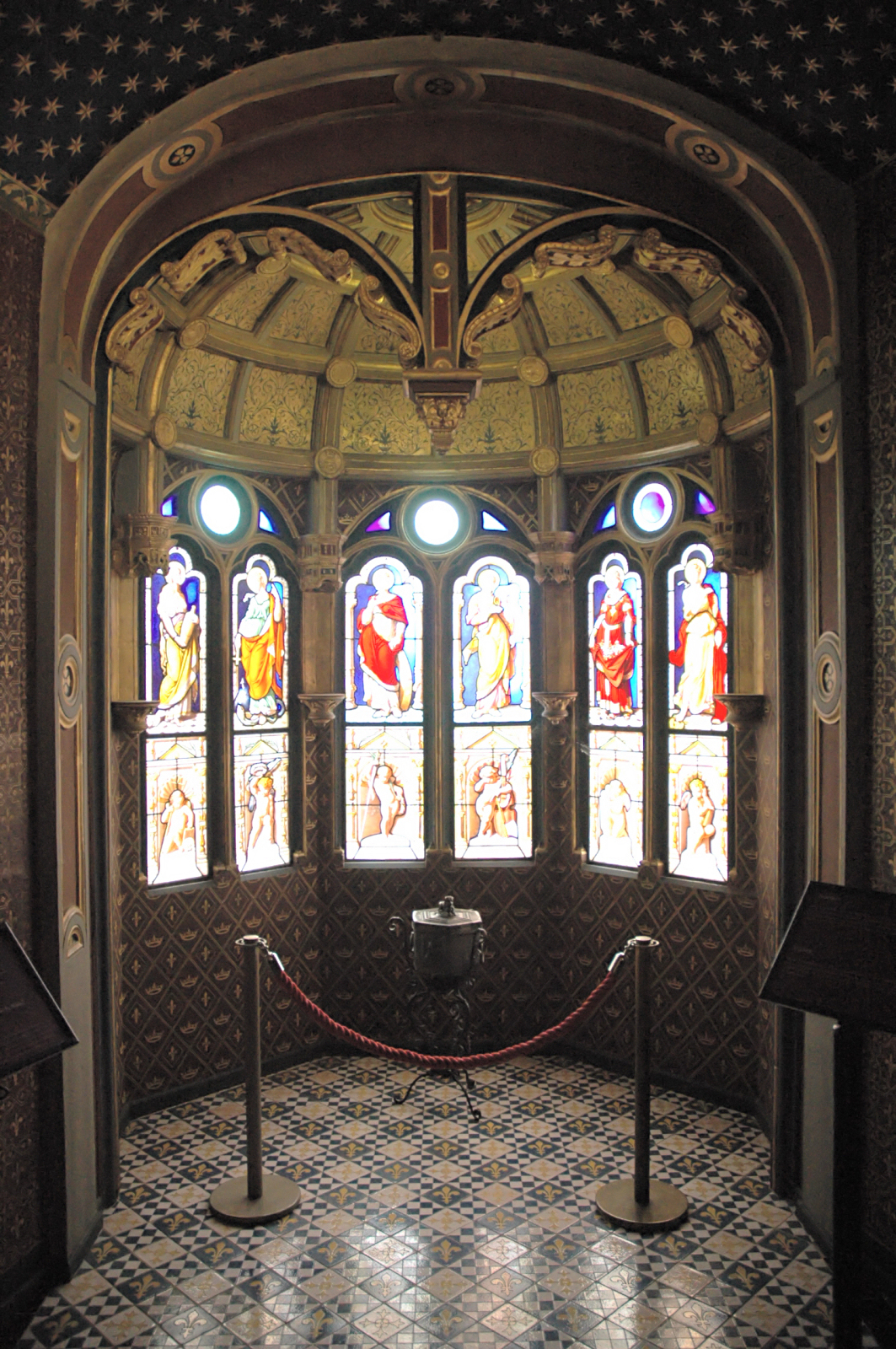
L'oratorio

L'oratorio si ispira alla biblioteca di Anne de Montmorency, al castello di Écouen, del 1550 circa. Le cornici neoclassiche delle porte e l'abside illuminato da tre bifore sono originali; le nervature dell'abside convergono a formare una chiave di volta sporgente verso il basso. Le vetrate risalgono al XIX secolo e sono opera di Claudius Lavergne e Michel Dumas. Contiene anche un trittico appartenente alla regina.
Studiolo della Regina

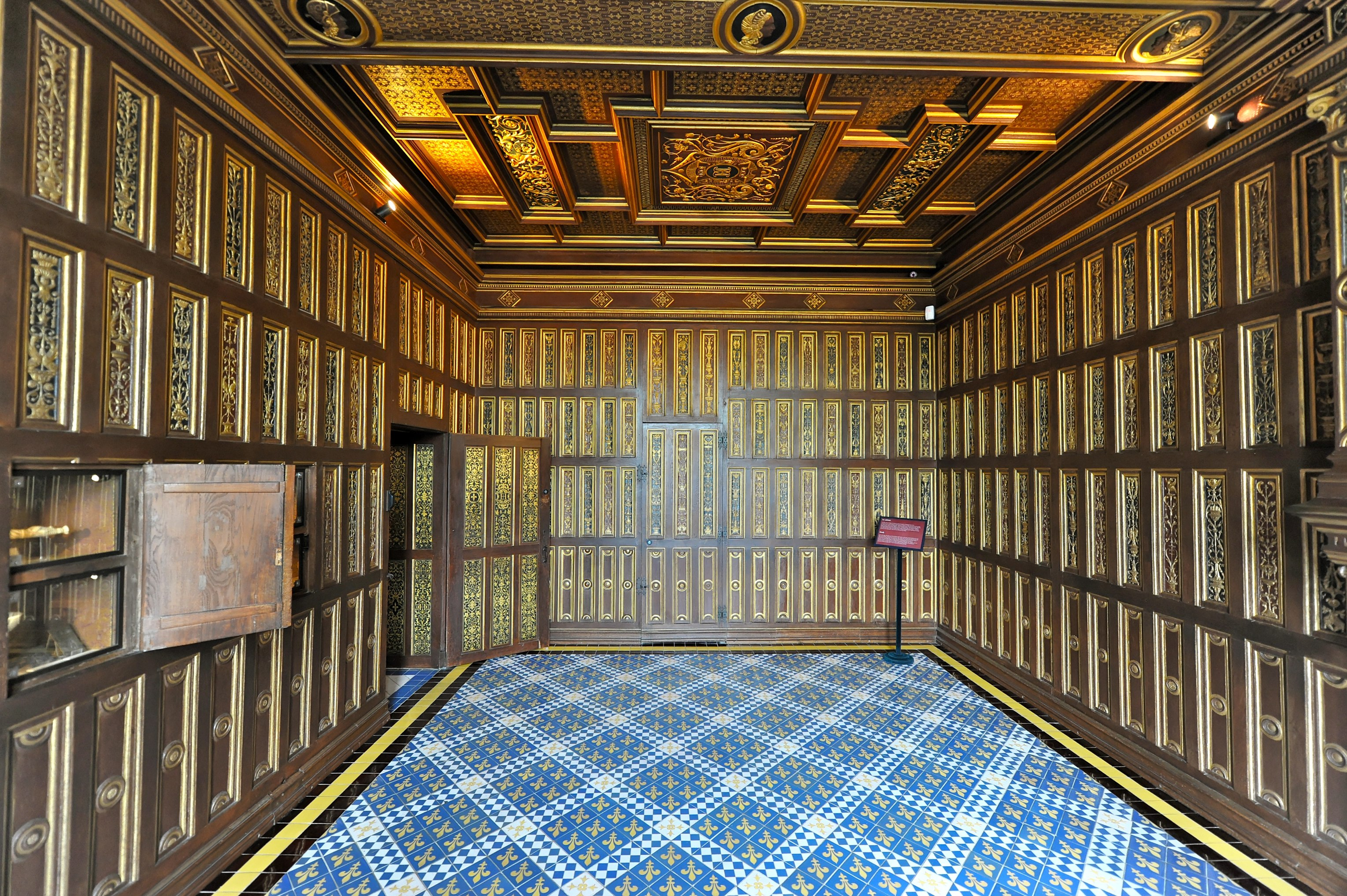
Lo studiolo della Regina.

Lo studiolo di Maria de' Medici è tappezzato da pannelli di legno che nascondono quattro scomparti segreti, che possono essere aperti mediante un apposito meccanismo nascosto nel battiscopa. Alexandre Dumas (padre) nel romanzo La regina Margot descrisse questi spazi come nascondigli per conservare i veleni della regina, alimentando la credenza secondo cui questo ambiente sarebbe stato al centro degli intrighi della regina. In realtà gli armadi erano utilizzati per riporre opere d'arte, documenti e libri preziosi. I 237 pannelli in legno intagliati con disegni diversi (arabeschi, maschere, candelabre ecc.) e in alcuni casi decorati con foglie d'oro sono originali del 1520 ma il camino, il pavimento e il soffitto sono stati ricostruiti da Félix Duban basandosi su quelli della sala da ballo del castello di Fontainebleau. Il soffitto a cassettoni è decorato con gigli e, al centro, uno stucco quadrato in cui si intrecciano l'H e la C di Enrico II e Caterina de' Medici. Una scala consente l'accesso al gabinetto nuovo, al piano superiore.
Galleria Duban
La galleria Duban contiene disegni, stampe e oggetti che ricordano il lavoro dell'architetto, tra cui il restauro del castello di Blois.
Sala del Consiglio
La sala del Consiglio ha un grande camino decorato con una salamandra dorata e mobili preziosi realizzati nel XIX secolo in stile rinascimentale, che ricordano il lusso principesco del XVI secolo. Vi si trovano un rinfrescatoio in legno di castagno, di Taylor et fils, presentato all'Esposizione Universale del 1862; un tavolo ottagonale di marmo e legno del XIX secolo sostenuto da gambe intagliate a forma di sirene, su cui poggia un vaso di granito orbicolare della Corsica del XIX secolo; un armadio di noce a due ante, impreziosito con avorio, smalto e pietre preziose e risalente al 1862, costruito da John Deeble Crace; un buffet a due ante con avorio, smalti e pietre preziose, sempre del 1862, realizzato da Peter Joseph Janselme.
La sala del Consiglio è inoltre decorata con varie statue, tra cui una statua di Enrico IV fanciullo di gesso, di François Joseph Bosio. L'originale, commissionato all'artista dal Comune di Parigi, fu inviato al salone nel 1824. Sono anche presenti un Suonatore di olifante e una Dama con falco di Antonin Moine, prodotti dalle fonderie Susse Frères intorno al 1840.
La stanza è dotata anche di numerosi dipinti, tra cui Un page, olio su tela di Ferdinand Roybet.
Sala dei Guisa
Questa stanza ospita una collezione di dipinti dei principali personaggi ed eventi delle guerre di religione. Molti pittori del XIX secolo si sono ispirati all'assassinio del duca di Guisa. Si trovano in questa sala diversi dipinti, alcuni dei quali sono piuttosto famosi: Enrico III ed i suoi compagni, di Ulysse, XIX secolo; Enrico III porta per il piede il cadavere del duca di Guisa, olio su tela di Charles Bartholomew Durupt, 1833; La Duchessa di Nemours e Enrico III, di Arnold Scheffer; Processione e cerimonia funebre in onore del duca di Guisa, Arnold Scheffer, 1868; Il cardinale di Lorena esce di prigione (detto anche Assassinio del cardinale di Guisa), olio su tela di Alebert de Médine, 1857; Enrico di Lorena, duca di Guisa, detto il Balafré, olio su tela di anonimo, XIX secolo; L'assassinio del duca di Guisa, olio su tela di Paul Delaroche.
Sala del Re
La stanza è arredata con una sedia pieghevole in stile rinascimentale italiano posta sotto un baldacchino decorato con gigli del XIX secolo in legno intagliato e dorato; una credenza di rovere francese del XIX secolo; una poltrona in noce del XIX secolo con l'emblema di Francesco I; un armadio francese a due ante in noce del XIX secolo; un tavolo allungabile all'italiana in noce del XVI secolo con parti del XIX secolo; diversi arazzi.
Il suo camino monumentale è uno dei più grandi e più imponenti del castello. Dipinto e dorato con l'effigie di Francesco I (salamandre e gigli) e Claudia di Francia (ermellino), è decorato con un misto di elementi in stile italiano come putti, ghirlande di fiori e frutta, foglie, candelabre e festoni, e altri in stile medievale, come draghi. Questa sontuosa decorazione non è solamente opera di Félix Duban, in quanto recenti restauri hanno rivelato tracce di policromia risalenti agli anni tra il 1515 e il 1520, che fanno presumere che Duban abbia semplicemente restaurato i colori già esistenti.
Galleria del Re
Questa galleria contiene una collezione di ceramiche neo-rinascimentale del XIX e XX secolo, tra cui molte opere di Ulysse Besnard, costituite da vasi e piatti decorati.
Camera del Re

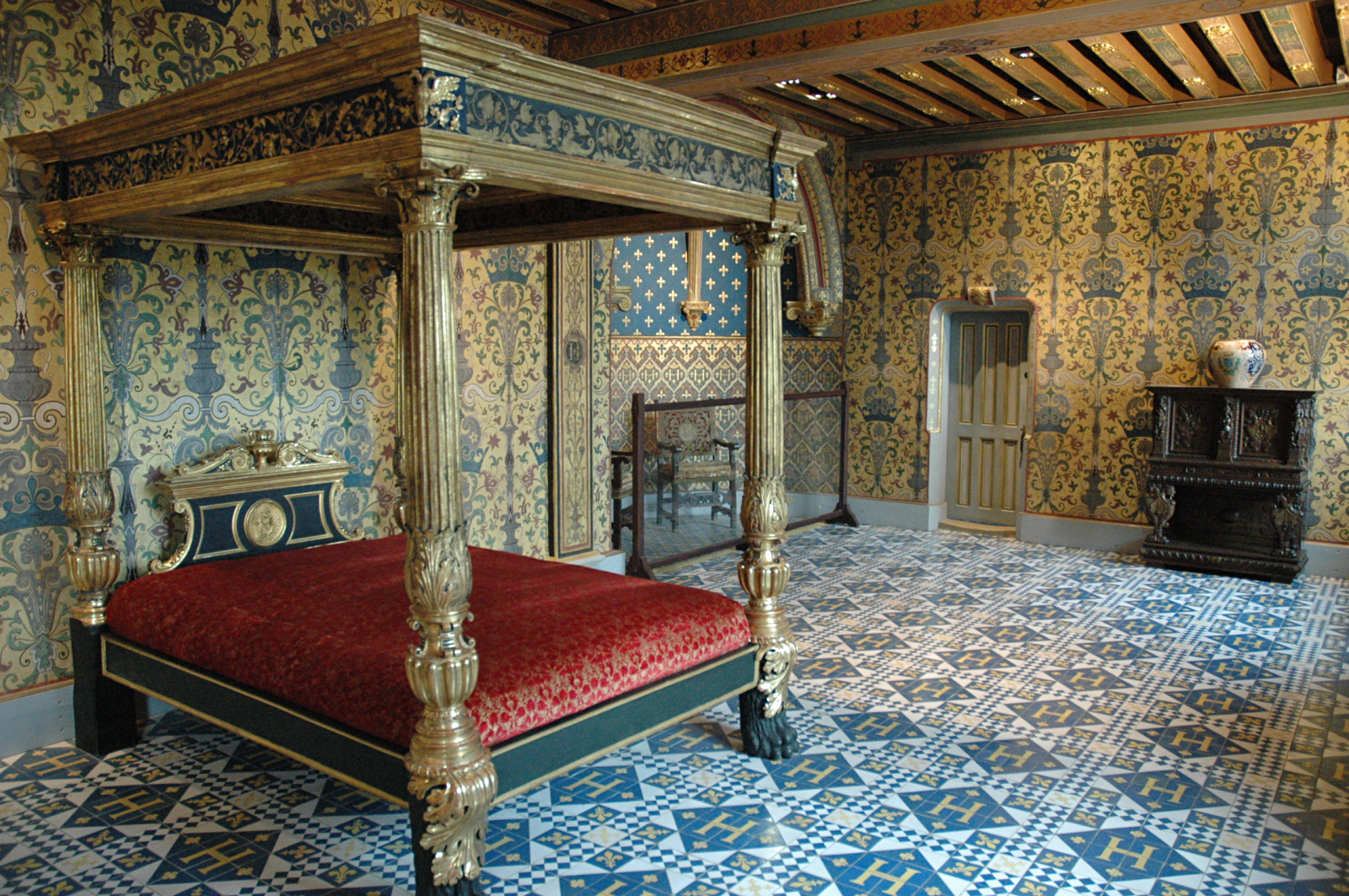
La camera da letto del re

La stanza, luogo in cui si dice sia morto il duca di Guisa mentre si gettava ai piedi del letto del re dopo essere stato colpito da otto sicari, presenta, come quella della regina, una nicchia a fianco del letto; questa, tuttavia, non è liscia ma solcata da cinque nervature che poggiano su mensole. Per ricordare il re Duban arricchì volontariamente la camera con decorazioni d'oro e fece porre dei gigli reali nell'alcova. La stanza è arredata con un letto matrimoniale italiano del XVI secolo, restaurato nel XIX secolo, intagliato, dipinto e dorato, e un armadio francese con due ante della fine del XVI secolo, in noce.
Gabinetto nuovo
Il secondo piano ospita gli appartamenti del Re, che contengono il gabinetto nuovo (quello di Enrico III), ricostruito da Félix Duban a partire da un frammento rappresentante una sirena. La parete è decorata con un arazzo raffigurante Paride, principe di Troia.

#### Lapidario
Il museo Lapidario, adiacente alla Sala degli Stati, è collocato nelle ex cucine dei tempi di Francesco I e raccoglie sculture dei secoli XVI e XVII provenienti dalle varie ali del castello (doccioni in pietra, salamandre di intonaco realizzate sotto la direzione di Felix Duban per sostituire quelle distrutte durante la Rivoluzione, il frontone in pietra e gesso scolpito da Simon Guillain e restaurato da Alfred Jean Halou per l'ala Gastone d'Orléans), la testa del busto di Gastone d'Orleans nelle vesti di Ercole, in gesso, realizzata da Alfred Jean Halou nel 1915, i reperti trovati nel Loir-et-Cher, gli oggetti medioevali rinvenuti nell'altura del castello, risalenti al periodo carolingio, dei calchi in gesso prodotti da Felix Duban.

### Ala Gastone d'Orléans

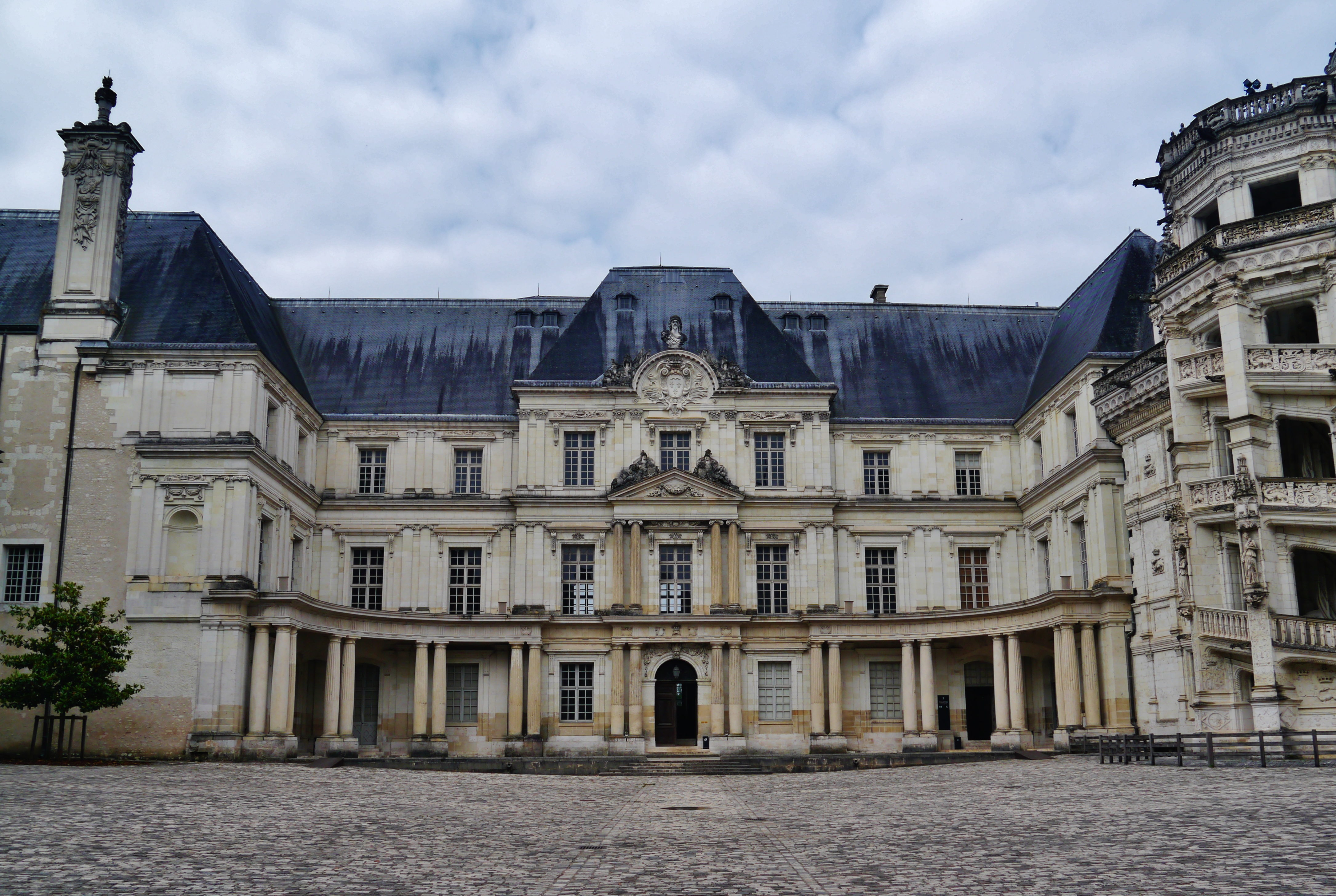
Facciata interna dell'ala Gastone d'Orléans.

La realizzazione di quest'ala, in stile neoclassico, fu affidata a François Mansart tra il 1635 e il 1638, anno in cui i lavori si interruppero per la mancanza di fondi. Quest'ala, caratterizzata da una rigorosa regolarità e un apparato decorativo molto sobrio, occupa il fondo del cortile ed è posta di fronte all'ala Luigi XII, sul luogo in cui si trovava precedentemente il palazzo di Carlo d'Orléans. L'edificio si compone di un corpo centrale con due brevi prolungamenti intorno al cortile e due nuclei laterali in corrispondenza degli angoli esterni. Nonostante l'apparente perfetta simmetria, la pianta dell'edificio presenta alcune irregolarità: la facciata interna non ha lo stesso asse di quella interna e i prolungamenti laterali non sono uguali. La costruzione, per giunta incompiuta, di quest'ala provocò contrastanti reazioni di rimpianto per il mancato completamento dell'edificio o di repulsione verso il cattivo gusto architettonico posto all'interno del contesto rinascimentale.

#### Facciata interna
La facciata interna è caratterizzata da tre ordini di colonne e semicolonne di tre stili diversi: dorico, ionico e corinzio. Un portico concavo con doppie colonne doriche ammorbidisce la facciata congiungendo le ali all'avancorpo centrale; la trabeazione è rimasta incompiuta dopo l'abbandono dei lavori, mentre i gruppi sculturei che la sormontavano sono stati distrutti durante la Rivoluzione. Le finestre, tre per piano nell'avancorpo centrale e quattro per lato distribuite nella parte laterale della facciata e nella breve ala, sono incorniciate da modanature e sormontate da mensole. Il tetto è molto alto e privo di abbaini, ad eccezione di alcune piccole aperture distribuite intorno all'avancorpo centrale. L'ingresso dell'edificio è sormontato da un frontone a due livelli: il portale, sormontato da una pelle di leone e da un'aquila, è affiancato da una coppia di colonne doriche lisce nella parte inferiore e scanalate in quella superiore. Le colonne sostengono una trabeazione dorica scolpita con trofei di armi, elmi e scudi; al di sopra due colonne doriche incorniciano una finestra, la cui mensola sovrastante è ornata con sculture di armi e bandiere. Al di sopra di un cornicione liscio è presente il timpano triangolare contenente una ghirlanda sul quale poggiano le sculture di Minerva, a destra, e Marte, a sinistra. Al secondo piano è presente un frontone circolare circondato da trofei d'armi, contenente lo stemma di Gastone d'Orléans e sormontato dal busto del committente. La statua è una copia del 1915 di Alfred Halou da un originale di Jacques Sarrazin andato distrutto durante la Rivoluzione; lo stesso Sarrazin, insieme a Simon Guillain, realizzò le altre sculture della facciata. Sull'ala rimasta incompiuta, di fronte alla cappella, si notano tracce della decorazione che doveva proseguire su tutta la facciata, con lesene e una nicchia; è altresì visibile un alto comignolo decorato con cartigli, drappeggi e trofei di armi e sormontato da un vaso decorativo.

#### Facciata esterna
La facciata esterna, molto più lunga e semplice di quella interna, riprende gli ordini ionico e corinzio per il primo e secondo piano, mentre il pianterreno è del tutto privo di ornamenti. La parte centrale, leggermente sporgente, non è dotata di frontoni e si distingue solo per la finestra centrale del secondo piano, sormontata da un trofeo d'armi; gli avancorpi laterali invece, a strapiombo sugli antichi fossati, sono dotati di frontoni triangolari. La facciata rivolta verso la torre Foix è simile a quella posteriore ed è dotata di nicchie che dovevano ospitare statue, che tuttavia non furono mai realizzate.

#### Interno

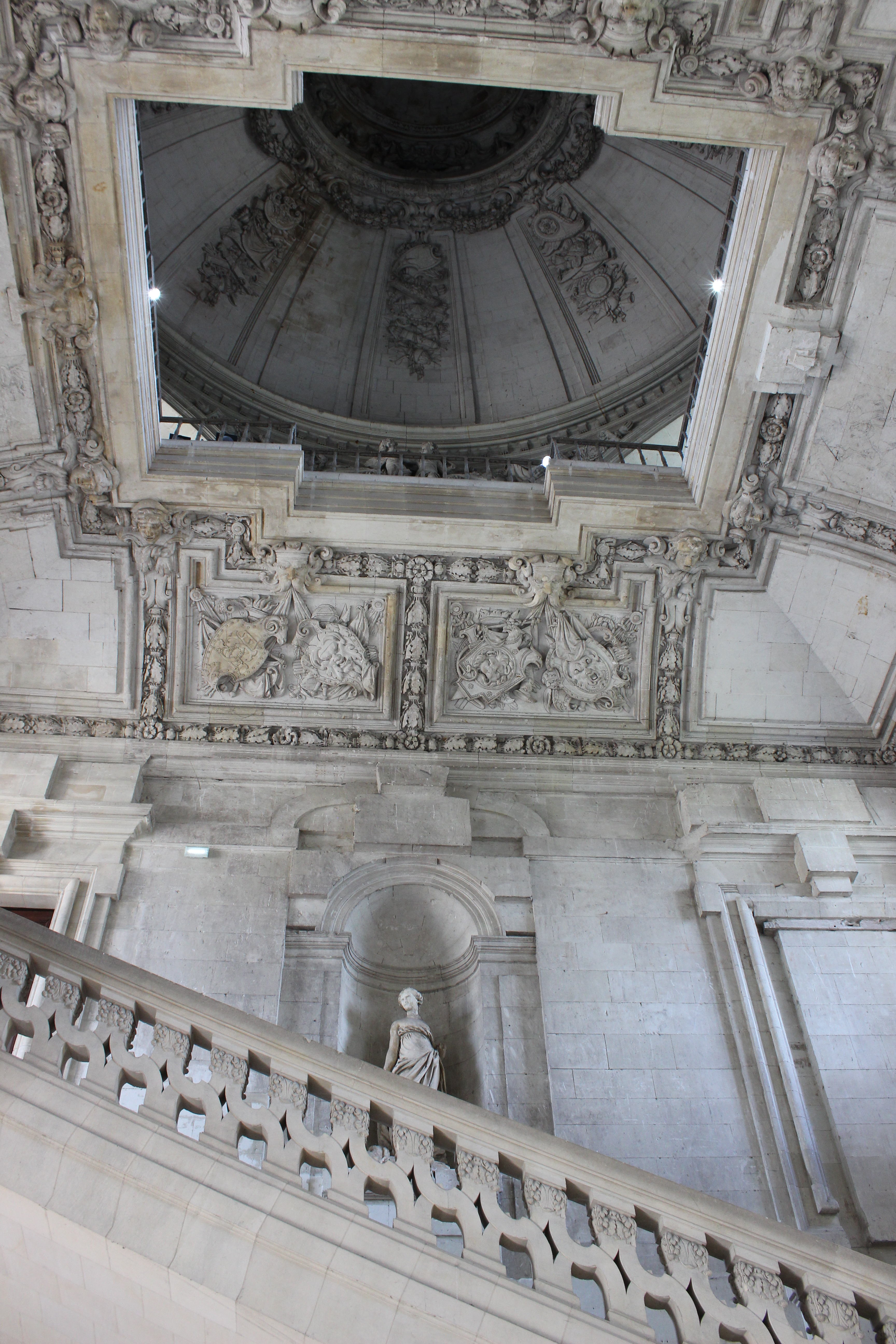
La cupola che sormonta lo scalone d'onore dell'ala Gastone d'Orléans.

Per il salone d'ingresso centrale Mansart progettò uno scalone d'onore a due rampe sormontato da una cupola, visibile attraverso un'interruzione del soffitto, costituito dalla galleria del secondo piano, al fine di aumentare la percezione dell'altezza. La scala attuale fu costruita nel 1933 su modello di quella del castello di Maisons-Laffitte, progettato dallo stesso Mansart. È dotata di tre rampe: la prima, di pochi gradini, si trova di fronte all'ingresso sul cortile interno, mentre la terza inizia da un pianerottolo sul quale si apre la porta che dà sul retro dell'ala: in questo modo è stato risolto il problema del disassamento tra la facciata interna e quella esterna dell'edificio. Le pareti dello scalone sono dotate di nicchie contenenti statue, mentre il soffitto è scolpito con quattro pannelli contenenti trofei d'armi e ghirlande. La cupola ellittica, con otto sezioni ornate da sculture allegoriche attribuite a Simon Guillain e Michel Anguier, è sormontata da una lanterna, il cui bordo è circondato da un festone scolpito.
Al piano terra l'ala è occupata quasi interamente da vasti ambienti in pietra e mattoni, che dovevano ospitare i servizi; da queste sale si accede ai sotterranei degli avancorpi che sporgono sull'antico fossato. Lo scalone conduce al primo piano, dove, immediatamente sulla destra, appena salite le scale, si entra nella sala delle feste, un grande ambiente dell'altezza di due piani coperto da una volta ellittica simile alla cupola centrale. Alle due estremità il salone ospita un camino neoclassico e una nicchia contenente una statua di Gastone d'Orléans; una galleria corre a metà della stanza, all'altezza delle finestre del secondo piano. Sullo stesso piano sono presenti altri tre saloni: uno circolare, uno nell'avancorpo, con il soffitto sostenuto da arcate, e un altro con le volte sostenute da due pilastri centrali. Nel progetto originale questi spazi erano destinati ad essere occupati da appartamenti, mentre ora sono utilizzati come sale polifunzionali.
L'ala ospita la biblioteca comunale, mostre temporanee, congressi e concerti. Ha inoltre contenuto tra il 1903 e il 1914 il Museo di storia naturale di Blois, prima che questo fosse spostato nell'ex palazzo vescovile nel 1922. Tornato al castello dopo i bombardamenti della seconda guerra mondiale, rimase nel sottotetto dell'ala Gaston d'Orléans fino al 1984, quando le collezioni furono trasferite al convento dei Giacobini, dove il museo riaprì.